# 神宿
神宿（かみやど）は、2014年に結成された原宿発の4人組アイドルユニット。
グループ名の由来は、神宮前の「神」と、原宿の「宿」を組み合せて、「神宿」と命名。
神宿（KMYD）の頭文字でK=KAWAII（可愛い!）M=MAX（全力!）Y=YELL（応援!）D=DREAM（夢!）を届けるため原宿を拠点に活動している。
いわゆる『ジャパニーズアイドル』的な楽曲から、大人びた雰囲気の楽曲やダークな歌詞の楽曲などジャンルやコンセプトにとらわれず幅広く歌いこなすのが特徴。
挨拶時には神社で拍手・開手をするように両手を二度叩いた後に一礼することが多い。主な楽曲提供者にながいたつ、SHUN、利根川 貴之、玉屋2060%らがいる。
2020年からはメンバー自身も楽曲作成に参加しており、作詞・作曲だけではなく衣装選びや作品全体のイメージも自分たちで構築している。
2023年4月以降、活動休止中であったが、2024年8月19日をもって現体制の活動を終了した。
なお、かつて存在した研修生グループ「かみやど(ひらがなかみやど)」についても後述する。

## 概要
映像制作会社でアルバイトをしていた大学生の北川敦司（後の神宿の立ち上げプロデューサー）が会社の企画でアイドル映画を撮ることになり、作品作りのためにスカウトを開始する。
当初、有名な事務所ではないため映画への参加メンバーは集まらず、やり甲斐を感じずにいたところ「TOKYO IDOL FESTIVAL2014(2014年8月2日・3日)」にアルバイトスタッフとして参加。アイドル業界の勢いを目の当たりにし「（映画のためではなく）自分たちでアイドルグループを作ってみよう」と思い立つ。その後のスカウトは難航するものの、北川とスタッフの努力により、羽島めい、小山ひな、一ノ瀬みか、関口なほ、羽島みきの5人が揃う。
原宿でスカウトされた5人は渋谷のハチ公前で初めて顔合わせをしたあとに、デビューへ向けてレッスンをスタート。しかし、ほとんどのメンバーがダンスや歌も初心者だったため形になるまで苦労する。さらに、メンバーは並行してビラ配りを開始。『神宿』の結成と自分たちのデビューライブを必死に宣した結果、2014年9月28日に六本木で行われたワンマンライブは成功し、無事デビューを果たす。神宿のメンバーはアイドルとしての道のりを本格的にスタートした。
2018年には、レーベルを日本クラウンに移しシングル「HAPPY PARTY NIGHT」でメジャーデビュー。しかし2019年には、結成から共に歩んできたメンバーの関口なほがグループから勇退。一時期は4人での活動となるものの、4月からは新メンバーの塩見きらがオーディションを経て加入。新たな5人での活動をスタートさせた。また、同年から多くのYouTuberが所属するクリエイターマネジメントプロダクションUUUMに加入し、自身らの公式チャンネルで様々な企画やMV、ライブ映像などを公開している。
2021年11月、赤色担当でセンターの一ノ瀬みかが体調や精神面の不調から活動休止を経てグループを脱退。以後、残り4名でグループ活動継続を発表。2022年には新たな出発と決意を伝えるため全国ツアーが行われた。
2023年4月2日に渋谷で開催されるツアーファイナル以降は「メンバーらの未来を描いていく時間に充てる」として、暫くグループでの活動予定が未定であると発表された。
2024年8月19日に現体制の終了が発表された。

## メンバー
- 羽島めい（愛称：めいりん、1998年5月25日 - ）サイリウムカラー：青色　
千葉県出身のA型。神宿のMC担当。ライブではコールアンドレスポンスの中心的存在。
小～中学校では女子サッカーに打ち込んでおり、全国大会の出場経験もある。
メンバーの羽島みきは実の姉で、公私ともに一緒にいる時間が多い。スカウトされたきっかけは、休日に家族でディズニーランドへ行くか原宿へ行くかで悩んでいたところ、当日にめいが寝坊して原宿行きになったため。
鞄の中身はメンバーで一番ちらかっている[4]。
- 羽島みき（愛称：みーにゃん、1996年6月3日 - ）サイリウムカラー：黄色
千葉県出身のO型。最年長で神宿のリーダー。結成初期の担当カラーはピンクだった。
クラシックバレエの経験者でお菓子作りが得意。
メンバーの羽島めいは実の妹。デビュー当初は家族ゆえに意見なども受け入れられなかったが、現在ではそばで支えてくれる妹に感謝している[5]。
- 塩見きら（愛称：しおみぃ、1998年11月6日 - ）サイリウムカラー：緑色

愛媛県出身のO型。勇退した関口なほの緑担当を継承した6人目の神宿メンバー。数学が得意な理系女子。高校の数学全国模試1位[6]。津田塾大学数学科卒[6]。
元々アイドル好きだったのに加え、自分の人生を変えるため2019年の新メンバーオーディションへ参加。最終選考を突破しメンバーに選ばれる。
「在ルモノシラズ」以降の多くの楽曲で作詞に参加している他、文章力に定評があり雑誌でのコラム連載も持っている[7]。
- 小山ひな（愛称：ひなぷぅ、1997年6月24日 - ）サイリウムカラー：桃色
長野県出身のA型。Twitter、instagram、フォロワー数メンバー内1位。
フワフワした見た目から、メンバーから赤ちゃん扱いされることが多い。その反面、歌とダンスは非常に力強くパフォーマンスの中心的存在である。
結成初期の担当カラーはオレンジだった。

### 元メンバー
- 関口なほ（愛称：なっぴぃー、1998年12月27日 - ）サイリウムカラー：緑色
埼玉県出身のO型。神宿の初代『緑』担当。
グループ結成メンバーであるが、2019年1月13日に勇退。以後、メンバーをサポートする「チーム神宿」として活動している。
期間限定アイドルグループ"緑だってはじけ隊"のメンバーとして、他のアイドルグループともコラボ活動していた。
- 一ノ瀬みか（愛称：みかちん、2000年4月12日 - ）サイリウムカラー：赤色　
東京都出身のAB型。2021年11月24日、医師の診断により以前から患っていた右耳の突発性難聴の悪化、パニック障害、過労、蓄積疲労、重度自律神経失調症のため脱退。
ライブ前は他のアーティストの楽曲や映像を見て熱量をあげていることが多い。
講談社「ミスiD2016」。歌唱力に定評があり『関ジャム 完全燃SHOW』の「令和のアイドル界で厳選！スゴいボーカリスト10人」に選ばれたこともある。『ゴッドタン』の「この次世代アイドル知ってんのか 2016〈今一番カワイイ部門〉」で第1位に選出された。
大人びた雰囲気だがメンバー最年少で、2020年に成人を迎えた[8]。

## 略歴

### 2014年
- 日付不明、スタッフが原宿にてスカウトを開始。
  - 最終的に一ノ瀬みか、羽島めい、羽島みき、関口なほ、小山ひなが呼びかけに応じた。
- 09月07日、渋谷・ハチ公前でメンバー5人が顔合わせ。レッスンとビラ配りを開始する。
- 09月28日、六本木Bee-Hiveワンマンライブにてデビュー。約120人のファンが集まった。
- 11月28日、YouTube公式チャンネル「神宿 KAMIYADO」開設。
  - 11月29日、最初の動画が投稿された。
- 12月21日、「全開！神宿ワールド」が初披露。

### 2015年
- 03月28日、LiveIdolTokyo2015に参加し準優勝獲得、伊藤園の自販機デザインに採用。
- 06月06日、神宿初の地方遠征「Sapporo-Girl1 Link Special 2015」へ参加。
- 06月27日、数量限定の8種類シングル発売開始。
- 08月29日、横浜アリーナ にて、アイドルの最大級フェスの@JAM EXPO 2015へ参加。
- 09月26日、渋谷DUO MUSIC EXCHANGEにて一周年記念ライブ開催。新曲・新衣装初披露。
- 10月26日、TVCM月刊コミックゼノン 放送開始（赤担当の一ノ瀬みか出演）。

### 2016年
- 03月25日、一ノ瀬みかが一般社団法人海洋連盟の主催する「海と日本PROJECTうみぽすグランプリ」のアンバサダーに就任し、同グランプリのPR動画が公開された。
- 04月29日、渋谷CLUB QUATTROでの東名阪ツアー最終公演にて、タワーレコードとのコラボレーベル「神塔」(かみとう)の設立及び全国流通盤CDシングルのリリースを発表[9]。
- 06月28日、全国流通盤CDシングル「原宿戦隊!神宿レンジャー / 限界突破フィロソフィー」発売。
- 08月05日、TOKYO IDOL FESTIVAL 2016に出演。
- 09月11日、神宿初主演映画「神宿スワン」上映
- 09月28日、LIQUIDROOM ebisuにて結成2周年記念のワンマンライブ「神が宿る場所〜2周年!夢の扉をこじ開けるまで〜」開催[9]。
- 10月22日、山梨県富士吉田警察署で一日警察署長を務める。
- 12月06日、全国流通盤第二弾CDシングル「カムチャッカ・アドベンチャー / ミライノウタ」発売。
- 12月28日、東京・Zepp DiverCity TOKYOにてワンマンライブ「神が宿る場所〜私たちの無限の可能性を信じてみよう〜」開催[10]。本公演にて、春のグループ初全国ツアー開催を発表[11]。

### 2017年
- 01月22日、東京・品川ステラボールで開催の「TOWER RECORDS presents ザ・感謝祭2017新春」に神塔より出演[12]。
- 03月04日、4月30日まで初の全国ツアー『神宿 春ツアー2017「神が宿る場所〜誰も見たことのない場所へ翔び立とう!〜」』を6都市にて開催[11]。
- 04月30日、日本財団、海洋連盟、舵社の3社が開催する「うみぽすグランプリ2017」のアンバサダーにメンバー全員が就任することを発表。さらに、イメージソング「うみぽす大好き」を歌い、同グランプリを盛り上げた。
- 05月01日、公式サポーターズクラブ「舁夫会」が発足。[13]
- 05月27日、「@JAM EXPO 2017」のオフィシャルナビゲーターに一ノ瀬みかが就任。SUPER☆GiRLS・阿部夢梨、つりビット・安藤咲桜と共に期間限定ユニット「サクラノユメ。」を結成[14]
- 08月04日、「TOKYO IDOL FESTIVAL 2017」に出演。8月4日にはまねきケチャとのコラボ「神ケチャ」として出演、8月6日にはメインステージであるHOT STAGEに初出演[15]。
- 08月27日、@JAM EXPO 2017にて一ノ瀬みか参加の期間限定ユニット「サクラノユメ。」解散。
- 09月03日、ワンマンツアー「神宿 関東ツアー2017〜ROAD TO 3周年〜」を6都市にて開催[16]。
- 09月19日、原宿駅ポスタージャック「10年後の神宿へ」開催[17]
- 09月23日、東京・ラフォーレ原宿にて結成3周年記念ライブ「神が宿る場所〜HARAJUKU DREAM〜」開催[18]。
- 10月28日、神宿主演映画第二弾「君がいて完成するパズル」完成披露ライブ&上映会開催
- 11月11日、翌年5月3日まで約半年におよぶ全国ツアー『神宿全国ツアー2017-2018〜はじめまして!神宿です。〜』スタート[19]。
- 11月14日、1stアルバム「原宿発!神宿です。」の再録版と2ndアルバム「原宿着!神宿です。」を同時発売。
- 12月15日、関口なほがバンドじゃないもん!・望月みゆ、SUPER☆GiRLS・石橋蛍と共に期間限定ユニット「緑だってはじけ隊」を結成[20]。
- 12月28日、ダイセルのテレビCM「化学で未来を変えるのダ」篇のCMソングの歌唱を担当[21]。

### 2018年
- 05月03日、渋谷WWW Xで開催された『神宿全国ツアー2017-2018〜はじめまして!神宿です。〜』ツアーファイナルにて、グループ初の関西ツアー『神が宿る場所〜関西ツアー〜』の6月開催を発表[22]。
- 05月09日、日本クラウンよりシングル「HAPPY PARTY NIGHT」発売。同曲はカラオケチェーン「ビッグエコー」とのコラボレーションソングとして制作された[23]。
- 06月09日、『神が宿る場所〜関西ツアー〜』を開催。滋賀U★STONEで開催されたツアーファイナルにて、『神が宿る場所〜東名阪クアトロツアー〜Supported by SHOWROOM!』の8月開催を発表[24]。
- 08月16日、『神が宿る場所〜東名阪クアトロツアー〜Supported by SHOWROOM!』を開催。
- 09月06日、ヴィレッジヴァンガードとのコラボレーションによる全国ツアー『VILLAGE VANGUARD presents 神宿全国ツアー2018-2019 神が宿る場所〜お控えなすって神宿でござる〜』の開催を発表[25]。
- 09月25日、東京・ラフォーレ原宿にて神宿4周年記念ショップを期間限定オープン[26]。
- 10月13日、『VILLAGE VANGUARD presents 神宿全国ツアー2018-2019 神が宿る場所〜お控えなすって神宿でござる〜』がスタート。
- 12月04日、2019年1月13日をもって関口なほのグループ勇退を発表[27]。

### 2019年
- 01月13日、渋谷ストリームホール『VILLAGE VANGUARD presents 神宿全国ツアー2018-2019 神が宿る場所〜お控えなすって神宿でござる〜』ツアーファイナルにて関口なほがグループから勇退[28]。
- 01月15日、YouTuberのマネジメントプロダクション・UUUM加入を発表[29]。
- 01月22日、厚生労働省が呼びかける「依存症の理解を深める普及啓発イベント」のアンバサダーである「タフラブアンバサダー」に就任した。
- 02月06日、ニューシングル「CONVERSATION FANCY」リリース。
- 02月28日、2016年以来となるメンバー生誕祭開催が決定
- 03月08日、神宿プロデューサー北川敦司 初のインタビューで心境を語る
- 03月21日、レンタル緑公演第1弾として「バンドじゃないもん! MAXX NAKAYOSHI」より望月みゆがライブで神宿と共演
- 04月04日、レンタル緑公演第2弾として「マジカル・パンチライン」より小山リーナがライブで神宿と共演
- 04月13日、レンタル緑公演第3弾(最終)としてガチャピンがライブで神宿と共演
- 04月29日、豊洲PITにて『LIVE DAM STADIUM presents 神が宿る場所〜ここが私の生きる場所〜』を開催。新メンバーオーディション最終選考にて塩見きらが新メンバーとして加入[30]。
- 05月21日、1月から開催されていた新メンバーオーディションのファイナリスト6人による、チーム神宿プロデュースのユニット・かみやど（ひらがなかみやど）結成を発表[31]。
- 07月23日、神宿初の地上波CM「激辛グルメ祭り2019 行くぞ!激辛〜ワイワイと〜」篇に出演。テレビ朝日にてオンエア開始
- 07月26日、Mカード及びデジタル配信で「全身全霊ラプソディ」「春風Ambitious」「グリズリーに襲われたら♡」の3曲同時リリース。
- 09月29日、幕張メッセにて、5周年記念ワンマンライブ「神が宿る場所〜君が君らしくあればいいのさ〜」開催。
- 09月30日、ニューシングル「それから」デジタルリリース。
- 11月06日、ニューシングル「ボクハプラチナ」デジタルリリース。
- 11月15日、塩見きら加入後初の全国ツアースタート。

### 2020年
- 01月15日、ベストアルバム3作及びコンプリートボックス同時リリース。
- 02月27日、MV「CONVERSATION FANCY」YouTube再生回数100万回突破。
- 04月08日、平日限定日替わりメンバーYouTubeライブスタート。
- 04月09日、ニューシングル「在ルモノシラズ」デジタル先行リリース。[32][33]
- 04月29日、塩見きら神宿加入1周年。「はじまりの合図ソロバージョン」デジタルリリース。
- 05月09日、ニューシングル「Erasor」デジタル先行リリース。
- 06月01日、メンバー個人別ファンコミュニティ開設。
- 06月04日、ニューシングル「SISTERS」デジタル先行リリース。
- 06月30日、キズナアイ「Again」のMVに神宿出演。
- 07月04日、オフィシャルサイト及び舁夫会リニューアル。
- 07月22日、tk2tk（タカツカ）「アイスクリーム」のMVに塩見きら出演。
- 07月27日、ニューシングル「Brush!!」デジタル先行リリース。
- 08月04日、MV「Brush!!」YouTube再生回数100万回突破。
- 09月05日、神宿初のホールツアースタート。
- 09月20日、羽島めい初のソロニューシングル「Intro:Attitude」デジタルリリース。[34]
- 09月30日、ニューアルバム「THE LIFE OF IDOL」デジタルリリース。
- 10月20日、ヴィレッジヴァンガード渋谷本店にて神宿「THE LIFE OF IDOL」発売記念パネル展開催。（同月27日まで）
- 10月21日、4thアルバム「THE LIFE OF IDOL」CDリリース。
- 10月22日、バーティカルシアターアプリ「smash.」にて神宿の過去のライブを配信開始。[35]
- 10月23日、日本テレビ系「バズリズム02」にて神宿初のスタジオ歌唱。「明日、また君に会える」披露。（23日24時59分～）
- 11月01日、全国のBIG ECHO、ジャパンレンタカー東海地区の店内モニターにて「Brush!!」MV90秒バージョンオンエア。（同月30日まで）
- 11月04日、週間USEN HITJ-POPランキングにて「明日、また君に会える」が7位を獲得。また、USEN HITインディーズランキングに於いて1位を獲得。
- 11月07日、塩見きら初作曲のニューシングル「Twenty」デジタルリリース。[36]
- 12月01日、スイーツパラダイスSoLaDo原宿店にて神宿とのコラボカフェ開催。（同月20日まで）
  - 12月07日、スイーツパラダイス梅田店にて同イベント開催。（同月20日まで）
- 12月25日、羽島みき初のソロニューシングル「トキメキ☆チュウ」デジタルリリース。

### 2021年
- 01月23日、「KAMIYADO KANSAI TOUR 2021」開催。[37][38]
- 01月30日、オンラインイベント「マツリー」にてアイドルライブの未公開フォト掲載イベントに神宿が参加。（翌31日まで）
- 03月31日、ニューシングル「FANTASTIC GIRL」デジタルリリース。
  - 4月28日、上記CDリリース。
- 07月04日、小山ひな初のソロニューシングル「を愛に」デジタルリリース。
- 07月07日、塩見きらがクリエイターユニットKISORAでの活動と楽曲「花は純、君に幸あれ」(5月31日公開)を発表。
- 07月16日、ニューシングル「Caramel Sweet」リリース。
- 07月30日、5thアルバム「THE LIFE OF GIRLS」デジタルリリース。
  - 8月25日、上記アルバムCDリリース。
- 09月26日、ぴあアリーナMMにて、7周年記念ワンマンライブ「WE ARE KAMIYADO」開催。
- 011月24日、一ノ瀬みかの脱退を発表[39]。

### 2022年
- 05月15日、MV「グリズリーに襲われたら♡」YouTube再生回数300万回突破。
- 05月18日、現行4人体制初のニューシングル「#前に進む唄」リリース。
- 05月25日、羽島姉妹のYouTubeチャンネル開設。
- 08月12日、ニューシングル「キミイロソーダ」デジタルリリース。
- 09月08日、猫又おかゆ x DECO*27「あっかんべ」のMVに小山ひな出演。
- 09月12日、ニューシングル「NEW WORLD!!」デジタルリリース。
- 10月29日、ニューシングル「あたしでごめんね。」デジタルリリース。
- 12月21日、神宿初のライブアルバム「Over the　Rainbow LIVE SOUNDTRACKS」リリース。

### 2023年
- 03月03日、小山ひな公式Youtubeチャンネル「小山ひなちゃんねる」開設。
- 03月08日、ニューアルバム「Rainbow (8colors)」デジタルリリース。
  - 3月22日、上記アルバムCDリリース。
- 06月28日、塩見きらが2023年4月3日付で株式会社神宿を退社したことを自身のアカウントによるツイートで報告。
  - 06月29日、羽島めいの配信にて4月3日時点でメンバー全員が株式会社神宿を退所していたことを説明。
    - 06月30日、公式より28日の塩見の報告を補足する形で4月3日以降は業務委託として引き続き4人での活動継続に前向きであると発表。
- 08月01日、小山ひなオフィシャルサイト開設。
- 08月07日、はしましまい。新曲「スマホリック」デジタルリリース。
- 08月16日、MV「グリズリーに襲われたら♡」YouTube再生回数400万回突破。
- 09月13日、小山ひな3rdシングル「おためし彼女」リリース。

### 2024年
- 03月23日、羽島みきソロシングル「結婚ディスコ」デジタルリリース。
- 05月20日、MV「グリズリーに襲われたら♡」YouTube再生回数500万回突破。
- 08月19日、現体制を終了することを発表した。

## 楽曲一覧

### 配信限定シングル
| #  | タイトル                   | 発売日・配信日                            | 販売形態             | 備考 |
| -- | -------------------------- | ----------------------------------------- | -------------------- | --- |
| 1  | ないぞう サイコー          | 2018年5月12日                             | デジタル配信         | 【作詞:朝日恵里 作曲:利根川貴之、坂和也】 「しまじろうのわお!」2018年5月うたコーナー。 |
| 2  | お控えなすって神宿でござる | 2018年10月10日 2018年10月13日             | Mカード デジタル配信 | 【作詞・作曲:玉屋2060% MV:小林 勇貴】 ファン投票「第二回神宿ベスト10」で第1位に選ばれた楽曲。2018年8月、クアトロ東名阪ツアーにて初披露。神宿の自己紹介ソング。 |
| 3  | はじまりの合図             | 2019年5月10日 2019年6月08日 2020年4月29日 | Mカード デジタル配信 | 【作詞・作曲:玉屋2060%】 勇退した関口なほの緑継承新メンバーオーディションテーマソング。同曲はオーディション当日、神宿と候補者7人の計11人で披露された。 2019年5月10日、既存メンバー4人のソロバージョン発売。6月8日、塩見きらソロと全員歌唱バージョン発売。2020年4月29日、5人全員のソロバージョン配信開始。                                                            |
| 4  | 全身全霊ラプソディ         | 2019年7月26日                             | Mカード デジタル配信 | 【作詞・作曲:浅野尚志】 神宿初のラップを取り入れた楽曲。2019年3月24日初披露時は関口なほ勇退のため4人での歌唱だったが音源化に伴い塩見きらを加えた5人バージョンが収録されている。 |
| 5  | 春風Ambitious              | 2019年7月26日                             | Mカード デジタル配信 | 【作詞・作曲:玉屋2060% MV企画・編集:一ノ瀬みか MV撮影:関口なほ】 MVは神宿初のメンバー制作。2019年4月29日初披露時は関口なほ勇退のため4人での歌唱だったが音源化に伴い塩見きらを加えた5人バージョンが収録されている。 |
| 6  | グリズリーに襲われたら♡    | 2019年7月26日                             | Mカード デジタル配信 | 【作詞・作曲:清 竜人MV:かとうみさと 衣装：縷縷夢兎】YouTube再生回数500万回突破。 毒を秘めた可愛さのある楽曲。MVではゴシック衣装のメンバーと着ぐるみのグリズリーが登場。ライブで披露されるより先に音源が配信された。 |
| 7  | それから                   | 2019年9月30日                             | デジタル配信         | 【作詞・作曲:玉屋2060%】 神宿メンバーの5周年の想いをもとに玉屋2060%が書き下ろした楽曲。2019年9月29日、5周年記念幕張ワンマンライブにて初披露。 |
| 8  | ボクハプラチナ             | 2019年11月6日                             | デジタル配信         | 【作詞・作曲:KITA.(上北健)】 神宿の新境地を開拓する大人の雰囲気を纏った楽曲。2020年1月21日～27日までファミリーマート店内BGM"ミックスファム with Your Voice"で紹介された。 |
| 9  | 在ルモノシラズ             | 2020年4月09日 2020年4月30日               | デジタル配信 Mカード | 【作詞:塩見きら、Misumi(DUSTCELL) 作曲:Misumi】 神宿初となるコライト参加としてメンバーの塩見きらが作詞を担当。初の全編アニメーションMV。2020年4月9日、OTOTOYより先行配信。その他配信サイトからは4月16日より配信開始。 |
| 10 | Erasor                     | 2020年5月09日 2020年5月19日               | デジタル配信 Mカード | 【作詞:塩見きら、KITA. 作曲:KITA.】 神宿初のユニット曲であり一ノ瀬みか、塩見きら、小山ひな の3人ボーカルによるバラード曲。曲中の語り部分は塩見きらが作詞を担当している。曲名の読みは「イレーサー」 「消しゴム」を意味する英語の「Eraser」とは綴りが異なりその真意は非公開となっている。2020年5月9日、OTOTOYより先行配信。その他配信サイトからは5月16日より配信開始。 |
| 11 | SISTERS                    | 2020年6月04日 2020年6月08日               | デジタル配信 Mカード | 【作詞:羽島めい、羽島みき、ASOBOiSM 作曲:ASOBOiSM】 羽島めい、羽島みきによるユニット楽曲。姉妹エピソードも盛り込んだ歌詞が特徴。2020年6月4日、OTOTOYより先行配信。その他配信サイトからは6月10日より配信開始。 |
| 12 | Brush!!                    | 2020年7月27日 2020年7月30日               | デジタル配信 Mカード | 【作詞:塩見きら、SHOW 作曲:SHOW マスタリング:Chris Gehringer】YouTube再生回数100万回突破。 ポジティブに自分磨きする女の子たちにエールを送るサマーソング。2020年7月27日、OTOTOYより先行配信。その他配信サイトからは7月29日より配信開始。 |
| 13 | Intro:Attitude             | 2020年9月20日                             | デジタル配信         | 【作詞:羽島めい、TK da 黒ぶち 作曲:Jino】 羽島めいのラップによるソロ楽曲。過去、現在、未来を歌っている。アルバム「THE LIFE OF IDOL」のプレリリースシングル。 |
| 14 | Twenty                     | 2020年11月7日                             | デジタル配信         | 【作詞・作曲:塩見きら】 作詞に加え作曲に挑戦した塩見きら自身の生誕祭で初披露されたソロ楽曲。『神宿に出会った”20歳“のあの日の自分自身と今 何かを掴もうとしている貴方へ送る歌』 |
| 15 | トキメキ☆チュウ            | 2020年12月25日                            | デジタル配信         | 【作詞:羽島みき、塩見きら 作曲:木下龍平】 羽島みきのソロラブソング。『女の子が色んなことに夢中になってトキメク世界を彩った歌』 |
| 16 | を愛に                     | 2021年7月04日                             | デジタル配信         | 【作詞:小山ひな、匿名ゲルマ 作曲: 匿名ゲルマ】 小山ひなの生誕公演にて初披露されたソロ楽曲。作詞には小山自身も参加している。 |
| 17 | Caramel Sweet              | 2021年7月16日                             | デジタル配信         | 【作詞:羽島めい、塩見きら、Siraud 作曲:Henrik Nordenback、Christian Fast、Johanna Formichella】 2021年ツアー「THIS IS THE DREAM TOUR」で初披露された。 |
| 18 | Lion                       | 2021年9月20日                             | デジタル配信         | 【作詞:一ノ瀬みか、KITA. 作曲:KITA.】 アルバム「THE LIFE OF GIRLS」に収録の「Outro:Lion」のリマスター版シングルカット曲。 |
| 19 | 夜な夜なよ                 | 2022年4月29日                             | デジタル配信         | 【作詞:塩見きら、KITA. 作曲:KITA.】 塩見きら初のソロミニアルバム先行シングル。 |
| 20 | キミイロソーダ             | 2022年8月12日                             | デジタル配信         | 【作詞・作曲:KITA.】 全国ツアー"神宿 JAPAN TOUR -Over the Rainbow-"初日公演アンコールで初披露。 |
| 21 | NEW WORLD!!                | 2022年9月12日                             | デジタル配信         | 【作詞・作曲:KITA.】 全国ツアー"神宿 JAPAN TOUR -Over the Rainbow-"町田公演で初披露。 |
| 22 | あたしでごめんね。         | 2022年10月29日                            | デジタル配信         | 【作詞・作曲:KITA.】 全国ツアー"神宿 JAPAN TOUR -Over the Rainbow-"ツアーファイナル沖縄桜坂セントラルで初披露。 |
| 23 | スマホリック               | 2023年8月7日                              | デジタル配信         | 【作詞、作曲:miyake】 羽島めい、羽島みきのユニット『はしましまい。』の楽曲。作詞、作曲はmihimaru GTのmiyakeが担当。 |
| 24 | 結婚ディスコ               | 2024年3月23日                             | デジタル配信         | 【作詞、作曲:田家大知】 「トキメキ☆チュウ」から約3年ぶりの羽島みきソロシングル。制作はゆるめるモ!の音楽プロデューサー田家大知。 |

### 未音源化・アルバム未収録楽曲
| 曲名                                | 音源化 | アルバム収録 | 備考 |
| ----------------------------------- | ------ | ------------ | --- |
| うみぽす♡大好き                     | ×      | ×            | 【歌:一ノ瀬みか 作詞:加藤才明 作曲:Dragonfly 楽曲・ダンスプロデュース:KEN】 「BLUE ACTION うみぽすグランプリ」2016年のテーマ曲。ファン投票「神宿ベスト10」に於いて投票楽曲一覧に当楽曲は含まれていなかった。 |
| うみぽす♡大好き                     | ×      | ×            | 【歌:神宿 作詞:加藤才明 作曲:Dragonfly 楽曲・ダンスプロデュース:KEN】 「BLUE ACTION うみぽすグランプリ」2017年以降のテーマ曲。ファン投票「神宿ベスト10」に於いて投票楽曲一覧に当楽曲は含まれていなかった。   |
| うみぽす♡大好き                     | ×      | ×            | 上記楽曲のトランス風アレンジバージョン。ビーチサンダルを使った振付け動画に採用されている。 |
| Life is やっぱ Beautiful!           | ×      | ×            | 通称「関西ツアーバージョン」。関西ツアー中のみ披露される歌い出しや音のアレンジバージョン。 |
| HAPPY PARTY NIGHT                   | ○      | ×            | 旧メンバー5人での歌唱バージョン。 塩見きら加入後の5人歌唱バージョンはアルバム「kamiyado complete best 2018-2019」に収録。                                                                                    |
| 好きといわせてもらってもいいですか? | ○      | ×            | 旧メンバー5人での歌唱バージョン。 塩見きら加入後の5人歌唱バージョンはアルバム「kamiyado complete best 2018-2019」に収録。                                                                                    |
| ないぞう サイコー                   | ○      | ×            | 旧メンバー5人での歌唱バージョン。 塩見きら加入後の5人歌唱バージョンはアルバム「kamiyado complete best 2018-2019」に収録。                                                                                    |
| お控えなすって神宿でござる          | ○      | ×            | 旧メンバー5人での歌唱バージョン。 塩見きら加入後の5人歌唱バージョンはアルバム「kamiyado complete best 2018-2019」に収録。                                                                                    |
| CONVERSATION FANCY                  | ○      | ×            | 旧メンバー5人での歌唱バージョン。 塩見きら加入後の5人歌唱バージョンはアルバム「kamiyado complete best 2018-2019」に収録。                                                                                    |
| ほめろ!                             | ○      | ×            | 旧メンバー5人での歌唱バージョン。 塩見きら加入後の5人歌唱バージョンはアルバム「kamiyado complete best 2018-2019」に収録。                                                                                    |
| タフ♡ラブ                           | ×      | ×            | 関口なほ勇退後のメンバー4人歌唱バージョン。 塩見きら加入後の5人歌唱バージョンはアルバム「kamiyado complete best 2018-2019」に収録。                                                                          |
| 全身全霊ラプソディ                  | ×      | ×            | 関口なほ勇退後のメンバー4人歌唱バージョン。 塩見きら加入後の5人歌唱バージョンはアルバム「kamiyado complete best 2018-2019」に収録。                                                                          |
| 春風Ambitious                       | ×      | ×            | 関口なほ勇退後のメンバー4人歌唱バージョン。 塩見きら加入後の5人歌唱バージョンはアルバム「kamiyado complete best 2018-2019」に収録。                                                                          |
| はじまりの合図                      | ○      | ×            | メンバー別のソロバージョン。 |

### カバー・コラボ楽曲
| アーティスト                           | 楽曲名                                  | カバー元楽曲アーティスト | 公演日(公開日)              | 公演名・公開場所                                               | 備考 |
| -------------------------------------- | --------------------------------------- | ------------------------ | --------------------------- | -------------------------------------------------------------- | --- |
| ラブ宿 (神宿×ラブアンドロイド)         | KMYD                                    | 神宿                     | 2015年4月19日               | 新宿アイドル祭り! in K-Stage4部「神宿×ラブアンドロイド」       | 神宿(一ノ瀬みか、関口なほ) ラブアンドロイド(のの、藤堂ラナ、らんちゃそ)                                                       |
| 神アンドロイド (神宿×ラブアンドロイド) | モアモアTIME                            | ラブアンドロイド         | 2015年4月19日               | 新宿アイドル祭り! in K-Stage4部「神宿×ラブアンドロイド」       | 神宿(羽島めい、羽島みき、小山ひな) ラブアンドロイド(ももこ、るい、さや、sena.)                                                |
| 神宿×FES☆TIVE                          | 必殺！超神宿旋風                        | 神宿                     | 2015年9月06日               | 原宿POPUNITED Presents 「 IDOL FASHIONALIZM 2」                | |
| 神宿×FES☆TIVE                          | シダレヤナギ                            | FES☆TIVE                 | 2015年9月06日               | 原宿POPUNITED Presents 「 IDOL FASHIONALIZM 2」                | 神宿からは羽島みき、小山ひなが参加。                                                                                          |
| 神宿                                   | 冗談じゃないね                          | drop                     | 2015年11月28日              | dropの十二番勝負！～神宿の巻～                                 | |
| 一ノ瀬みか ほか (詳細は備考欄参照)     | トライアングルドリーマー                | 虹のコンキスタドール     | 2015年8月05日               | TOKYO IDOL FESTIVAL 2016 IDOL SUMMER JAMBOREE U-16             | 神宿、X21、sora tob sakana、つりビット 虹のコンキスタドール、ぷちぱすぽ☆ 上記グループ16歳未満のシャッフルメンバーによるコラボ |
| 一ノ瀬みか ほか (詳細は備考欄参照)     | サムライガール                          | ぷちぱすぽ☆              | 2015年8月05日               | TOKYO IDOL FESTIVAL 2016 IDOL SUMMER JAMBOREE U-16             | 神宿、X21、sora tob sakana、つりビット 虹のコンキスタドール、ぷちぱすぽ☆ 上記グループ16歳未満のシャッフルメンバーによるコラボ |
| 一ノ瀬みか ほか (詳細は備考欄参照)     | 真夏の天体観測                          | つりビット               | 2015年8月05日 2015年8月07日 | TOKYO IDOL FESTIVAL 2016 IDOL SUMMER JAMBOREE U-16             | 神宿、X21、sora tob sakana、つりビット 虹のコンキスタドール、ぷちぱすぽ☆ 上記グループ16歳未満のシャッフルメンバーによるコラボ |
| 小山ひな                               | 青い珊瑚礁                              | 松田聖子                 | 2016年8月15日               | VDC Live Show 『神宿』公開収録                                 | |
| 神ロケ (神宿×Party Rockets GT)         | 原宿戦隊！神宿レンジャー                | 神宿                     | 2016年9月24日               | @JAM×ナタリー EXPO 2016                                        | |
| 神ロケ (神宿×Party Rockets GT)         | セツナソラ                              | Party Rockets GT         | 2016年9月24日               | @JAM×ナタリー EXPO 2016                                        | |
| 神パン (神宿×マジカル・パンチライン)   | 原宿戦隊！神宿レンジャー                | 神宿                     | 2017年1月03日               | ニューイヤープレミアムパーティー 2017                          | |
| 神パン (神宿×マジカル・パンチライン)   | 108煩悩BOMB                             | マジカル・パンチライン   | 2017年1月03日               | ニューイヤープレミアムパーティー 2017                          | |
| サクラノユメ。                         | ドリーム☆ロード (CD企画品番:TGCS-10131) | (オリジナル楽曲)         | 2017年5月27日 ほか          | @JAM 2017 Zepp DiverCity ほか                                  | 一ノ瀬みか、阿部夢梨（SUPER☆GiRLS） 安藤咲桜（つりビット）による期間限定ユニットの楽曲。                                      |
| サクラノユメ。                         | ドリーム☆ロード (CD企画品番:TGCS-10131) | (オリジナル楽曲)         | 2017年6月16日               | YouTube（MV）                                                  | 一ノ瀬みか、阿部夢梨（SUPER☆GiRLS） 安藤咲桜（つりビット）による期間限定ユニットの楽曲。                                      |
| 神宿                                   | Happiness                               | 嵐                       | 2017年7月30日               | 六本木アイドルフェスティバル2017                               | |
| 神宿                                   | 告白のススメ                            | まねきケチャ             | 2017年8月04日               | TOKYO IDOL FESTIVAL 2017                                       | まねきケチャは神宿のSummer Dreamをカバー                                                                                      |
| 神ケチャ (神宿×まねきケチャ)           | 冗談じゃないね                          | まねきケチャ             | 2017年8月04日               | TOKYO IDOL FESTIVAL 2017                                       | まねきケチャは神宿のSummer Dreamをカバー                                                                                      |
| 神ケチャ (神宿×まねきケチャ)           | あの娘にばれるような                    | 神宿                     | 2017年8月04日               | TOKYO IDOL FESTIVAL 2017                                       | まねきケチャは神宿のSummer Dreamをカバー                                                                                      |
| 小山ひな                               | 青い珊瑚礁                              | 松田聖子                 | 2017年8月27日               | @JAM EXPO 2017                                                 | |
| 神宿                                   | なんにもいらない                        | drop                     | 2017年10月27日              | dropと神宿でツーマン2017                                       | |
| 緑だってはじけ隊                       | GREEN IS POP                            | （オリジナル楽曲）       | 2017年12月18日              | YouTube（MV）※公開終了                                         | 関口なほ、望月みゆ（バンドじゃないもん!） 石橋蛍(SUPER☆GiRLS)による期間限定ユニットの楽曲。                                   |
| 緑だってはじけ隊                       | GREEN IS POP                            | （オリジナル楽曲）       | 2018年1月2日ほか            | NPP2018 Premium Stage ほか                                     | 関口なほ、望月みゆ（バンドじゃないもん!） 石橋蛍(SUPER☆GiRLS)による期間限定ユニットの楽曲。                                   |
| 神パン (神宿×マジカル・パンチライン)   | 星空帰り道                              | 神宿                     | 2018年1月02日               | ニューイヤープレミアムパーティー 2018                          | |
| 神パン (神宿×マジカル・パンチライン)   | マジカル･ジャーニー･ツアー              | マジカル・パンチライン   | 2018年1月02日               | ニューイヤープレミアムパーティー 2018                          | |
| 小山ひな                               | 未来予想図II                            | DREAMS COME TRUE         | 2018年3月25日               | 神宿全国ツアー2017-2018〜はじめまして！神宿です〜              | |
| 神宿×notall                            | お控えなすって神宿でござる              | 神宿                     | 2018年12月11日              | 「宴 -notage-」第五夜                                          | |
| 神宿×CROWN POP                         | お控えなすって神宿でござる              | 神宿                     | 2019年1月02日               | NPP2019 Premium Stage                                          | シャッフルメンバーで披露 |
| 神宿×CROWN POP                         | POPPER TIME                             | CROWN POP                | 2019年1月02日               | NPP2019 Premium Stage                                          | シャッフルメンバーで披露 |
| 神宿                                   | ラムのラブソング                        | Orange Caramel           | 2019年2月17日               | 出張!六本木アイドルフェスティバル in 渋谷［Vol.2］             | |
| 神宿                                   | nerve                                   | BiS                      | 2019年4月07日               | 神が宿る場所〜カバー曲ライブin横浜〜 1部                       | |
| 神宿                                   | 気づいたら片想い                        | 乃木坂46                 | 2019年4月07日               | 神が宿る場所〜カバー曲ライブin横浜〜 1部                       | |
| 神宿                                   | あたしを彼女にしたいなら                | コレサワ                 | 2019年4月07日               | 神が宿る場所〜カバー曲ライブin横浜〜 1部                       | |
| 神宿                                   | 世界に一つだけの花                      | SMAP                     | 2019年4月07日               | 神が宿る場所〜カバー曲ライブin横浜〜 1部                       | |
| 神宿                                   | 夢見る少女じゃいられない                | 相川七瀬                 | 2019年4月07日               | 神が宿る場所〜カバー曲ライブin横浜〜 1部                       | |
| 神宿                                   | マリーゴールド                          | あいみょん               | 2019年4月07日               | 神が宿る場所〜カバー曲ライブin横浜〜 1部                       | |
| 神宿                                   | カタオモイ                              | Aimer                    | 2019年4月07日               | 神が宿る場所〜カバー曲ライブin横浜〜 1部                       | |
| 神宿                                   | 気まぐれロマンティック                  | いきものがかり           | 2019年4月07日               | 神が宿る場所〜カバー曲ライブin横浜〜 1部                       | |
| 神宿                                   | 少女飛行                                | PASSPO☆                  | 2019年4月07日               | 神が宿る場所〜カバー曲ライブin横浜〜 1部                       | |
| 神宿                                   | キミとピーカン☆NATSU宣言っ!!!           | 乙女新党                 | 2019年4月07日               | 神が宿る場所〜カバー曲ライブin横浜〜 2部                       | |
| 神宿                                   | 愛唄                                    | whiteeeen                | 2019年4月07日               | 神が宿る場所〜カバー曲ライブin横浜〜 2部                       | |
| 神宿                                   | 栞                                      | クリープパイプ           | 2019年4月07日               | 神が宿る場所〜カバー曲ライブin横浜〜 2部                       | |
| 神宿                                   | God knows...                            | 涼宮ハルヒ (平野 綾)     | 2019年4月07日               | 神が宿る場所〜カバー曲ライブin横浜〜 2部                       | |
| 神宿                                   | さよならエレジー                        | 菅田将暉                 | 2019年4月07日               | 神が宿る場所〜カバー曲ライブin横浜〜 2部                       | |
| 神宿                                   | I LOVE YOU                              | クリス・ハート           | 2019年4月07日               | 神が宿る場所〜カバー曲ライブin横浜〜 2部                       | |
| 神宿                                   | 初恋サイダー                            | Buono!                   | 2019年4月07日               | 神が宿る場所〜カバー曲ライブin横浜〜 2部                       | |
| 神宿                                   | ラムのラブソング                        | Orange Caramel           | 2019年4月07日               | 神が宿る場所〜カバー曲ライブin横浜〜 2部                       | |
| 神宿                                   | チャンスの神様                          | 全力少女R                | 2019年4月07日               | 神が宿る場所〜カバー曲ライブin横浜〜 2部                       | |
| 神宿×望月みゆ                          | 必殺！超神宿旋風                        | 神宿                     | 2019年3月21日               | 神が宿る場所~ROAD TO 豊洲 PIT レンタル緑公演~                  | 関口なほ勇退後4人で活動する神宿が 他グループの緑担当をレンタルし実現したコラボ                                                |
| 神宿×小山リーナ                        | 全開!神宿ワールド                       | 神宿                     | 2019年4月04日               | 神が宿る場所~ROAD TO 豊洲 PIT レンタル緑公演~                  | 関口なほ勇退後4人で活動する神宿が 他グループの緑担当をレンタルし実現したコラボ                                                |
| 神宿×ガチャピン                        | 原宿戦隊!神宿レンジャー                 | 神宿                     | 2019年4月13日               | 神が宿る場所~ROAD TO 豊洲 PIT レンタル緑公演~                  | 関口なほ勇退後4人で活動する神宿が 他グループの緑担当をレンタルし実現したコラボ                                                |
| 神宿×新メンバー候補者7名               | はじまりの合図                          | 神宿                     | 2019年4月29日               | LIVE DAM STADIUM presents 神が宿る場所〜ここが私の生きる場所〜 | 総勢11名でのコラボ |
| 小山ひな                               | 真赤                                    | My Hair is Bad           | 2019年6月05日               | YouTube                                                        | アカペラでのカバー |
| 小山ひな                               | 別の人の彼女になったよ                  | wacci                    | 2019年6月17日               | YouTube                                                        | アカペラでのカバー |
| 神ケチャ (神宿×まねきケチャ)           | 冗談じゃないね                          | まねきケチャ             | 2019年9月08日               | 出張！六本木アイドルフェスティバル in 激辛グルメ祭り           | 2017年TIF以来のコラボ |
| 神ケチャ (神宿×まねきケチャ)           | お控えなすって神宿でござる              | 神宿                     | 2019年9月08日               | 出張！六本木アイドルフェスティバル in 激辛グルメ祭り           | 2017年TIF以来のコラボ |
| 小山ひな                               | タフ♡ラブ                               | 神宿                     | 2020年5月11日               | YouTube                                                        | アコースティックセルフカバー                                                                                                  |
| 塩見きら                               | 空も飛べるはず                          | スピッツ                 | 2020年5月14日               | YouTube                                                        | アコースティックカバー |
| 一ノ瀬みか                             | Fly Me To The Moon                      | フランク・シナトラなど   | 2020年5月19日               | YouTube                                                        | ジャズスタンダードの名曲カバー                                                                                                |
| 塩見きら                               | カブトムシ                              | aiko                     | 2020年5月24日               | YouTube                                                        | アコースティックカバー |
| 一ノ瀬みか                             | Love Yourself                           | ジャスティン・ビーバー   | 2020年5月31日               | YouTube                                                        | アコースティックカバー |
| 小山ひな                               | KMYD                                    | 神宿                     | 2020年6月06日               | YouTube                                                        | アコースティックセルフカバー                                                                                                  |
| 羽島めい、羽島みき                     | ほめろ!                                 | 神宿                     | 2020年6月07日               | YouTube                                                        | 羽島姉妹によるセルフカバー |
| 小山ひな                               | 好きといわせてもらってもいいですか?     | 神宿                     | 2020年6月24日               | YouTube                                                        | アコースティックセルフカバー                                                                                                  |
| 塩見きら                               | 愛を伝えたいだとか                      | あいみょん               | 2020年8月01日               | YouTube                                                        | アコースティックカバー |
| 一ノ瀬みか                             | Dynamite                                | BTS                      | 2020年9月17日               | YouTube                                                        | ソロカバー |
| 一ノ瀬みか                             | Watermelon Sugar                        | Harry Styles             | 2020年12月7日               | YouTube                                                        | ソロカバー |
| 小山ひな                               | Shout Baby                              | 緑黄色社会               | 2021年2月09日               | Artist File #18(TOKYO MX)                                      | ソロカバー |
| 一ノ瀬みか                             | Chandelier                              | SIA                      | 2021年2月25日               | YouTube                                                        | ソロカバー |
| 小山ひな                               | Ultra Cheer                             | 神宿                     | 2021年4月29日               | KAMIYADO 2ND ANNIVERSARY LIVE                                  | ソロカバー |
| 神宿×かみやど                          | はじまりの合図                          | 神宿                     | 2021年5月07日               | 神が宿る場所～神宿×かみやど 2マンライブ～                      | 両グループ10名でのコラボ |
| 小山ひな                               | グッバイ宣言                            | Chinozo                  | 2021年7月18日               | YouTube                                                        | ソロカバー |
| 小山ひな                               | アイロニーナ                            | 煮ル果実                 | 2021年8月17日               | YouTube                                                        | ソロカバー |
| 小山ひな                               | ヴァンパイア                            | DECO*27                  | 2021年8月31日               | YouTube                                                        | ソロカバー |
| 一ノ瀬みか                             | Butter                                  | BTS                      | 2021年9月07日               | YouTube                                                        | ソロカバー |
| 塩見きら                               | チェリー                                | スピッツ                 | 2021年10月4日               | YouTube                                                        | アコースティックソロカバー |
| 小山ひな                               | ときめきブローカー                      | P丸様。                  | 2021年10月7日               | YouTube                                                        | ソロカバー |
| 小山ひな                               | フォニイ                                | ツミキ                   | 2021年10月12日              | YouTube                                                        | ソロカバー |
| 小山ひな                               | パメラ                                  | 須田景凪                 | 2021年12月2日               | ニコニコ動画                                                   | ソロカバー |
| 小山ひな                               | サクラノタトゥー                        | ピノキオピー 一二三      | 2021年12月6日               | ニコニコ動画                                                   | ソロカバー |
| 塩見きら                               | ふめつのこころ                          | tofubeats                | 2022年1月22日               | YouTube                                                        | ソロカバー |
| 塩見きら                               | 踊り子                                  | Vaundy                   | 2022年2月19日               | YouTube                                                        | ソロカバー |
| 塩見きら                               | チューリップ                            | indigo la End            | 2022年4月22日               | YouTube                                                        | ソロカバー |
| 塩見きら                               | 打上花火                                | DAOKO×米津玄師           | 2022年8月10日               | YouTube                                                        | アレンジカバー |
| 塩見きら                               | ラムのラブソング                        | 松谷祐子                 | 2022年11月2日               | YouTube                                                        | アレンジカバー |
| 塩見きら                               | 初恋サイダー -arrange cover ver.-       | Buono!                   | 2023年1月23日               | YouTube                                                        | アレンジカバー |
| 塩見きら                               | ジッパー -arrange cover ver.-           | NMB48 Team N             | 2023年2月3日                | YouTube                                                        | アレンジカバー |
| 塩見きら                               | 青い珊瑚礁 -arrange cover ver.-         | 松田聖子                 | 2023年2月16日               | YouTube                                                        | アレンジカバー |
| 塩見きら                               | 桃色片想い -arrange cover ver.-         | 松浦亜弥                 | 2023年2月23日               | YouTube                                                        | アレンジカバー |
| 塩見きら                               | シンデレラガール -arrange cover ver.-   | King & Prince            | 2023年3月14日               | YouTube                                                        | アレンジカバー |
| 塩見きら                               | オーケストラ -arrange cover ver.-       | BiSH                     | 2023年3月26日               | YouTube                                                        | アレンジカバー |
| 塩見きら                               | サヨナラの意味 -arrange cover ver.-     | 乃木坂46                 | 2023年3月31日               | YouTube                                                        | アレンジカバー |
| 小山ひな                               | 可愛くてごめん                          | 早見沙織                 | 2023年5月21日               | YouTube                                                        | ソロカバー |
| 小山ひな                               | ラヴィ(Lavie)                           | すりぃ feat. 鏡音レン    | 2024年1月27日               | YouTube                                                        | ソロカバー |
| 小山ひな                               | トウキョウ・シャンディ・ランデヴ        | 花譜                     | 2024年2月14日               | YouTube                                                        | ソロカバー |

## DVD・Mカード・その他

### Mカード
専用サイトからカードに記載のコードを入力することで楽曲や映像コンテンツなどがダウンロード可能
ダウンロード期間はいずれも初回アクセスから半年間。また、利用期限も設けられており、いずれかが経過するとダウンロード出来なくなる。（一部のカードで利用期限が延長されたものがある）

### その他
コレクションカード
FiNANCiE（フィナンシェ）から販売される「見て、聞いて、集める」名前、シリアルNo付きデジタルカード。販売期間が定められており、再販は無し。購入出来なかった場合は売買機能を使ってトレードで手に入れる。
| タイトル                               | 備考                                             | 販売期間                                   |
| -------------------------------------- | ------------------------------------------------ | ------------------------------------------ |
| ○○○とデート (各メンバー1種類)          | 企画第1弾。それぞれ各カードに3種類のボイス付き。 | 2020年11月27日～12月13日                   |
| ○○○の寝起き/寝る前 (各メンバー1種類)   | 企画第1弾。それぞれ各カードに3種類のボイス付き。 | 2020年11月27日～12月13日                   |
| LIVE前の○○○ (各メンバー1種類)          | 企画第1弾。それぞれ各カードに3種類のボイス付き。 | 2020年11月27日～12月13日                   |
| 君に伝えたいこと （各メンバー3種類）   | 企画第2弾。各カード先着100枚限定。               | 2021年5月19日～6月2日予定 （完売次第終了） |
| 舁夫さんとの思い出 （各メンバー3種類） | 企画第2弾。各カード先着100枚限定。               | 2021年5月19日～6月2日予定 （完売次第終了） |
| ○○○図鑑 （各メンバー3種類）            | 企画第2弾。各カード先着100枚限定。               | 2021年5月19日～6月2日予定 （完売次第終了） |
| ○○○おみくじ （各メンバー3種類）        | 企画第2弾。各カード先着100枚限定。               | 2021年5月19日～6月2日予定 （完売次第終了） |
| アフレコしてみた （各メンバー3種類）   | 企画第2弾。各カード先着100枚限定。               | 2021年5月19日～6月2日予定 （完売次第終了） |

## イベント

### 2024年
| 2024年   | 2024年         | 2024年                                                   | 2024年                   |
| 公演日   | 分類           | 公演タイトル                                             | 会場                     |
| -------- | -------------- | -------------------------------------------------------- | ------------------------ |
| 01月07日 |                | ひなちゃんのお正月から歌いまショー！                     | Zirco Tokyo              |
| 01月07日 | ライブ＆特典会 | みーにゃんのあけおめライブ！-2024年もみーにゃんしか-     | BUZZ Live赤坂            |
| 01月08日 | 対バンライブ   | 【羽島みき出演】赤坂事変 vol.1                           | BUZZ Live赤坂            |
| 01月21日 | 対バンライブ   | 【小山ひな出演】TOKYO GIRLS GIRLS extra!!                | 有楽町ヒューリックホール |
| 01月27日 | ワンマンライブ | ひなちゃんの1000円ライブ！〜ボカロ編〜                   | 阿佐ヶ谷家劇場           |
| 01月28日 | トーク&ライブ  | 【羽島みき出演】ハッピーイエロー vol.0                   | BUZZ Live赤坂            |
| 02月03日 | ゲスト出演     | 小山ひなちゃん来店イベント                               | Shibuya109 Manon Tokyo   |
| 02月04日 | ライブ＆特典会 | 羽島みき FREE LIVE！                                     | BUZZ Live赤坂            |
| 02月10日 |                | ひなちゃんとチョコっと早めのバレンタインデー！           | Zirco Tokyo              |
| 02月11日 | 対バンライブ   | 【小山ひな出演】dot yell fes vol.38                      | WITH HARAJUKU HALL       |
| 02月22日 | ライブ＆特典会 | 羽島みきのにゃんライブ！                                 | BUZZ Live赤坂            |
| 02月25日 |                | ひなちゃんの1000円ライブ！〜うたのおねえさん編〜         | 阿佐ヶ谷家劇場           |
| 03月02日 |                | みーにゃんの日！                                         | BUZZ Live赤坂            |
| 03月03日 |                | ひなちゃんのひなひなひな祭り！1000円ライブ〜パチスロ編〜 | 阿佐ヶ谷家劇場           |
| 03月16日 |                | ひなちゃんのはっぴーほわいとでー                         | GARRET udagawa           |

### 2014年 - 2023年
| 2014年                   | 2014年                                                         | 2014年                           |
| ワンマンライブ・定期公演 | ワンマンライブ・定期公演                                       | ワンマンライブ・定期公演         |
| 公演日                   | 公演タイトル                                                   | 会場                             |
| ------------------------ | -------------------------------------------------------------- | -------------------------------- |
| 9月28日                  | 神宿デビューツーマンライブ「神センワールド!」                  | 六本木BeeHive                    |
| 9月28日                  | 神宿デビューワンマンライブ「神が宿る場所」                     | 六本木BeeHive                    |
| 12月22日                 | 神が宿る場所〜クリスマス直前スペシャル〜                       | 渋谷jpop cafe                    |
| 12月27日                 | 神宿ファン感謝祭2014〜神(宿)タワーだよ!全員集合〜              | 秋葉原神タワー                   |
| イベント・フェス         |                                                                |                                  |
| 公演日                   | 公演タイトル                                                   | 会場                             |
| 10月08日                 | 太田区文化会vol.83                                             | 渋谷RUIDOK2                      |
| 10月11日                 | JUMP POP FES                                                   | 渋谷DESEO                        |
| 10月13日                 | SPIRALMUSIC 3周年記念ライブ 〜螺旋上昇〜                       | TSUTAYA O-WEST                   |
| 10月13日                 | BREAQ LIVE                                                     | 恵比寿aim                        |
| 10月19日                 | OASIS Halloween Party                                          | Club axxcis Shinjuku             |
| 10月19日                 | 小桃音まいpresents〜ワンコインMAINYAR!!〜                      | TSUTAYA O-Crest                  |
| 10月19日                 | 太田区文化会 Vol.84                                            | 池袋KINGSXTOKYO                  |
| 10月22日                 | girl's show case                                               | 渋谷club asia                    |
| 10月26日                 | Girls Storm presents〜ワンコインBOMBER!! DX〜                  | 新宿ReNY                         |
| 10月26日                 | ANGELS LOCK ON vol.7                                           | 池袋RUIDOK3                      |
| 10月26日                 | STAR-MUSICLIVEVol.7.8〜女神達とハロウィンパーティー!!〜        | 新宿Cat'sHall                    |
| 10月31日                 | THE Halloween                                                  | 渋谷REX                          |
| 11月01日                 | フューチャーアイドルプラネット                                 | 池袋dot                          |
| 11月02日                 | 日本大学芸術学部芸術祭                                         | 日本大学 江古田キャンパス        |
| 11月03日                 | 池袋MIXジュース                                                | 池袋RUIDOK3                      |
| 11月03日                 | 渋谷ぶっ飛びガールズ祭りextra〜RUIDO×DESEO連動イベント〜       | 渋谷RUIDOK2                      |
| 11月08日                 | Girls Storm presents〜ワンコインBOMBER!! in 横浜〜             | プレミアホール横浜               |
| 11月14日                 | Girls Storm 〜ワンコインBOMBER!!〜                             | 渋谷Glad                         |
| 11月16日                 | Sing! Dance! Smile!!                                           | テレビ朝日umuホール              |
| 11月22日                 | アイドル歌合戦前夜祭                                           | 渋谷RUIDOK2                      |
| 11月22日                 | ウタ娘冠コーナー権争奪バトル                                   | 代アニ元気ステーション           |
| 11月23日                 | アイドルプラネットプレミアムLIVE 〜アイドル歌合戦〜            | Zepp DiverCity(TOKYO)            |
| 11月24日                 | アイドル歌合戦後夜祭                                           | 池袋RUIDOK3                      |
| 11月24日                 | 東西ガールズ祭り                                               | 渋谷VUENOS                       |
| 11月24日                 | 原宿Girls Storm                                                | 原宿アストロホール               |
| 11月29日                 | 太陽の里アイドルLIVE                                           | スパ&リゾート太陽の里            |
| 11月30日                 | ワンコインBOMBER!! in 横浜                                     | 横浜プレミアホール               |
| 12月01日                 | アイドル戦国夜                                                 | TSUTAYA O-EAST                   |
| 12月06日                 | 町田アイドルレボリューション                                   | 町田ターミナルプラザ             |
| 12月13日                 | ANGELS LOCK ON vol.8                                           | 池袋RUIDOK3                      |
| 12月13日                 | ワンコインBOMBER                                               | 表参道GROUND                     |
| 12月14日                 | フレオエンターテイメントステージ                               | 渋谷RUIDOK2                      |
| 12月14日                 | 1曲の衝動!!〜今年の勝負曲はこれだ!!〜                          | 秋葉原TWINBOX                    |
| 12月14日                 | アキバKAWAIIポップフェスティバル 2014 FINAL 2部                | 秋葉原TWINBOX                    |
| 12月21日                 | Girls Storm X'mas                                              | 横浜プレミアホール               |
| 12月23日                 | 2014としまえんイルミネーション点灯式LIVE                       | としまえんエルドラドステージ     |
| 12月24日                 | プチバージョン祭 X'masイヴSP〜ゲストサンタ呼んじゃいました♪〜  | 渋谷GLAD                         |
| 12月25日                 | プチバージョン祭 X'masSP〜ゲストサンタ呼んじゃいました♪〜      | 渋谷RUIDOK2                      |
| 12月25日                 | スタマリと放プリのクリスマスLIVE〜ファンタジーな授業が始まるよ | TOKYO FM HALL                    |
| 12月28日                 | Girls Storm presents〜ワンコインBOMBER!!〜                     | 新宿村LIVE                       |
| 12月28日                 | Girls Storm NEXT                                               | 新宿村LIVE                       |
| 12月29日                 | 年末アイドル歌合戦!!2014 supported byTop Yell                  | TOKYO FM HALL                    |
| 12月29日                 | ワンコインBOMBER!!                                             | 渋谷GLAD                         |
| 12月30日                 | SHIBUYA GIRLS POP STADIUM                                      | 渋谷DESEO                        |
| 12月30日                 | UMP POP FES 2014 FINAL                                         | TOKYO FM HALL                    |
| 12月31日                 | PiNuP Winters Collection〜COUNTDOWN PARTY〜                    | TKP GARDENCITY 品川 サブステージ |

| 2015年                   | 2015年                                                                                                 | 2015年                                               |  |
| ワンマンライブ・定期公演 | ワンマンライブ・定期公演                                                                               | ワンマンライブ・定期公演                             |  |
| 公演日                   | 公演タイトル                                                                                           | 会場                                                 |  |
| ------------------------ | --- | ---------------------------------------------------- |  |
| 01月12日                 | 神が宿る場所〜新春スペシャル〜                                                                         | 池袋RUIDOK3                                          |  |
| 02月01日                 | 神が宿る場所〜みんなでmorphであたたまろう〜                                                            | 六本木morph-tokyo                                    |  |
| 02月15日                 | 東京アイドル劇場神宿単独公演                                                                           | J-SQUARE 品川                                        |  |
| 03月01日                 | 神が宿る場所                                                                                           | 池袋RUIDOK3                                          |  |
| 03月15日                 | 東京アイドル劇場神宿単独公演                                                                           | J-SQUARE 品川                                        |  |
| 03月21日                 | 〜神宿定期ライブ〜“神が宿る場所”2マンの部                                                              | 代アニLIVEステーション                               |  |
| 03月21日                 | 〜神宿定期ライブ〜”神が宿る場所”タイバンの部                                                           | 代アニLIVEステーション                               |  |
| 04月04日                 | 東京アイドル劇場神宿単独公演                                                                           | J-SQUARE 品川                                        |  |
| 04月05日                 | 神宿ワンマンライブ「神が宿る場所〜一ノ瀬みか生誕祭スペシャル〜」                                       | 新宿村LIVE                                           |  |
| 04月18日                 | 〜神宿定期ライブ 強セン新メンバーお披露目もするよ〜”神が宿る場所”タイバンの部                          | 代アニLIVEステーション                               |  |
| 04月18日                 | 神が宿る場所〜祝FES☆TIVEメジャーデビューツーマンライブ〜                                               | 代アニLIVEステーション                               |  |
| 04月19日                 | 東京アイドル劇場神宿単独公演                                                                           | J-SQUARE 品川                                        |  |
| 04月25日                 | 神宿無銭LIVE                                                                                           | 代アニLIVEステーション                               |  |
| 05月16日                 | 神が宿る場所"2マン 神宿×偶想drop"                                                                      | 代アニLIVEステーション                               |  |
| 05月16日                 | 〜神宿定期ライブ〜 “神が宿る場所”タイバンの部                                                          | 代アニLIVEステーション                               |  |
| 05月17日                 | 東京アイドル劇場神宿単独公演                                                                           | J-SQUARE 品川                                        |  |
| 05月24日                 | 神が宿る場所〜羽島めい生誕祭スペシャル〜                                                               | K-STAGE O!                                           |  |
| 05月30日                 | 神が宿る場所〜羽島みき生誕祭スペシャル〜                                                               | K-STAGE O!                                           |  |
| 05月31日                 | 東京アイドル劇場神宿単独公演                                                                           | J-SQUARE 品川                                        |  |
| 06月14日                 | 東京アイドル劇場神宿単独公演                                                                           | J-SQUARE 品川                                        |  |
| 06月20日                 | 神が宿る場所〜小山ひな生誕祭スペシャル〜                                                               | K-STAGE O!                                           |  |
| 06月20日                 | 神が宿る場所〜対バンの部〜                                                                             | K-STAGE O!                                           |  |
| 06月27日                 | 東京アイドル劇場神宿単独公演                                                                           | J-SQUARE 品川                                        |  |
| 07月01日                 | FUTURE GENERATION TRIO LIVE〜season2                                                                   | AKIBAカルチャーズ劇場                                |  |
| 07月15日                 | FUTURE GENERATION TRIO LIVE〜season2                                                                   | AKIBAカルチャーズ劇場                                |  |
| 07月26日                 | 東京アイドル劇場神宿単独公演                                                                           | J-SQUARE 品川                                        |  |
| 07月29日                 | FUTURE GENERATION TRIO LIVE〜season2                                                                   | AKIBAカルチャーズ劇場                                |  |
| 08月15日                 | 神が宿る場所〜kamiyado harajuku〜                                                                      | S.U.B TOKYO                                          |  |
| 08月19日                 | FUTURE GENERATION TRIO LIVE〜season2                                                                   | AKIBAカルチャーズ劇場                                |  |
| 09月02日                 | FUTURE GENERATION TRIO LIVE〜season2                                                                   | AKIBAカルチャーズ劇場                                |  |
| 09月20日                 | 東京アイドル劇場神宿単独公演                                                                           | J-SQUARE 品川                                        |  |
| 09月26日                 | 神が宿る場所〜1周年!舁夫祭りだ!よっしゃいくぞー!DUO!〜                                                 | duo MUSIC EXCHANGE                                   |  |
| 09月30日                 | FUTURE GENERATION TRIO LIVE〜season2                                                                   | AKIBAカルチャーズ劇場                                |  |
| 10月10日                 | 東京アイドル劇場神宿単独公演                                                                           | J-SQUARE 品川                                        |  |
| 10月31日                 | 神が宿る場所〜HALLOWEEN PARTY〜                                                                        | GRACE BALI秋葉原                                     |  |
| 11月14日                 | 神が宿る場所〜2000円Special!〜                                                                         | 表参道GROUND                                         |  |
| 11月14日                 | 神が宿る場所〜ハチマキ・法被購入者限定イベント〜                                                       | 表参道GROUND                                         |  |
| 12月24日                 | 神が宿る場所〜クリスマススペシャル!〜                                                                  | GRACE BALI 上野                                      |  |
| 12月27日                 | 神が宿る場所〜関口なほ生誕祭スペシャル!〜                                                              | 表参道GROUND                                         |  |
| イベント・フェス         | |                                                      |  |
| 公演日                   | 公演タイトル                                                                                           | 会場                                                 |  |
| 01月05日                 | ReNY SUPER LIVE 2015                                                                                   | 新宿ReNY                                             |  |
| 01月06日                 | 音始玉〜アイドル編〜                                                                                   | 下北沢シェルター                                     |  |
| 01月10日                 | イトウの日                                                                                             | TSUTAYA O-Crest                                      |  |
| 01月11日                 | アイドル放課後プロジェクトvol.35                                                                       | 渋谷Milkyway                                         |  |
| 01月11日                 | Kawaiian TV LIVE                                                                                       | スタジオアルタ                                       |  |
| 01月12日                 | Girls Storm presents〜ワンコインBOMBER!!〜                                                             | 表参道GROUND                                         |  |
| 01月14日                 | アキシブproject定期無料LIVE                                                                            | TwinBoxAKIHABARA                                     |  |
| 01月17日                 | Girls Storm presentsワンコインBOMBER                                                                   | TSUTAYA O-Crest                                      |  |
| 01月17日                 | LOVEMAX祭ライブ                                                                                        | 後楽園シアターGロッソ                                |  |
| 01月18日                 | JUMP POP FES 2015〜スイパス森うらら生誕祭〜                                                            | 大塚DEEPA                                            |  |
| 01月25日                 | Girls Storm presents〜ワンコインBOMBER!!〜 1・2部                                                      | 渋谷RUIDOK2                                          |  |
| 01月25日                 | JUMP POP FES AKIBA SP                                                                                  | 秋葉原UDXシアター                                    |  |
| 01月25日                 | アキドラアイドル LIVE Vol.17                                                                           | AKIBA ドラッグ & カフェ                              |  |
| 01月31日                 | Girls Storm presents〜ワンコインBOMBER!!〜                                                             | 表参道GROUND                                         |  |
| 01月31日                 | サムライムDay&Night                                                                                    | 六本木morph-tokyo                                    |  |
| 02月01日                 | ”Girls Storm FESTIVAL“×Glad 5th Anniversary supported by フリージアとショコラ2015                      | 渋谷VUENOS                                           |  |
| 02月04日                 | フリージアとショコラ2015                                                                               | TSUTAYA O-EAST                                       |  |
| 02月07日                 | Girls Storm presents〜ワンコインBOMBER!!〜                                                             | TSUTAYA O-Crest                                      |  |
| 02月07日                 | LiveIdolTokyo2015 伊藤園応援イベント/エントリーアイドル頑張れ!皆の1票を! 2部                           | アキバ☆ソフマップ1号店 8F MAP劇場                    |  |
| 02月08日                 | FUTURE IDOL!!!                                                                                         | TwinBoxGARAGE                                        |  |
| 02月10日                 | IDOL LIVE VIEWER from お〜でぃえんすV                                                                  | Birth Shinjuku                                       |  |
| 02月11日                 | アイドル放課後プロジェクトvol.36                                                                       | 渋谷Milkyway                                         |  |
| 02月11日                 | フリージアとショコラ〜アイドルワンダーランドvol.3〜                                                    | 目黒ライブステーション                               |  |
| 02月14日                 | SOLO×SOLO×SOLO × Girls Storm Valentine                                                                 | 横浜プレミアホール                                   |  |
| 02月14日                 | 東京ぶっ飛びガールズ祭り〜君のためのバレンタイン!〜1部                                                 | TOKYO FM HALL                                        |  |
| 02月15日                 | FES☆TIVE祝メジャーデビュー〜対バン〜                                                                   | 代アニLIVEステーション                               |  |
| 02月15日                 | 強がりライブ〜蒼井ちひろ・辻本あや卒業公演〜                                                           | 六本木morph-tokyo                                    |  |
| 02月21日                 | プリティ グッド×神宿×sora tob sakana                                                                   | 代アニLIVEステーション                               |  |
| 02月21日                 | ANGELS LOCK ON vol.11                                                                                  | 池袋RUIDOK3                                          |  |
| 02月22日                 | usa☆usa学園ライブVol.106                                                                               | 代アニ元気ステーション                               |  |
| 02月22日                 | ワンコインBOMBER!!                                                                                     | 渋谷RUIDOK2                                          |  |
| 02月26日                 | JAPAN IDOL SUPER LIVE 2015                                                                             | TSUTAYA O-EAST                                       |  |
| 02月28日                 | ファンタスティック                                                                                     | Glad                                                 |  |
| 02月28日                 | SHELTER pre. 「下北沢シアターvol.6」                                                                   | 下北沢シェルター                                     |  |
| 03月01日                 | パステル☆シャワー                                                                                      | 秋葉原CLUB                                           |  |
| 03月01日                 | 公園会                                                                                                 | 渋谷PARCO PART1 6F                                   |  |
| 03月07日                 | マボカレとハルモニーと神宿のスリーマン                                                                 | 渋谷CHELSEA HOTEL                                    |  |
| 03月08日                 | 代アニスリーマン無銭ライブ 0308版                                                                      | 代アニLIVEステーション                               |  |
| 03月08日                 | 原宿POPUNITED 「 IDOLFASHIONALIZM 」                                                                   | ベルエポック美容専門学校                             |  |
| 03月12日                 | レディトゥキス定期                                                                                     | 代アニLIVEステーション                               |  |
| 03月15日                 | Girls Storm Whiteday〜後夜祭〜                                                                         | TSUTAYA O-EAST                                       |  |
| 03月15日                 | ウタ娘@渋谷ドクタージーカンス2部                                                                       | 渋谷ドクタージーカンス                               |  |
| 03月22日                 | ラジオNIKKEI公開収録ライブ「アイドルジェネレーション」                                                 | 吉祥寺CLUB SEATA                                     |  |
| 03月25日                 | 「ReNY SUPER LIVE 2015 vol.4」後編Presented by SHINJUKU ReNY                                           | 新宿ReNY                                             |  |
| 03月28日                 | ITOEN presents ｢Live Idol Tokyo 2015｣                                                                  | 恵比寿LIQUIDROOM                                     |  |
| 03月29日                 | Live&Sweets#01                                                                                         | 新宿MARZ                                             |  |
| 03月29日                 | Girls Storm presents〜ワンコインBOMBER!!〜                                                             | 表参道GROUND                                         |  |
| 03月30日                 | 「ReNY SUPER LIVE 2015 vol.5」後編Presented by SHINJUKU ReNY〜平成琴姫＜もも姫＞生誕祭                 | 新宿ReNY                                             |  |
| 04月01日                 | ifes Premium〜O-EAST500円公演スペシャル〜                                                              | TSUTAYA O-EAST                                       |  |
| 04月01日                 | 春のTRASH-UP!!まつり〜4月のパーティー馬鹿!〜                                                           | 渋谷WWW                                              |  |
| 04月05日                 | Girls Storm presents〜ワンコインBOMBER!!〜                                                             | 新宿村LIVE                                           |  |
| 04月06日                 | Girl's Bomb!! 〜応援会2015〜                                                                           | TSUTAYA O-WEST                                       |  |
| 04月12日                 | 神宿×Stand-Up! Hearts×KOTO                                                                             | 代アニLIVEステーション                               |  |
| 04月12日                 | GIRLS MUSIC SQUARE @TwinBox 1部 〜500SP!!〜                                                            | TwinBoxAKIHABARA                                     |  |
| 04月17日                 | ウタ娘公開収録                                                                                         | 代アニLIVEステーション                               |  |
| 04月18日                 | Girls Storm presents〜アイドル春祭 in 渋谷クアトロ〜                                                   | SHIBUYA CLUB QUATTRO                                 |  |
| 04月19日                 | 新宿アイドル祭り! in K-Stage                                                                           | K-STAGE O!                                           |  |
| 04月26日                 | ジュネスプリンセス×神宿                                                                                | 代アニLIVEステーション                               |  |
| 04月27日                 | GIRLS BOX VOL. 26 〜GW直前SP!!〜                                                                       | TSUTAYA O-WEST                                       |  |
| 04月29日                 | 代アニIDOL無銭ライブ vol.1                                                                             | 代アニLIVEステーション                               |  |
| 04月29日                 | SOLO×SOLO×SOLO × 横浜Girls Storm Golden                                                                | 横浜プレミアホール                                   |  |
| 05月01日                 | ASTRO HALL 15th Anniversary“SOLO×SOLO×SOLO × Girls Storm Golden”                                       | 原宿アストロホール                                   |  |
| 05月03日                 | GWスペシャル企画”神宿の日”                                                                             | 代アニLIVEステーション                               |  |
| 05月03日                 | ホップ!ステップ!アイドルプラネット!!〜アイドル歌合戦4〜 NIGHT                                          | duo MUSIC EXCHANGE                                   |  |
| 05月04日                 | GIRLS BOX VOL. 27 〜GWSP!!〜                                                                           | TSUTAYA O-WEST                                       |  |
| 05月05日                 | ラジオNIKKEI公開収録ライブ「アイドルジェネレーション vol.26 〜5月5日 だ!GWはWWWでGo!Go!Go!!〜」        | 渋谷WWW                                              |  |
| 05月06日                 | 強×神×甘×渋。GW最終日LIVEだお。                                                                        | 池袋RUIDOK3                                          |  |
| 05月06日                 | TOKYO IDOL WARS 2015                                                                                   | 新木場STUDIO COAST                                   |  |
| 05月09日                 | 代アニIDOL無銭ライブ vol.2                                                                             | 代アニLIVEステーション                               |  |
| 05月10日                 | コトネの日                                                                                             | 新宿ReNY                                             |  |
| 05月11日                 | GIRLS BOX VOL.28 〜GW終わっちゃったSP!!〜                                                              | TSUTAYA O-EAST                                       |  |
| 05月14日                 | JAPAN IDOL SUPER LIVE 2015 vol.2                                                                       | TSUTAYA O-EAST                                       |  |
| 05月17日                 | 京王閣アイドルLIVE!                                                                                    | 東京オーヴァル京王閣ガーデンシアター                 |  |
| 05月20日                 | SHIBUYA GIRL'S FESTIVAL 〜緊急ワンコインライブ!〜                                                      | TSUTAYA O-WEST                                       |  |
| 05月23日                 | IDOL CONTENT EXPO @TSUTAYA O-Crest Vol.2                                                               | TSUTAYA O-Crest                                      |  |
| 06月06日                 | Sapporo-Girls Link Special 2015                                                                        | 札幌芸術の森野外ステージ                             |  |
| 06月07日                 | 北海道アイドルバスケットSPvol.3                                                                        | Sound Lab mole                                       |  |
| 06月07日                 | 北海道アイドルバスケットSPvol.4                                                                        | Sound Lab mole                                       |  |
| 06月09日                 | Girl’s Bomb!! 〜ロックの日なのにアイドルやります!〜                                                    | TSUTAYA O-WEST                                       |  |
| 06月13日                 | TOKYO ARUARU LIVE vol.16                                                                               | club asia                                            |  |
| 06月21日                 | ラジオNIKKEI公開収録ライブ「アイドルジェネレーション vol.27」                                          | 吉祥寺CLUB SEATA                                     |  |
| 06月27日                 | つんつべ♂プレゼンツ!「バクステ外神田一丁目!調子ブッコキ祭り2015夏」〜またユニット公演やっちゃうよ!〜   | 新宿BLAZE                                            |  |
| 06月28日                 | 神ライブ                                                                                               | 東京キネマ倶楽部                                     |  |
| 07月04日                 | アイドル横丁夏まつり!!〜2015〜前夜祭!!                                                                 | ディファ有明                                         |  |
| 07月05日                 | アイドル横丁夏まつり!!〜2015〜                                                                         | 新木場STUDIO COAST                                   |  |
| 07月11日                 | SEKIGAHARA IDOL WARS＋ GIRLS BOX VOL. 32                                                               | TSUTAYA O-EAST                                       |  |
| 07月19日                 | 関ケ原前夜祭&予戦会最終決戦!                                                                           | 岐阜CLUB-G                                           |  |
| 07月20日                 | SEKIGAHARA IDOL WARS 2015 〜関ケ原唄姫合戦〜                                                           | 桃配運動公園                                         |  |
| 07月25日                 | LIVEプラス@Zepp Tokyo〜1周年記念SP〜                                                                   | Zepp Tokyo                                           |  |
| 07月26日                 | 神宿×マボロシ可憐GeNE                                                                                  | K-STAGE O!                                           |  |
| 08月01日                 | IDOL×Highdol〜汐留夏の課外授業〜                                                                       | 日本テレビタワー大室根広場前「バケモノの子」ステージ |  |
| 08月02日                 | SHIBUYA GIRLS FESTIVAL 1000円SP!! 〜今日は渋谷でいいんじゃない?〜                                      | TSUTAYA O-WEST                                       |  |
| 08月03日                 | IDOL CONTENT EXPO @ 新宿BLAZE Vol.12 夏休みだよ全員集合!!!                                             | 新宿BLAZE                                            |  |
| 08月08日                 | ろまんちっくコンポート vol.01                                                                          | TOKYO FM HALL                                        |  |
| 08月08日                 | アイドル甲子園FESTIVAL2015〜Eve Stage!!〜                                                              | 赤坂BLITZ                                            |  |
| 08月09日                 | アイドル甲子園FESTIVAL2015                                                                             | 新木場STUDIO COAST                                   |  |
| 08月10日                 | アイドル甲子園FESTIVAL2015〜After Stage!!〜                                                            | 赤坂BLITZ                                            |  |
| 08月13日                 | 盆フェス2015                                                                                           | TSUTAYA O-EAST                                       |  |
| 08月15日                 | 神宿&ザブングル 2マンライブ!!                                                                          | 表参道GROUND                                         |  |
| 08月16日                 | アイドルジェネレーション vol.30 〜ついにアイジェネ30回!拡大SP〜                                        | 渋谷WWW                                              |  |
| 08月17日                 | IDOL CONTENT EXPO @ 新宿BLAZE Vol.13 新進気鋭4マンライブ!!!!                                           | 新宿BLAZE                                            |  |
| 08月21日                 | 大阪・夏の陣 〜前夜祭〜                                                                                | 大阪LIVEHOUSE D’                                     |  |
| 08月22日                 | Girl’s Bomb!! 〜大阪・夏の陣〜                                                                         | 大阪城野外音楽堂                                     |  |
| 08月23日                 | Live Idol TOKYO2015総集編 ミニライブの部                                                               | 富士ソフトアキバプラザ                               |  |
| 08月24日                 | TOKYO IDOL PROJECT STAGE@お台場夢大陸「神宿LIVE!」                                                     | 夢大陸マイナビステージ                               |  |
| 08月24日                 | 本格音楽女子祭-其の八-                                                                                 | TSUTAYA O-EAST                                       |  |
| 08月26日                 | JAPAN IDOL SUPER LIVE 2015 vol.4                                                                       | TSUTAYA O-EAST                                       |  |
| 08月29日                 | @JAM EXPO 2015                                                                                         | 横浜アリーナ                                         |  |
| 09月06日                 | 原宿POPUNITED Presents 「 IDOL FASHIONALIZM 2」                                                        | ベルエポック美容専門学校                             |  |
| 09月12日                 | 神LIVE Vol.11                                                                                          | 東京キネマ倶楽部                                     |  |
| 09月13日                 | @JAM NEXT vol.21 〜黄昏のアフターサマーパーティー〜                                                    | AKIBAカルチャーズ劇場                                |  |
| 09月19日                 | アイドル横丁@肉フェスお台場                                                                            | お台場 シンボルプロムナード公園 夢の広場             |  |
| 09月20日                 | 滝口ひかり生誕祭直前祭                                                                                 | スターライズタワー スタジオジュピター                |  |
| 09月21日                 | モエカワアイドル大集合!東大がアイドル呼んでみた                                                        | 恵比寿LIQUIDROOM                                     |  |
| 09月22日                 | Twin Box FUJISAN 2015                                                                                  | 山中湖交流プラザ きらら                              |  |
| 09月23日                 | Twin Box FUJISAN 2015                                                                                  | 山中湖交流プラザ きらら                              |  |
| 09月27日                 | アイドルプラネット プレミアムLIVE 2015                                                                 | Zepp DiverCity(TOKYO)                                |  |
| 09月27日                 | 肉フェス×Girl’s Bomb!!                                                                                 | お台場 シンボルプロムナード公園 夢の広場             |  |
| 09月28日                 | 「SHIBUYA MUSIC POWER」Supported by WWW〜選ばれしネ申ユニットLIVE編vol.3                               | 渋谷WWW                                              |  |
| 10月03日                 | アイドル観測所&アイドルプラネットPresent’s 『東海アイドル万博2015』                                    | 東建ホール                                           |  |
| 10月03日                 | 大阪唄姫合戦〜前夜祭〜名古屋会場                                                                       | 名古屋LIVE HALL M.I.D                                |  |
| 10月04日                 | OSAKA IDOL WARS 2015〜大阪唄姫合戦〜                                                                   | 大阪城野外音楽堂                                     |  |
| 10月07日                 | GIRLS BOX VOL.36〜秋の収穫祭〜                                                                         | TSUTAYA O-EAST                                       |  |
| 10月11日                 | MACHIDA IDOL REVOLUTION IN SANRIO PUROLAND                                                             | フェアリーランドシアター (サンリオピューロランド 1F) |  |
| 10月12日                 | iCON DOLL LOUNGE                                                                                       | ラフォーレミュージアム原宿                           |  |
| 10月17日                 | スポーツ・オブ・ハート2015                                                                             | 国立代々木競技場 周辺会場                            |  |
| 10月17日                 | Girl’s Bomb!! 秋の大還元祭!                                                                            | STUDIO COAST                                         |  |
| 10月18日                 | スポーツ・オブ・ハート2015                                                                             | 国立代々木競技場 周辺会場                            |  |
| 10月28日                 | ASOBISYSTEM presents むすびフェス                                                                      | 渋谷WWW                                              |  |
| 10月30日                 | 椎名ぴかりんpresents 魔界のハロウィンライブ2015                                                        | 新宿BLAZE                                            |  |
| 10月31日                 | ハロウィンコンポート2015・夜ハロ                                                                       | 新宿BLAZE                                            |  |
| 11月06日                 | MOSHI MOSHI NIPPON FESTIVAL 2015                                                                       | 東京体育館                                           |  |
| 11月07日                 | MOSHI MOSHI NIPPON FESTIVAL 2015                                                                       | 東京体育館                                           |  |
| 11月08日                 | Girls-POP-JAPAN powered by TOKYO IDOL PROJECT & Happy Jam                                              | 六本木nicofarre                                      |  |
| 11月08日                 | MOSHI MOSHI NIPPON FESTIVAL 2015                                                                       | 東京体育館                                           |  |
| 11月11日                 | アイドルセンセーション vol.1                                                                           | 新宿ReNY                                             |  |
| 11月15日                 | アイドル横丁〜秋風便り〜!!                                                                             | TSUTAYA O-WEST                                       |  |
| 11月15日                 | ラジオNIKKEI公開 収録ライブ 「アイドルジェネレーション vol.32 〜秋深し･･･もっ とHEAT!燃えよBLAZE!!〜」 | 新宿BLAZE                                            |  |
| 11月22日                 | @JAM the Field vol.8                                                                                   | 恵比寿LIQUIDROOM                                     |  |
| 11月23日                 | はこどるパラダイス特別編 〜drop×神宿×プティパ〜                                                        | club SONIC mito                                      |  |
| 11月28日                 | dropの十二番勝負!〜神宿の巻〜                                                                          | AKIBAカルチャーズ劇場                                |  |
| 11月29日                 | 東京PrincessGIG♪                                                                                       | AKIBAカルチャーズ劇場                                |  |
| 12月01日                 | JAPAN IDOL SUPER LIVE 2015 vol.6                                                                       | TSUTAYA O-EAST                                       |  |
| 12月12日                 | マックスむらいの生誕祭 in 石川                                                                         | 北陸電力会館本多の森ホール                           |  |
| 12月13日                 | CHEERZ iDOL AWARD 2015-The first anniversary-                                                          | 代官山UNIT                                           |  |
| 12月18日                 | Girl's Bomb!! 〜年末感謝祭 今年もありがとうございました!〜                                             | 新宿BLAZE                                            |  |
| 12月19日                 | アイドルジェネレーション vol.33 〜冬はやっぱり!メリークリスマスジェネレーション☆〜                     | 吉祥寺CLUB SEATA                                     |  |
| 12月23日                 | クリスマスコンポート2015 -第2部-                                                                       | スターライズタワー スタジオアース                    |  |
| 12月27日                 | 神LIVE vol.12                                                                                          | 東京キネマ倶楽部                                     |  |
| 12月28日                 | アイドル大感謝祭2015                                                                                   | TSUTAYA O-EAST                                       |  |
| 12月30日                 | 「アイドル甲子園 in 新宿BLAZE」supported by 生メール                                                   | 新宿BLAZE                                            |  |

| 2016年                   | 2016年 | 2016年                                              |
| ワンマンライブ・定期公演 | ワンマンライブ・定期公演 | ワンマンライブ・定期公演                            |
| 公演日                   | 公演タイトル | 会場                                                |
| ------------------------ | --- | --------------------------------------------------- |
| 01月06日                 | 神が宿る場所〜2016!謹賀新年!O-EAST!〜 | TSUTAYA O-EAST                                      |
| 01月09日                 | 神が宿る場所〜時代を掴め!アキバで神宿旋風〜 | AKIBAカルチャーズ劇場                               |
| 01月31日                 | 神が宿る場所〜kamiyado harajuku vol.2〜 | 表参道GROUND                                        |
| 01月31日                 | 神が宿る場所〜神宿×galaxxxy〜 | 表参道GROUND                                        |
| 02月13日                 | 神が宿る場所〜神宿定期公演〜 | 表参道GROUND                                        |
| 02月13日                 | 神が宿る場所〜神宿×???〜 | 表参道GROUND                                        |
| 02月28日                 | 神が宿る場所〜時代を掴め!アキバで神宿旋風〜 | AKIBAカルチャーズ劇場                               |
| 03月19日                 | 神が宿る場所〜時代を掴め!アキバで神宿旋風〜 | AKIBAカルチャーズ劇場                               |
| 03月21日                 | 神が宿る場所〜卒業式スペシャル〜 | 表参道GROUND                                        |
| 03月21日                 | 神が宿る場所〜神宿×FOOTBALL〜 | 表参道GROUND                                        |
| 04月02日                 | 神が宿る場所〜時代を掴め!アキバで神宿旋風〜 | AKIBAカルチャーズ劇場                               |
| 04月09日                 | 神が宿る場所〜一ノ瀬みか生誕祭スペシャル〜 | AKIBAカルチャーズ劇場                               |
| 05月14日                 | 神が宿る場所〜時代を掴め!アキバで神宿旋風〜 | AKIBAカルチャーズ劇場                               |
| 05月22日                 | 神が宿る場所〜羽島めい生誕祭スペシャル〜 | 表参道GROUND                                        |
| 06月03日                 | 神が宿る場所〜羽島みき生誕祭スペシャル〜 | 表参道GROUND                                        |
| 06月18日                 | 神が宿る場所〜時代を掴め!アキバで神宿旋風〜 | AKIBAカルチャーズ劇場                               |
| 06月25日                 | 神が宿る場所〜小山ひな生誕祭スペシャル〜 | AKIBAカルチャーズ劇場                               |
| 08月12日                 | 神が宿る場所〜夏の甚平スペシャル〜 | 下北沢Garden                                        |
| 08月12日                 | 神が宿る場所〜神宿なりのTIF後夜祭〜 | 下北沢Garden                                        |
| 08月25日                 | 神宿、2016年夏の総決算!! 「神が宿る場所〜真夏の祭典スペシャル!!〜」                                                                            | 吉祥寺CLUB SEATA                                    |
| 08月30日                 | JOL原宿「神宿ライブ&特典会」 | JOL原宿                                             |
| 09月10日                 | 神が宿る場所〜1000円ライブ〜 | 表参道GROUND                                        |
| 09月28日                 | 神が宿る場所〜2周年!夢の扉をこじ開けるまで〜                                                                                                   | 恵比寿LIQUIDROOM                                    |
| 10月08日                 | 神が宿る場所〜2周年アフターパーティー〜 | 吉祥寺CLUB SEATA                                    |
| 10月10日                 | 神が宿る場所〜1000円ライブin大阪〜 | 梅田クラブクアトロ                                  |
| 10月12日                 | JOL原宿「神宿3ヶ月連続公演&特典会」 | JOL原宿                                             |
| 11月09日                 | JOL原宿「神宿3ヶ月連続公演&特典会」 | JOL原宿                                             |
| 11月20日                 | 神が宿る場所〜1000円ライブin新宿ReNY〜 | 新宿ReNY                                            |
| 12月14日                 | JOL原宿「神宿3ヶ月連続公演&特典会」 | JOL原宿                                             |
| 12月25日                 | 神が宿る場所〜神宿サンタがやって来た〜 | 表参道GROUND                                        |
| 12月28日                 | 神が宿る場所〜私たちの無限の可能性を信じてみよう〜                                                                                             | Zepp DiverCity(TOKYO)                               |
| イベント・フェス         | |                                                     |
| 公演日                   | 公演タイトル | 会場                                                |
| 01月02日                 | 徳井アイドルフェスティバル-其の弐- | TSUTAYA O-EAST                                      |
| 01月11日                 | アイドルジェネレーション vol.34 Zepp開催SP!! 〜アイジェネ、ついにここまで来ましたゼッ!新世代アイドル総集編☆スーパーアイドルジェネレーション!〜 | Zepp DiverCity(TOKYO)                               |
| 01月11日                 | Girl's Bomb!! 〜今年もお願いします!&アイドル成人式〜                                                                                           | 新木場STUDIO COAST                                  |
| 01月24日                 | IDOLidge Carnival-アイドリッジカーニバル- | 新宿ReNY                                            |
| 01月30日                 | :iCON DOLL LOUNGE(アイコンドールラウンジ) | ラフォーレミュージアム原宿                          |
| 02月02日                 | ツインテールフェスティバル2016 | 新宿BLAZE                                           |
| 02月07日                 | ろまんちっくコンポート | 新宿ReNY                                            |
| 02月14日                 | Happy Jam | カンテレホール なんでもアリーナ                     |
| 02月27日                 | アイドル甲子園PREMIUM in 渋谷」supported by 生メール                                                                                           | club asia                                           |
| 03月06日                 | スターアイドルフェスティバル | 秋葉原ベルサール                                    |
| 03月13日                 | DMM.yell Live 2016@新宿ReNY | 新宿ReNY                                            |
| 03月23日                 | OTOMORE | 渋谷WWW                                             |
| 03月26日                 | アイドル大感謝祭2016〜春SP!!〜 | 品川ステラボール                                    |
| 03月27日                 | ALICE PROJECT presents 『 仮面女子☆FES vol.1 〜制服編 1部〜』                                                                                  | Zepp Tokyo                                          |
| 03月28日                 | Girl's Bomb!! 〜春の大祭典〜 IN 名古屋 | 名古屋DIAMOND HALL                                  |
| 03月31日                 | Girl's Bomb!! 〜春の大祭典〜 | 赤坂BLITZ                                           |
| 04月02日                 | ろまんちっくコンポート | 品川ステラボール                                    |
| 04月03日                 | @JAM THE WORLD 春のジャムまつり!2016 公演詳細                                                                                                  | 新宿ReNY                                            |
| 04月12日                 | 本格音楽女子祭-其の十六- | TSUTAYA O-EAST                                      |
| 04月24日                 | iCON DOLL LOUNGE 〜2016SPRING&SUMMER COLLECTION〜                                                                                              | 日比谷野外大音楽堂                                  |
| 05月03日                 | ゴールデンコンポート2016DAY2 | 東京キネマ倶楽部                                    |
| 05月04日                 | ぷちぱすぽ☆の憧れアイドル 2マン3本勝負 | 代官山LOOP                                          |
| 05月07日                 | MOOSIC LAB 2016 KICK OFF PARTY! | 新宿ロフトプラスワン                                |
| 05月08日                 | ゴールデンコンポート2016DAY3／第2部 | 下北沢GARDEN                                        |
| 05月09日                 | IDOL CONTENT EXPO @ TSUTAYA O-EAST Premium LIVE!〜GWはまだまだ終わらない〜                                                                     | TSUTAYA O-EAST                                      |
| 05月21日                 | @JAM 2016 | Zepp DiverCity(TOKYO)                               |
| 06月05日                 | TOKYO IDOL LIVE Vol.23 〜梅雨入り直前スペシャル!!〜                                                                                            | 恵比寿CreAto                                        |
| 06月07日                 | 本格音楽女子祭-其の十八- | TSUTAYA O-EAST                                      |
| 06月19日                 | TIFメインステージ争奪LIVE〜前哨戦〜 | AKIBAカルチャーズ劇場                               |
| 06月19日                 | YATSUI FEATIVAL! 2016 | 渋谷VISION                                          |
| 07月02日                 | アイドル横丁夏まつり!!〜2016〜 | 横浜赤レンガパーク                                  |
| 07月03日                 | アイドル横丁夏まつり!!〜2016〜 | 横浜赤レンガパーク                                  |
| 07月16日                 | アイドルジェネレーション vol.39 〜始まるよ!夏がメラメラ本格化!!                                                                                | 渋谷WWW                                             |
| 07月23日                 | SEKIGAHARA IDOL WARS 2016〜関ケ原唄姫合戦〜 | 桃配運動公園                                        |
| 07月24日                 | SEKIGAHARA IDOL WARS 2016〜関ケ原唄姫合戦〜 | 桃配運動公園                                        |
| 07月29日                 | スカパー! Presents『FULL CHORUS 〜音楽は、フルコーラス〜』 in日本武道館                                                                        | 日本武道館                                          |
| 07月30日                 | アイドルお宝くじパーティーライヴ | 六本木ヒルズアリーナ                                |
| 07月31日                 | ＮＳ夏祭り2016〜アイドルフェス〜 | 新宿NSビル前 屋外特設ステージ                       |
| 08月01日                 | 音霊 OTODAMA SEA STUDIO | OTODAMA SEA STUDIO                                  |
| 08月05日                 | TOKYO IDOL FESTIVAL2016 | お台場・青海周辺エリア                              |
| 08月06日                 | TOKYO IDOL FESTIVAL2016 | お台場・青海周辺エリア                              |
| 08月07日                 | TOKYO IDOL FESTIVAL2016 | お台場・青海周辺エリア                              |
| 08月13日                 | Character JAPAN ヒット祈願ライブ in 神田明神納涼祭り                                                                                           | 神田明神 境内特設ステージ                           |
| 08月14日                 | iCON DOLL LOUNGE 2016SUMMER 〜東名阪Zeppツアー〜名古屋公演                                                                                     | Zepp Nagoya                                         |
| 08月15日                 | VDC Live Show 『神宿』公開収録 | 新宿RENY                                            |
| 08月20日                 | 2016神宮外苑花火大会 | 神宮外苑                                            |
| 08月23日                 | アイドルよ覚醒せよ vol.3.5 | 渋谷CLUB QUATTRO                                    |
| 08月24日                 | 夏の天使かよ! Supported by MEETIA | 渋谷CLUB QUATTRO                                    |
| 09月03日                 | iCON DOLL LOUNGE 2016SUMMER 〜東名阪Zeppツアー〜大阪公演                                                                                       | Zepp Namba                                          |
| 09月11日                 | iCON DOLL LOUNGE 2016SUMMER 〜東名阪Zeppツアー〜東京公演                                                                                       | Zepp DiverCity(TOKYO)                               |
| 09月17日                 | NORTHERN MUSIC CIRCUIT 2016 | 新潟市北区南浜船だまり                              |
| 09月18日                 | アイドルジェネレーションvol.41 in 東京キネマ倶楽部                                                                                             | 東京キネマ倶楽部                                    |
| 09月18日                 | @JAMxナタリー EXPO 2016直前イベント | HMV&BOOKS TOKYO 7F                                  |
| 09月24日                 | @JAM×ナタリー EXPO 2016 | 幕張メッセ 国際展示場9〜11ホール                    |
| 09月25日                 | @JAM×ナタリー EXPO 2016 | 幕張メッセ 国際展示場9〜11ホール                    |
| 10月01日                 | TOKYO SEASIDE FESTIVAL | お台場J地区特設会場                                 |
| 10月10日                 | 再び、SELL NU IDOL? | 梅田クラブクアトロ                                  |
| 10月13日                 | 本格音楽女子祭 -其の弐十-@O-EAST | TSUTAYA O-EAST                                      |
| 10月15日                 | アイドル横丁秋祭り〜長州の名月〜 | 新宿ReNY                                            |
| 10月16日                 | 法政大学多摩祭2016 | 法政大学多摩キャンパス                              |
| 10月20日                 | MARQUEE祭 | TSUTAYA O-WEST                                      |
| 10月22日                 | 地域安全・安心フェスティバル2016inふじやま | 河口湖ステラシアター                                |
| 10月23日                 | ASCII @LIVE 2016 | ニコファーレ                                        |
| 10月29日                 | 武蔵野美術大学芸術祭「オトトヒト2016」 | 武蔵野美術大学鷹の台キャンパス                      |
| 10月30日                 | ハロウィンコンポート2016【二部】 | 新宿BLAZE                                           |
| 11月06日                 | 空フェス 2016〜天空のファンタジー2016 DAY2〜                                                                                                   | @H.L.N.A SKYGARDEN 野外ステージ(ダイバーシティ東京) |
| 11月19日                 | 東急ハンズ40周年記念ライブイベントinシブヤ | 東急ハンズ渋谷店・1Aエントランスフロア              |
| 11月26日                 | @JAM the Field vol.10 | 恵比寿LIQUIDROOM                                    |
| 11月27日                 | ロマンチックコンポート〜オータムスペシャル2016〜                                                                                               | 恵比寿LIQUIDROOM                                    |
| 12月11日                 | 本格音楽女子祭 -年末スペシャル- | 新木場STUDIO COAST                                  |
| 12月25日                 | NEWYEAR PREMIUM PARTY BOOSTER EVENT | フジさんのヨコ                                      |
| ツアー                   | |                                                     |
| 公演日                   | 公演タイトル | 会場                                                |
| 04月16日                 | 神宿春ツアー2016「神が宿る場所〜原宿発!神宿です〜」大阪公演                                                                                    | 大阪2ndLINE                                         |
| 04月23日                 | 神宿春ツアー2016「神が宿る場所〜原宿発!神宿です〜」名古屋公演                                                                                  | 名古屋M.I.D                                         |
| 04月29日                 | 神宿春ツアー2016「神が宿る場所〜原宿発!神宿です〜」東京公演                                                                                    | 東京・渋谷CLUB QUATTRO                              |

| 2017年                   | 2017年                                                                          | 2017年                               |
| ワンマンライブ・定期公演 | ワンマンライブ・定期公演                                                        | ワンマンライブ・定期公演             |
| 公演日                   | 公演タイトル                                                                    | 会場                                 |
| ------------------------ | ------------------------------------------------------------------------------- | ------------------------------------ |
| 01月04日                 | 神が宿る場所〜謹賀新年2017〜                                                    | 吉祥寺CLUB SEATA                     |
| 01月21日                 | 神宿 定期公演 in フジさんのヨコ                                                 | フジさんのヨコ                       |
| 02月05日                 | 神が宿る場所〜キンブレナイト〜                                                  | 表参道GROUND                         |
| 02月14日                 | 神宿バレンタインイベントinJOL原宿                                               | JOL原宿                              |
| 02月19日                 | 神が宿る場所〜全曲ライブ〜                                                      | 吉祥寺CLUB SEATA                     |
| 02月26日                 | 神宿 定期公演 in フジさんのヨコ Vol.2                                           | フジさんのヨコ                       |
| 03月12日                 | 神が宿る場所〜羽島めい・関口なほ卒業公演スペシャル〜                            | 吉祥寺CLUB SEATA                     |
| 03月14日                 | 神宿ホワイトデーイベントinJOL原宿                                               | JOL原宿                              |
| 03月26日                 | 神宿 定期公演 in フジさんのヨコ Vol.3                                           | フジさんのヨコ                       |
| 04月22日                 | 神宿 定期公演 in フジさんのヨコ Vol.4                                           | フジさんのヨコ                       |
| 05月06日                 | 神が宿る場所〜神宿新旧歌合戦〜                                                  | 吉祥寺CLUB SEATA                     |
| 05月20日                 | 神宿 定期公演 in フジさんのヨコ Vol.5                                           | フジさんのヨコ                       |
| 06月04日                 | 神が宿る場所〜梅雨なんて吹き飛ばせ〜                                            | 吉祥寺CLUB SEATA                     |
| 06月17日                 | 神が宿る場所〜最高の夏がはじまる〜                                              | 吉祥寺CLUB SEATA                     |
| 06月25日                 | 神宿 定期公演 in フジさんのヨコ Vol.6                                           | フジさんのヨコ                       |
| 07月02日                 | 神が宿る場所〜夏フェス前の一叩き〜                                              | 吉祥寺CLUB SEATA                     |
| 07月22日                 | 神が宿る場所〜甚平ライブ2017〜                                                  | 吉祥寺CLUB SEATA                     |
| 07月22日                 | 神が宿る場所〜神宿ベスト10〜                                                    | 吉祥寺CLUB SEATA                     |
| 08月09日                 | 神が宿る場所〜1000円ライブ@新宿ReNY〜                                           | 新宿ReNY                             |
| 08月13日                 | 神が宿る場所〜全曲ライブin静岡〜                                                | 静岡 SOUND SHOWER ark                |
| 09月23日                 | 神宿3周年記念ワンマンライブ『神が宿る場所〜HARAJUKU DREAM〜』DAY1               | ラフォーレミュージアム原宿           |
| 09月24日                 | 神宿3周年記念ワンマンライブ『神が宿る場所〜HARAJUKU DREAM〜』DAY2               | ラフォーレミュージアム原宿           |
| 10月07日                 | 神が宿る場所〜全曲ライブin名古屋〜                                              | LiveBox UNLIMITS 大須                |
| 10月14日                 | 神宿 定期公演 in フジさんのヨコ Vol.7                                           | フジさんのヨコ                       |
| 10月28日                 | 映画「君がいて完成するパズル」ライブ&上映会                                     | シネマート新宿                       |
| 11月05日                 | 神宿 定期公演 in フジさんのヨコ Vol.8                                           | フジさんのヨコ                       |
| 12月27日                 | 神宿 定期公演 in フジさんのヨコ Vol.9                                           | フジさんのヨコ                       |
| 12月28日                 | 神が宿る場所〜1000円ライブ@新宿ReNY〜                                           | 新宿ReNY                             |
| イベント・フェス         |                                                                                 |                                      |
| 公演日                   | 公演タイトル                                                                    | 会場                                 |
| 01月02日                 | TOKYO IDOL PROJECT × @JAM ニューイヤープレミアムパーティー2017                  | お台場・青海周辺エリア               |
| 01月03日                 | TOKYO IDOL PROJECT × @JAM ニューイヤープレミアムパーティー2017                  | お台場・青海周辺エリア               |
| 01月05日                 | FLASH 3rd Supported by WEGO                                                     | TSUTAYA O-EAST                       |
| 01月09日                 | Zepp D.C.TOKYOで織り成すオーエーオー!!〜合同イベ〜                              | Zepp DiverCity(TOKYO)                |
| 01月09日                 | アイドルジェネレーション〜2017年あけましておめでとうSP!!〜in新木場STUDIO COAST  | 新木場STUDIO COAST                   |
| 01月14日                 | 清 竜人ハーレム▽フェスタ▽SPECIAL                                                | 新木場STUDIO COAST                   |
| 01月22日                 | TOWER RECORDS presents ザ・感謝祭2017新春                                       | 品川ステラボール                     |
| 01月26日                 | Xinobi Festival '17                                                             | TSUTAYA O-EAST                       |
| 02月04日                 | アイドル魂 なだれ坂ロック!× THE LIVE SPECIAL Vol.4 (2部)                        | 新宿BLAZE                            |
| 02月17日                 | キラキラ☆ギュウ農フェス                                                         | 渋谷WWW                              |
| 03月03日                 | 札幌ファンタスティック音楽祭!                                                   | Sound Lab mole                       |
| 03月05日                 | TOKYO IDOL LIVE Vol.33（2部）                                                   | フジさんのヨコ                       |
| 03月18日                 | OTODAMA × POP PARADE presents OTOPARE                                           | TSUTAYA O-EAST                       |
| 03月30日                 | SPRING GIRLS FES                                                                | TSUTAYA O-EAST                       |
| 04月01日                 | @JAM THE WORLD 春のジャムまつり!2017                                            | 新宿ReNY                             |
| 04月09日                 | あるあるアイドル大集合!〜2017 spring〜                                          | あるあるCityB1Fスタジオ              |
| 04月15日                 | NAGOYA TOWER RECORDS presents “タワワヒットパレード vol.3”                      | 名古屋クラブクアトロ                 |
| 04月23日                 | ほくそう春まつり                                                                | 千葉ニュータウン中央駅前特設ステージ |
| 04月26日                 | 日本学生アイドルプロジェクト大学生限定イベント「WELCOME PARTY」                 | Zirco Tokyo                          |
| 05月03日                 | 横浜開港記念みなと祭 ヨコハマカワイイパーク                                     | 山下公園                             |
| 05月07日                 | 東京アイドル劇場プレミアム                                                      | 品川グランドホール                   |
| 05月09日                 | 本格音楽女子祭 其の二十一                                                       | TSUTAYA O-EAST                       |
| 05月27日                 | @JAM2017 Day1                                                                   | Zepp DiverCity(TOKYO)                |
| 05月28日                 | これからの石巻を盛り上げるのは、私たちアイドルだ!〜略して、これドルだ!〜        | 石巻 BLUE RESISTANCE                 |
| 06月03日                 | 第36回横浜開港祭                                                                | 潮入の池ステージ                     |
| 06月11日                 | THE REAL KYUSHU SPECIAL                                                         | BARKUP                               |
| 06月18日                 | YATSUI FESTIVAL! 2017                                                           | 渋谷VISION                           |
| 06月20日                 | MARQUEE祭 Vol.04                                                                | TSUTAYA O-EAST                       |
| 06月24日                 | IDOLdelic supported by FM OH! NANIWAdelic radio                                 | 大阪BIGCAT                           |
| 07月01日                 | ててて!ラララ♪スペシャル                                                        | 甲府駅北口広場                       |
| 07月08日                 | アイドル横丁夏まつり!!〜2017〜                                                  | 横浜赤レンガパーク                   |
| 07月09日                 | アイドル横丁夏まつり!!〜2017〜                                                  | 横浜赤レンガパーク                   |
| 07月15日                 | お台場みんなの夢大陸 神宿LIVE                                                   | みんなの夢大陸マイナビステージ       |
| 07月19日                 | 夏の天使かよ!                                                                   | TSUTAYA O-EAST                       |
| 07月29日                 | 六本木アイドルフェスティバル2017                                                | 六本木ヒルズアリーナ                 |
| 07月30日                 | 六本木アイドルフェスティバル2017                                                | 六本木ヒルズアリーナ                 |
| 08月04日                 | TOKYO IDOL FESTIVAL2017                                                         | お台場・青海周辺エリア               |
| 08月05日                 | TOKYO IDOL FESTIVAL2017                                                         | お台場・青海周辺エリア               |
| 08月06日                 | TOKYO IDOL FESTIVAL2017                                                         | お台場・青海周辺エリア               |
| 08月12日                 | OTODAMA SEA STUDIO 2017                                                         | OTODAMA SEA STUDIO                   |
| 08月16日                 | MARQUEE祭 Vol.06                                                                | TSUTAYA O-EAST                       |
| 08月19日                 | SUMMER SONIC 2017『IDOL SONIC』                                                 | ZOZOマリンスタジアム&幕張メッセ      |
| 08月20日                 | まつり宮崎2017                                                                  | 木挽ミュージックステージ             |
| 08月26日                 | @JAM EXPO 2017                                                                  | 横浜アリーナ                         |
| 08月27日                 | @JAM EXPO 2017                                                                  | 横浜アリーナ                         |
| 10月08日                 | FM802 MINAMI WHEEL2017                                                          | 大阪RUIDO                            |
| 10月09日                 | 日本工学院ミュージックカレッジ presents 八王子大作戦 2017                       | 日本工学院八王子専門学校             |
| 10月15日                 | MAWA LOOP2017 supported by タワーレコード                                       | 大阪BIGCAT                           |
| 10月21日                 | dropと神宿でツーマン2017                                                        | 白金高輪セレネb2                     |
| 10月28日                 | ハロウィンコンポート2017                                                        | 赤坂BLITZ                            |
| 11月04日                 | YNU IDOL FES 2017                                                               | 横浜国立大学野外音楽堂特設ステージ   |
| 11月12日                 | e-radio↑↑アゲアゲ↑↑7days “スペシャルライブ”                                     | 草津駅前エイスクエア・アヤカ広場     |
| 11月12日                 | 大津駅前中央大通りオープンモール2017【第2弾】                                   | 大津駅前中央大通り                   |
| 11月18日                 | SHIGA IDOL COLLECTION 2017                                                      | 守山市民ホール大ホール               |
| 11月26日                 | アイドルフェスティバルin調布祭                                                  | 電気通信大学講堂                     |
| 12月30日                 | JOL原宿「神宿 ミニライブ&特典会」                                               | JOL原宿                              |
| ツアー                   |                                                                                 |                                      |
| 公演日                   | 公演タイトル                                                                    | 会場                                 |
| 03月04日                 | 神宿春ツアー2017「神が宿る場所〜誰も見たことのない場所へ翔び立とう!〜」札幌公演 | 北海道・DUCE SAPPORO                 |
| 03月19日                 | 神宿春ツアー2017「神が宿る場所〜誰も見たことのない場所へ翔び立とう!〜」仙台公演 | 宮城・Hook SENDAI                    |
| 04月02日                 | 神宿春ツアー2017「神が宿る場所〜誰も見たことのない場所へ翔び立とう!〜」愛知公演 | 愛知・SPADE BOX                      |
| 04月08日                 | 神宿春ツアー2017「神が宿る場所〜誰も見たことのない場所へ翔び立とう!〜」福岡公演 | 福岡・PEACE                          |
| 04月16日                 | 神宿春ツアー2017「神が宿る場所〜誰も見たことのない場所へ翔び立とう!〜」大阪公演 | 大阪・Shangri-La                     |
| 04月30日                 | 神宿春ツアー2017「神が宿る場所〜誰も見たことのない場所へ翔び立とう!〜」東京公演 | 東京・品川ステラボール               |
| 09月03日                 | 「神宿 関東ツアー2017〜ROAD TO 3周年〜」栃木公演                                | 栃木・宇都宮HELLO DOLLY              |
| 09月09日                 | 「神宿 関東ツアー2017〜ROAD TO 3周年〜」茨城公演                                | 茨城・club SONIC mito                |
| 09月10日                 | 「神宿 関東ツアー2017〜ROAD TO 3周年〜」千葉公演                                | 千葉・ANGA                           |
| 09月16日                 | 「神宿 関東ツアー2017〜ROAD TO 3周年〜」群馬公演                                | 群馬・前橋DYVER                      |
| 09月17日                 | 「神宿 関東ツアー2017〜ROAD TO 3周年〜」埼玉公演                                | 埼玉・EASYGOINGS                     |
| 09月18日                 | 「神宿 関東ツアー2017〜ROAD TO 3周年〜」神奈川公演                              | 神奈川・横浜B.B.STREE                |
| 11月11日                 | 神が宿る場所〜1000円ライブin大阪〜                                              | livehouse STARBOX                    |
| 11月23日                 | 神が宿る場所〜1000円ライブin仙台〜                                              | LIVE HOUSE enn 2nd                   |
| 12月24日                 | 神が宿る場所〜1000円ライブin札幌〜                                              | 札幌COLONY                           |

| 2018年                   | 2018年                                                                           | 2018年                                        |
| ワンマンライブ・定期公演 | ワンマンライブ・定期公演                                                         | ワンマンライブ・定期公演                      |
| 公演日                   | 公演タイトル                                                                     | 会場                                          |
| ------------------------ | -------------------------------------------------------------------------------- | --------------------------------------------- |
| 01月26日                 | 神宿 定期公演 in フジさんのヨコ Vol.10                                           | フジさんのヨコ                                |
| 02月23日                 | 神宿 定期公演 in フジさんのヨコ Vol.11                                           | フジさんのヨコ                                |
| 04月13日                 | 神宿 定期公演 in フジさんのヨコ Vol.12                                           | フジさんのヨコ                                |
| 05月25日                 | 神宿 定期公演 in フジさんのヨコ Vol.13                                           | フジさんのヨコ                                |
| 05月27日                 | 神が宿る場所 in 名古屋                                                           | 名古屋UNLIMITS大須                            |
| 06月02日                 | 神が宿る場所 in 静岡                                                             | 静岡SOUND SHOWER ark                          |
| 06月03日                 | 神宿 定期公演 in フジさんのヨコ Vol.14                                           | フジさんのヨコ                                |
| 07月06日                 | 神宿 定期公演 in フジさんのヨコ Vol.15                                           | フジさんのヨコ                                |
| 07月14日                 | 神が宿る場所〜1000円ライブin神戸〜                                               | 神戸VARIT.                                    |
| 07月15日                 | 神が宿る場所〜1000円ライブin四日市〜                                             | 四日市Club Chaos                              |
| 07月16日                 | 神が宿る場所〜復活!メンバーカラーチェンジ〜                                      | AKIBAカルチャーズ劇場                         |
| 07月22日                 | 神が宿る場所〜1000円ライブin仙台〜                                               | 仙台LIVE HOUSE 88                             |
| 08月07日                 | 神が宿る場所〜1000円ライブin下北沢〜                                             | 下北沢GARDEN                                  |
| 08月11日                 | 神が宿る場所 in 静岡                                                             | 静岡SOUND SHOWER ark                          |
| 08月12日                 | 神が宿る場所 in 名古屋                                                           | 名古屋RAD SEVEN                               |
| 08月28日                 | 【舁夫会限定】神が宿る場所〜甚平ライブ〜                                         | J-SQUARE SINAGAWA                             |
| 09月02日                 | 神が宿る場所 in 柏                                                               | 柏ALIVE                                       |
| 09月07日                 | 神宿ミニライブ&特典会@JOL原宿                                                    | JOL原宿                                       |
| 09月08日                 | 神が宿る場所 in 越谷                                                             | 越谷EASY GOINGS                               |
| 09月14日                 | 神宿 定期公演 in フジさんのヨコ Vol.16                                           | フジさんのヨコ                                |
| 09月15日                 | 神が宿る場所 in 水戸                                                             | 水戸SONIC                                     |
| 09月17日                 | 神が宿る場所 in 甲府                                                             | 甲府CONVICTION                                |
| 09月24日                 | 神が宿る場所 in 横浜                                                             | 新横浜NEW SIDE BEACH!!                        |
| 10月08日                 | 神が宿る場所 in 名古屋                                                           | 名古屋RAD SEVEN                               |
| 10月26日                 | 神宿 定期公演 in フジさんのヨコ Vol.17                                           | フジさんのヨコ                                |
| イベント・フェス         |                                                                                  |                                               |
| 公演日                   | 公演タイトル                                                                     | 会場                                          |
| 01月02日                 | TOKYO IDOL PROJECT × @JAM ニューイヤープレミアムパーティー2018                   | お台場・青海周辺エリア                        |
| 02月04日                 | でらロックフェスティバル2018                                                     | DIAMOND HALL                                  |
| 02月24日                 | @JAM the Field vol.13                                                            | 新宿BLAZE                                     |
| 04月04日                 | シンデレラフェスvol.5                                                            | さいたまスーパーアリーナ コミュニティアリーナ |
| 04月29日                 | COMING KOBE 2018                                                                 | みなとのもり公園・神戸ポートターミナル        |
| 05月05日                 | 横浜開港記念みなと祭 ヨコハマカワイイパーク                                      | 山下公園                                      |
| 05月26日                 | Shimokitazawa SOUND CRUISING 2018                                                | 下北沢全域                                    |
| 06月23日                 | FREEDOM NAGOYA 2018                                                              | 大高緑地 特設ステージ                         |
| 07月01日                 | 「カラオケ歌合戦」〜神宿vs舁夫〜                                                 | カラオケの鉄人 銀座店                         |
| 07月12日                 | Leading!!! Premium                                                               | 代官山UNIT                                    |
| 07月21日                 | TBC夏祭り2018                                                                    | 仙台市 勾当台公園・市民広場                   |
| 07月25日                 | monogatari2マンライブ                                                            | Shibuya eggman                                |
| 07月28日                 | 六本木アイドルフェスティバル2018                                                 | 六本木ヒルズアリーナ                          |
| 07月28日                 | FRESH LIVE MEETS                                                                 | 白金高輪セレネb2                              |
| 08月03日                 | TOKYO IDOL FESTIVAL 2018                                                         | お台場・青海周辺エリア                        |
| 08月04日                 | TOKYO IDOL FESTIVAL 2018                                                         | お台場・青海周辺エリア                        |
| 08月05日                 | TOKYO IDOL FESTIVAL 2018                                                         | お台場・青海周辺エリア                        |
| 08月13日                 | SUMMER BEACH FANTASY 2018                                                        | OTODAMA SEA STUDIO                            |
| 08月18日                 | 肥前さが幕末維新博覧会presents アイドルステーション in SAGA                      | 幕末維新館横特設ステージ                      |
| 08月19日                 | よかもん夏フェス2018                                                             | 天神ベストホール                              |
| 08月26日                 | @JAM EXPO 2018                                                                   | 横浜アリーナ                                  |
| 09月09日                 | POSME 学園祭                                                                     | 資生堂本社                                    |
| 09月16日                 | TOKYO CALLING 2018                                                               | 下北沢GARDEN                                  |
| 09月22日                 | アイドルジェネレーション vol.54                                                  | Zepp Tokyo                                    |
| 09月23日                 | LIVE PRO FESTIVAL 2018                                                           | Zepp Sapporo                                  |
| 10月06日                 | Eggs presents FM802 MINAMI WHEEL 2018 〜20th Anniversary〜                       | FANJ                                          |
| 10月18日                 | iCON DOLL LOUNGE 2018AW COLLECTION                                               | 渋谷ストリームホール                          |
| 10月27日                 | ハロウィンコンポート2018                                                         | 下北沢GARDEN                                  |
| 11月03日                 | 東洋英和女学院大学かえで祭コンサート                                             | 東洋英和女学院大学 横浜キャンパス             |
| ツアー                   |                                                                                  |                                               |
| 公演日                   | 公演タイトル                                                                     | 会場                                          |
| 01月03日                 | 神が宿る場所〜1000円ライブin奈良〜                                               | エンジョイスペース白ちゃんハウス              |
| 01月04日                 | 神が宿る場所〜1000円ライブin名古屋〜                                             | Live House 栄 R.A.D                           |
| 01月13日                 | 神が宿る場所〜1000円ライブin神戸〜                                               | 神戸KINGSX BASE                               |
| 01月14日                 | 神が宿る場所〜1000円ライブin岐阜〜                                               | 岐阜CLUB ROOTS                                |
| 01月21日                 | 神が宿る場所〜1000円ライブin沖縄〜                                               | 桜坂セントラル                                |
| 02月03日                 | 神が宿る場所〜1000円ライブin静岡〜                                               | 静岡SOUND SHOWER ark                          |
| 02月11日                 | 神が宿る場所〜1000円ライブin熊本〜                                               | 熊本Drum Be.9 V3                              |
| 02月12日                 | 神が宿る場所〜1000円ライブin福岡〜                                               | 福岡INSA                                      |
| 02月18日                 | 神が宿る場所〜1000円ライブin関東〜                                               | 柏ALIVE                                       |
| 03月10日                 | 神宿全国ツアー 2017-2018〜はじめまして!神宿です。〜 ライブハウスツアー柏公演     | 柏PALOOZA                                     |
| 03月11日                 | 神宿全国ツアー 2017-2018〜はじめまして!神宿です。〜 ライブハウスツアー滋賀公演   | 滋賀U★STONE                                   |
| 03月17日                 | 神宿全国ツアー 2017-2018〜はじめまして!神宿です。〜 ライブハウスツアー甲府公演   | 甲府CONVICTION                                |
| 03月18日                 | 神宿全国ツアー 2017-2018〜はじめまして!神宿です。〜 ライブハウスツアー名古屋公演 | 名古屋ReNY limited                            |
| 03月21日                 | 神宿全国ツアー 2017-2018〜はじめまして!神宿です。〜 ライブハウスツアー横浜公演   | 横浜BAYSIS                                    |
| 03月24日                 | 神宿全国ツアー 2017-2018〜はじめまして!神宿です。〜 ライブハウスツアー大阪公演   | 大阪バナナホール                              |
| 03月25日                 | 神宿全国ツアー 2017-2018〜はじめまして!神宿です。〜 ライブハウスツアー松本公演   | 松本Sound Hall a.C                            |
| 03月30日                 | 神宿全国ツアー 2017-2018〜はじめまして!神宿です。〜 ライブハウスツアー高松公演   | 高松GET HALL                                  |
| 03月31日                 | 神宿全国ツアー 2017-2018〜はじめまして!神宿です。〜 ライブハウスツアー岡山公演   | 岡山IMAGE                                     |
| 04月01日                 | 神宿全国ツアー 2017-2018〜はじめまして!神宿です。〜 ライブハウスツアー神戸公演   | 神戸太陽と虎                                  |
| 04月07日                 | 神宿全国ツアー 2017-2018〜はじめまして!神宿です。〜 ライブハウスツアー札幌公演   | 札幌SUSUKINO 810                              |
| 04月08日                 | 神宿全国ツアー 2017-2018〜はじめまして!神宿です。〜 ライブハウスツアー苫小牧公演 | 苫小牧ELLCUBE                                 |
| 04月14日                 | 神宿全国ツアー 2017-2018〜はじめまして!神宿です。〜 ライブハウスツアー福岡公演   | 福岡DRUM Be-1                                 |
| 04月15日                 | 神宿全国ツアー 2017-2018〜はじめまして!神宿です。〜 ライブハウスツアー宮崎公演   | 宮崎SR BOX                                    |
| 04月21日                 | 神宿全国ツアー 2017-2018〜はじめまして!神宿です。〜 ライブハウスツアー仙台公演   | 仙台enn 2nd                                   |
| 04月22日                 | 神宿全国ツアー 2017-2018〜はじめまして!神宿です。〜 ライブハウスツアー熊谷公演   | 埼玉熊谷HEAVEN’S ROCK VJ-1                    |
| 04月28日                 | 神宿全国ツアー 2017-2018〜はじめまして!神宿です。〜 ライブハウスツアー沖縄公演   | 沖縄桜坂セントラル                            |
| 05月02日                 | 神宿全国ツアー 2017-2018〜はじめまして!神宿です。〜 ライブハウスツアーFINAL DAY1 | 渋谷WWW X                                     |
| 05月03日                 | 神宿全国ツアー 2017-2018〜はじめまして!神宿です。〜 ライブハウスツアーFINAL DAY2 | 渋谷WWW X                                     |
| 06月09日                 | 神が宿る場所〜関西ツアー〜和歌山公演                                             | 和歌山SHELTER                                 |
| 06月10日                 | 神が宿る場所〜関西ツアー〜大阪公演                                               | ESAKA MUSE                                    |
| 06月16日                 | 神が宿る場所〜関西ツアー〜京都公演                                               | 京都MOJO                                      |
| 06月17日                 | 神が宿る場所〜関西ツアー〜神戸公演                                               | 神戸KINGSX                                    |
| 06月24日                 | 神が宿る場所〜関西ツアー〜奈良公演                                               | 奈良NEVERLAND                                 |
| 06月30日                 | 神が宿る場所〜関西ツアー〜ファイナル                                             | 滋賀U★STONE                                   |
| 08月16日                 | 神が宿る場所〜東名阪クアトロツアー〜 Supported by SHOWROOM in梅田                | 梅田CLUB QUATTRO                              |
| 08月23日                 | 神が宿る場所〜東名阪クアトロツアー〜 Supported by SHOWROOM in名古屋              | 名古屋CLUB QUATTRO                            |
| 08月27日                 | 神が宿る場所〜東名阪クアトロツアー〜 Supported by SHOWROOM in渋谷                | 渋谷CLUB QUATTRO                              |
| 10月13日                 | 神宿全国ツアー2018-2019 神が宿る場所〜お控えなすって神宿でござる〜               | 仙台MACANA                                    |
| 10月14日                 | 神宿全国ツアー2018-2019 神が宿る場所〜お控えなすって神宿でござる〜               | 盛岡five                                      |
| 10月20日                 | 神宿全国ツアー2018-2019 神が宿る場所〜お控えなすって神宿でござる〜               | 新横浜NEW SIDE BEACH!!                        |
| 10月21日                 | 神宿全国ツアー2018-2019 神が宿る場所〜お控えなすって神宿でござる〜               | 梅田バナナホール                              |
| 11月10日                 | 神宿全国ツアー2018-2019 神が宿る場所〜お控えなすって神宿でござる〜               | 甲府CONVICTION                                |
| 11月17日                 | 神宿全国ツアー2018-2019 神が宿る場所〜お控えなすって神宿でござる〜               | 高松GET HALL                                  |
| 11月18日                 | 神宿全国ツアー2018-2019 神が宿る場所〜お控えなすって神宿でござる〜               | 岡山YEBIS YA PRO                              |
| 11月22日                 | 神宿全国ツアー2018-2019 神が宿る場所〜お控えなすって神宿でござる〜               | 千葉ANGA                                      |
| 11月23日                 | 神宿全国ツアー2018-2019 神が宿る場所〜お控えなすって神宿でござる〜               | 浜松FORCE                                     |
| 12月08日                 | 神宿全国ツアー2018-2019 神が宿る場所〜お控えなすって神宿でござる〜               | 京都MUSE                                      |
| 12月14日                 | 神宿全国ツアー2018-2019 神が宿る場所〜お控えなすって神宿でござる〜               | HEAVEN’S ROCK さいたま新都心 VJ-3             |
| 12月15日                 | 神宿全国ツアー2018-2019 神が宿る場所〜お控えなすって神宿でござる〜               | 熊本B.9 V2                                    |
| 12月22日                 | 神宿全国ツアー2018-2019 神が宿る場所〜お控えなすって神宿でござる〜               | 神戸太陽と虎                                  |
| 12月23日                 | 神宿全国ツアー2018-2019 神が宿る場所〜お控えなすって神宿でござる〜               | 名古屋SPADE BOX                               |
| 12月24日                 | 神宿全国ツアー2018-2019 神が宿る場所〜お控えなすって神宿でござる〜               | 広島BackBeat                                  |
| 12月29日                 | 神宿全国ツアー2018-2019 神が宿る場所〜お控えなすって神宿でござる〜               | 柳都SHOW!CASE!!                               |

| 2019年   | 2019年                 | 2019年 | 2019年                                                                                        |
| 公演日   | 分類                   | 公演タイトル | 会場                                                                                          |
| -------- | ---------------------- | --- | --------------------------------------------------------------------------------------------- |
| 01月02日 | 対バンライブ           | TOKYO IDOL PROJECT × @JAM ニューイヤープレミアムパーティー2019                                                    | お台場・青海周辺エリア                                                                        |
| 01月04日 | ワンマンライブ         | インストア ミニライブ&特典会                                                                                      | イオンモール大牟田 1F ありあけコートステージ                                                  |
| 01月04日 | ツアー                 | 神宿全国ツアー2018-2019 神が宿る場所〜お控えなすって神宿でござる〜                                                | 福岡Drum Be-1                                                                                 |
| 01月05日 | ワンマンライブ         | インストア ミニライブ&特典会                                                                                      | ウイングベイ小樽 5番街1階ネイチャーチャンバー                                                 |
| 01月06日 | ワンマンライブ         | インストア ミニライブ&特典会                                                                                      | イオンモール札幌平岡 1F センターコート                                                        |
| 01月06日 | ツアー                 | 神宿全国ツアー2018-2019 神が宿る場所〜お控えなすって神宿でござる〜                                                | 札幌DUCE                                                                                      |
| 01月12日 | ツアー                 | 神宿全国ツアー2018-2019 神が宿る場所〜お控えなすって神宿でござる〜                                                | 渋谷ストリームホール                                                                          |
| 01月13日 | ツアー                 | 神宿全国ツアー2018-2019 神が宿る場所〜お控えなすって神宿でござる〜                                                | 渋谷ストリームホール                                                                          |
| 01月22日 | 対バンライブ           | iCON DOLL LOUNGE 2018-2019 Winter                                                                                 | TSUTAYA O-WEST                                                                                |
| 01月25日 | ワンマンライブ         | 神が宿る場所〜ROAD TO 豊洲PIT はじまりの合図〜ミニライブ&特典会                                                   | 池袋サンシャインシティ噴水広場                                                                |
| 01月26日 | 大特典会               | 神宿大特典会in原宿                                                                                                | 原宿スペース（旧：原宿 The-Sad-Cafe STUDIO ）                                                 |
| 01月27日 | フェス                 | MX IDOL FESTIVAL Vol.6                                                                                            | ZeppTokyo                                                                                     |
| 01月27日 | ワンマンライブ         | 神宿ニューシングル「CONVERSATION FANCY」発売記念ミニライブ & 特典会                                               | 三井アウトレットパーク多摩南大沢 ファクトリーアウトレッツB街区フェスティバルステージ          |
| 01月28日 | ワンマンライブ         | 神が宿る場所 1000円ライブinAKIBAカルチャーズ劇場 Vol.02                                                           | AKIBAカルチャーズ劇場                                                                         |
| 01月29日 | トークイベント         | ONE AND ONLYトーク&特典会 (※神宿からは羽島みきのみ出演)                                                           | ヴィレッジヴァンガード下北沢店                                                                |
| 02月02日 | ワンマンライブ         | CONVERSATION FANCYリリースイベント ミニライブ & 特典会                                                            | エアポートウォーク名古屋3Fイベントステージ                                                    |
| 02月02日 | フェス                 | でらロックフェスティバル 2019                                                                                     | 特典会（名古屋Diamond HALL横 スペースD Cエリア）ライブ（名古屋ReNY limited）                  |
| 02月03日 | ワンマンライブ         | CONVERSATION FANCYリリースイベント ミニライブ & 特典会                                                            | 仙台EBeanS 4F杜のガーデンテラス                                                               |
| 02月03日 | ツーマンライブ         | 神が宿る場所 〜ROAD TO 豊洲PIT 2マンライブ〜                                                                      | 仙台darwin                                                                                    |
| 02月05日 | 対バンライブ           | ONE AND ONLY | GARRET                                                                                        |
| 02月06日 | ワンマンライブ         | CONVERSATION FANCYリリースイベント ミニライブ & 特典会                                                            | タワーレコード新宿店 7F イベントスペータス                                                    |
| 02月07日 | トークイベント         | CONVERSATION FANCYプレス向け新曲発表イベント                                                                      | カラオケ ビッグエコー渋谷センター街本店 6Fパーティールーム 604号室                            |
| 02月08日 | ワンマンライブ         | CONVERSATION FANCYリリースイベント ミニライブ & 特典会                                                            | タワーレコード渋谷店 5F イベントスペース                                                      |
| 02月09日 | ワンマンライブ         | CONVERSATION FANCYリリースイベント ミニライブ & 特典会                                                            | ららぽーと柏の葉 本館2Fセンタープラザ                                                         |
| 02月10日 | ワンマンライブ         | CONVERSATION FANCYリリースイベント ミニライブ & 特典会                                                            | ららぽーと新三郷1Ｆスカイガーデンステージ                                                     |
| 02月11日 | ワンマンライブ         | CONVERSATION FANCYリリースイベント ミニライブ & 特典会                                                            | 東京ドームシティ ラクーアガーデンステージ                                                     |
| 02月12日 | 対バンライブ           | ONE AND ONLY | 吉祥寺SEATA                                                                                   |
| 02月16日 | ワンマンライブ         | CONVERSATION FANCYリリースイベント ミニライブ & 特典会                                                            | ステラタウン大宮 1Fメローペ広場ステージ                                                       |
| 02月17日 | ワンマンライブ         | CONVERSATION FANCYリリースイベント ミニライブ & 特典会                                                            | ららぽーと豊洲 シーサイドデッキメインステージ                                                 |
| 02月17日 | フェス                 | 出張!六本木アイドルフェスティバル in 渋谷［Vol.2］                                                                | TSUTAYA O-EAST                                                                                |
| 02月18日 | 対バンライブ           | MARQUEE祭vol.25                                                                                                   | duo MUSIC EXCHANGE                                                                            |
| 02月19日 | 対バンライブ           | ONE AND ONLY | AKIBAカルチャーズ劇場                                                                         |
| 02月23日 | 大特典会               | 神宿大特典会in新宿                                                                                                | TKP新宿モノリスカンファレンスセンターB1C                                                      |
| 02月24日 | ワンマンライブ         | CONVERSATION FANCYリリースイベント ミニライブ & 特典会                                                            | 西武百貨店池袋本店 9F 食と緑の空中庭園 イベントスペース                                       |
| 02月25日 | ワンマンライブ         | 神が宿る場所 1000円ライブinAKIBAカルチャーズ劇場 Vol.03                                                           | AKIBAカルチャーズ劇場                                                                         |
| 02月26日 | 対バンライブ           | ONE AND ONLY | 新宿BLAZE                                                                                     |
| 03月02日 | 特典会                 | 神宿特典会〜福岡〜                                                                                                | リファレンス大博多貸会議室                                                                    |
| 03月02日 | ワンマンライブ         | CONVERSATION FANCYリリースイベント ミニライブ & 特典会                                                            | イオンモール香椎浜店 eat.い〜とテラス                                                         |
| 03月02日 | ワンマンライブ         | CONVERSATION FANCYリリースイベント ミニライブ & 特典会                                                            | キャナルシティ博多 B1F サンプラザステージ                                                     |
| 03月03日 | 対バンライブ           | あるあるアイドル大集合vol.6 ライブ&特典会                                                                         | あるあるCityB1Fスタジオ                                                                       |
| 03月08日 | ワンマンライブ         | 神が宿る場所〜男装ライブin横浜〜                                                                                  | 横浜BAYSIS                                                                                    |
| 03月09日 | フェス                 | IDORISE!! FESTIVAL                                                                                                | Shibuya O-EAST(ライブ) Shibuya O-EAST3階ロビー(特典会)                                        |
| 03月09日 | ツーマンライブ         | 仮面女子・神宿2マンライブイベント ミニライブ&特典会                                                               | ダイバーシティ東京プラザ フェスティバル広場                                                   |
| 03月10日 | ワンマンライブ         | 神が宿る場所〜全員緑ライブin柏〜                                                                                  | 柏Thumb up                                                                                    |
| 03月15日 | ワンマンライブ         | CONVERSATION FANCYリリースイベント ミニライブ & 特典会                                                            | あべのHoop 1Fオープンエアプラザ                                                               |
| 03月15日 | ワンマンライブ         | 神が宿る場所 〜ROAD TO 豊洲PIT ワンマンライブin大阪〜                                                             | 大阪STARBOX                                                                                   |
| 03月16日 | ワンマンライブ         | CONVERSATION FANCYリリースイベント ミニライブ & 特典会                                                            | 湊町リバープレイス プラザ1                                                                    |
| 03月16日 | 特典会                 | 神宿特典会〜大阪〜                                                                                                | TKP大阪本町カンファレンスセンター3C                                                           |
| 03月21日 | ワンマンライブ         | 神が宿る場所〜ROAD TO 豊洲PIT レンタル緑公演〜                                                                    | AKIBAカルチャーズ劇場                                                                         |
| 03月24日 | ワンマンライブ         | 神が宿る場所〜ROAD TO 豊洲PIT 最終候補メンバー発表〜 ミニライブ&特典会                                            | タワーレコード渋谷店B1F CUTUP STUDIO                                                          |
| 03月28日 | ツーマンライブ         | 神が宿る場所〜ROAD TO 豊洲PIT 2マンライブ〜                                                                       | 下北沢GARDEN                                                                                  |
| 03月30日 | 大特典会               | 神宿大特典会in渋谷                                                                                                | TKP渋谷カンファレンスセンター カンファレンスルーム5B                                          |
| 03月31日 | 対バンライブ           | IDOL CONTENT EXPO @ イオンモール幕張新都心 supported by ダイキサウンド 番外編 〜桜の季節の対バン無銭祭〜          | イオンモール幕張新都心 グランドモール 1階グランドスクエア                                     |
| 04月01日 | 対バンライブ           | iCON DOLL LOUNGE 2019 Spring Collection                                                                           | 新宿BLAZE                                                                                     |
| 04月03日 | フェス                 | シンデレラフェス Vol.6                                                                                            | さいたまスーパーアリーナ                                                                      |
| 04月04日 | ワンマンライブ         | 神が宿る場所〜ROAD TO 豊洲 PIT レンタル緑公演〜                                                                   | AKIBAカルチャーズ劇場                                                                         |
| 04月05日 | ツーマンライブ         | 2マンライブイベント「神が宿る場所 〜ROAD TO 豊洲PIT 2マンライブ〜」                                               | フジさんのヨコ                                                                                |
| 04月06日 | 特典会                 | 神宿特典会in名古屋                                                                                                | TKP名古屋伏見ビジネスセンター 7A                                                              |
| 04月06日 | ワンマンライブ         | 神が宿る場所〜ROAD TO 豊洲PIT ミニライブin名古屋〜                                                                | イオンモール名古屋茶屋1F ガーデンコート                                                       |
| 04月07日 | ワンマンライブ         | 神が宿る場所〜カバー曲ライブin横浜〜                                                                              | 横浜F.A.D                                                                                     |
| 04月09日 | 対バンライブ           | IDOL CONTENT EXPO @TSUTAYA O-EAST 〜Spring Premium Live〜                                                         | TSUTAYA O-EAST                                                                                |
| 04月12日 | ワンマンライブ         | 一ノ瀬みか生誕祭 みかが宿る場所〜ラストティーンSP〜                                                               | 新宿BLAZE                                                                                     |
| 04月13日 | ワンマンライブ         | 神が宿る場所〜制服ライブ〜                                                                                        | AKIBAカルチャーズ劇場                                                                         |
| 04月13日 | ワンマンライブ         | 神が宿る場所〜ROAD TO 豊洲 PIT レンタル緑公演〜                                                                   | AKIBAカルチャーズ劇場                                                                         |
| 04月14日 | ワンマンライブ         | 神が宿る場所〜ROAD TO 豊洲 PIT ワンマンライブin静岡〜                                                             | SOUND SHOWER ark                                                                              |
| 04月16日 | ツーマンライブ         | 神が宿る場所〜ROAD TO 豊洲 PIT 2マンライブ〜 supported by JUNGLE☆LIFE                                             | 下北沢GARDEN                                                                                  |
| 04月19日 | 対バンライブ           | 第11回沖縄国際映画祭KawaiianTV Presents スペシャルステージ                                                        | 波の上うみそら公園                                                                            |
| 04月28日 | ファンミーティング     | 神が宿る場所〜ここが私の生きる場所〜前夜祭イベント「熟成肉の格之進スペシャルコラボレーションディナー会&ランチ会」 | 豊洲WILD MAGIC 内「LOVE KINGDOM」                                                             |
| 04月28日 | 特典会                 | 神宿特典会in豊洲                                                                                                  | 豊洲WILD MAGIC 内「LOVE KINGDOM」                                                             |
| 04月29日 | ワンマンライブ         | LIVE DAM STADIUM presents 神が宿る場所〜ここが私の生きる場所〜                                                    | 豊洲PIT                                                                                       |
| 05月03日 | フェス                 | 水溜り HighSchool 文化祭                                                                                          | 豊洲PIT                                                                                       |
| 05月10日 | ワンマンライブ         | 神が宿る場所〜後方よし 前よし 出発進行〜ミニライブ&特典会                                                         | 池袋サンシャインシティ噴水広場                                                                |
| 05月23日 | 対バンライブ           | EASYGOINGS 15th SPECIAL LIVE!                                                                                     | EASYGOINGS                                                                                    |
| 05月25日 | ワンマンライブ         | 羽島めい生誕祭 めいが宿る場所〜みんなへの愛がドンドンめい!〜                                                      | 新宿ReNY                                                                                      |
| 05月26日 | 対バンライブ           | @JAM 2019 Day2〜SUPER LIVE〜                                                                                      | Zepp DiverCity                                                                                |
| 06月03日 | ワンマンライブ         | 羽島みき生誕祭 みきが宿る場所〜23歳も夢中でいてね〜                                                               | 下北沢GARDEN                                                                                  |
| 06月08日 | 大特典会               | 神宿全国大特典会ツアー 神が宿る場所 〜あらためまして!神宿です。〜 supported by TKP                                | TKP仙台東口ビジネスセンター2C                                                                 |
| 06月09日 | ワンマンライブ         | 神が宿る場所〜後方よし 前よし 出発進行〜 ミニライブ&特典会                                                        | 仙台EbeanS 10F 屋上特設ステージ                                                               |
| 06月15日 | 対バンライブ           | GIRLS ON THE BEACH                                                                                                | OTODAMA SEA STUDIO                                                                            |
| 06月16日 | 大特典会               | 神宿全国大特典会ツアー 神が宿る場所 〜あらためまして!神宿です。〜 supported by TKP                                | TKP名古屋栄会議室 大会議室                                                                    |
| 06月18日 | トークイベント         | 渋谷LOFT9アイドル倶楽部vol.5 (※神宿からは一ノ瀬みかのみ出演)                                                      | LOFT9 Shibuya                                                                                 |
| 06月22日 | 大特典会               | 神宿全国大特典会ツアー 神が宿る場所 〜あらためまして!神宿です。〜 supported by TKP                                | TKP博多駅筑紫口ビジネスセンター901                                                            |
| 06月23日 | ワンマンライブ         | 【リリースイベント】神が宿る場所〜後方よし 前よし 出発進行〜                                                      | アミュプラザ博多店 JR博多シティ 3Fスタジオテラス                                              |
| 06月24日 | ワンマンライブ         | 小山ひな生誕祭 ひなが宿る場所〜小ぶただけどにゃんにゃんさい?!あいしてにゃん〜                                     | 代官山UNIT                                                                                    |
| 06月25日 | ワンマンライブ         | 神が宿る場所 1000円ライブinAKIBAカルチャーズ劇場                                                                  | AKIBAカルチャーズ劇場                                                                         |
| 06月30日 | 大特典会               | 神宿全国大特典会ツアー 神が宿る場所 〜あらためまして!神宿です。〜 supported by TKP                                | TKP新宿モノリスカンファレンスセンターB1B                                                      |
| 07月06日 | 大特典会               | 神宿全国大特典会ツアー 神が宿る場所 〜あらためまして!神宿です。〜 supported by TKP                                | TKP札幌カンファレンスセンター2C                                                               |
| 07月07日 | ワンマンライブ         | 【リリースイベント】神が宿る場所〜後方よし 前よし 出発進行〜                                                      | ラソラ札幌 1階Atownイベントコート                                                             |
| 07月11日 | スリーマンライブ       | ミツグミ FES vol.1                                                                                                | 白金高輪 SELENE b2                                                                            |
| 07月13日 | 大特典会               | 神宿全国大特典会ツアー 神が宿る場所 〜あらためまして!神宿です。〜 supported by TKP                                | TKP大阪梅田駅ビジネスセンター2A                                                               |
| 07月14日 | ワンマンライブ         | 【リリースイベント】神が宿る場所〜後方よし 前よし 出発進行〜                                                      | もりのみやキューズモールBASE 1F BASEパーク                                                    |
| 07月21日 | ツーマンライブ         | 神宿/かみやど 一日カルチャーズ劇場 ※1部「神宿」舁夫会限定 甚平ライブ ※3部「神宿」第二回神宿ベスト10               | AKIBAカルチャーズ劇場                                                                         |
| 07月26日 | ミニライブ＆特典会     | 神が宿る場所〜Road to 幕張メッセ〜3曲同時発売イベント                                                             | タワーレコード新宿店                                                                          |
| 07月27日 | フェス                 | Water Run 2019 | 幕張海浜公園Gブロック                                                                         |
| 07月27日 | フェス                 | 六本木アイドルフェスティバル2019                                                                                  | 六本木ヒルズアリーナ                                                                          |
| 07月28日 | 大特典会               | 神宿全国大特典会ツアー 神が宿る場所 〜あらためまして!神宿です。〜supported by TKP                                 | TKP渋谷カンファレンスセンター                                                                 |
| 07月29日 | フェス                 | ADACHI HOUSE夏祭りフェス2019 〜海だよ！全員集合！！〜                                                             | OTODAMA SEA STUDIO 2019                                                                       |
| 07月31日 | ツーマンライブ         | JR山手線ツアーFinal@恵比寿駅〜神と神〜                                                                            | 代官山SPACE ODO                                                                               |
| 08月02日 | フェス                 | TOKYO IDOL FESTIVAL 2019                                                                                          | お台場・青海周辺エリア                                                                        |
| 08月03日 | フェス                 | TOKYO IDOL FESTIVAL 2019                                                                                          | お台場・青海周辺エリア                                                                        |
| 08月04日 | フェス                 | TOKYO IDOL FESTIVAL 2019                                                                                          | お台場・青海周辺エリア                                                                        |
| 08月05日 | ツアー                 | 神が宿る場所〜Road to 幕張メッセ〜クアトロ大制覇ツアー                                                            | 名古屋 CLUB QUATTRO                                                                           |
| 08月06日 | 総合エンターテイメント | JamRekk | 新木場 STUDIO COAST                                                                           |
| 08月11日 | ワンマンライブ         | 神が宿る場所〜女性限定ライブ〜                                                                                    | 表参道グラウンド                                                                              |
| 08月11日 | ワンマンライブ         | 神が宿る場所〜男性限定ライブ〜                                                                                    | 表参道グラウンド                                                                              |
| 08月12日 | 対バンライブ           | DATE THE POP Special edition〜SUMMER DATE〜                                                                       | 日比谷野外大音楽堂                                                                            |
| 08月13日 | 対バンライブ           | 東海アイドル万博2019                                                                                              | Zepp Nagoya                                                                                   |
| 08月14日 | ワンマンライブ         | 神が宿る場所〜Road to 幕張メッセ〜3曲同時発売イベント                                                             | 阪急西宮ガーデンズ 本館4F ガーデンズホール 14:00〜                                            |
| 08月14日 | ワンマンライブ         | 神が宿る場所〜Road to 幕張メッセ〜3曲同時発売イベント                                                             | 阪急西宮ガーデンズ 本館4F スカイガーデン・木の葉のステージ 17:00〜                            |
| 08月15日 | ツアー                 | 神が宿る場所〜Road to 幕張メッセ〜クアトロ大制覇ツアー ※台風接近のため公演中止。9月2日振替公演。                  | 梅田 CLUB QUATTRO                                                                             |
| 08月18日 | ワンマンライブ         | 神が宿る場所〜カラーチェンジLive2019〜                                                                            | AKIBAカルチャーズ劇場                                                                         |
| 08月19日 | ワンマンライブ         | 神が宿る場所〜1000円ライブin仙台〜                                                                                | 仙台Darwin                                                                                    |
| 08月23日 | ワンマンライブ         | 神が宿る場所～Road to 幕張メッセ～3曲同時発売イベント                                                             | アーバンドッグららぽーと豊洲 シーサイドデッキメインステージ                                   |
| 08月24日 | フェス                 | @JAM EXPO 2019 | 横浜アリーナ                                                                                  |
| 08月25日 | 大特典会               | 神宿＆かみやど大特典会                                                                                            | 高田馬場BSホール                                                                              |
| 08月26日 | ツアー                 | 神が宿る場所〜Road to 幕張メッセ〜クアトロ大制覇ツアー                                                            | 渋谷 CLUB QUATTRO                                                                             |
| 08月29日 | ワンマンライブ         | 神が宿る場所～Road to 幕張メッセ～3曲同時発売イベント                                                             | イオンモール倉敷店1F WAKU×2ガーデン                                                           |
| 08月30日 | ツアー                 | 神が宿る場所〜Road to 幕張メッセ〜クアトロ大制覇ツアー                                                            | 広島 CLUB QUATTRO                                                                             |
| 09月01日 | フェス                 | ノタFES 2019 | OTODAMA SEA STUDIO                                                                            |
| 09月02日 | ツアー                 | 神が宿る場所～Road to 幕張メッセ~クアトロ大制覇ツアー 振替公演                                                    | 梅田 CLUB QUATTRO                                                                             |
| 09月07日 | フェス                 | MX IDOL FESTIVAL Vol.11                                                                                           | Zepp DiverCity                                                                                |
| 09月08日 | ワンマンライブ         | 神が宿る場所~Road to 幕張メッセ~3曲同時発売イベント                                                               | 新宿マルイメン 屋上特設ステージ                                                               |
| 09月08日 | ツーマンライブ         | 出張！六本木アイドルフェスティバル in 激辛グルメ祭り［vol.4］神宿＆まねきケチャ                                   | 新宿BLAZE                                                                                     |
| 09月14日 | ワンマンライブ         | 神が宿る場所~Road to 幕張メッセ~3曲同時発売イベント                                                               | 渋谷マルイ屋上 イベントスペース                                                               |
| 09月14日 | ワンマンライブ         | 神が宿る場所－9.29幕張メッセ壮行ライブ－                                                                          | AKIBAカルチャーズ劇場 開演18:15～                                                             |
| 09月14日 | ワンマンライブ         | 神が宿る場所－幕張前のラストワンマン－                                                                            | AKIBAカルチャーズ劇場 開演20:30～                                                             |
| 09月15日 | トークイベント         | 神が宿る場所~Road to 幕張メッセ~3曲同時発売イベント 番外編                                                        | 【神チーム】(1)静岡マルイ (2)HMV栄 (3)ヴィレッジヴァンガード ビックカメラ名古屋駅西店         |
| 09月15日 | トークイベント         | 神が宿る場所~Road to 幕張メッセ~3曲同時発売イベント 番外編                                                        | 【宿チーム】(1)HMV浦和美園 (2)タワーレコードセブンパークアリオ柏店 (3)HMVイオンモール水戸内原 |
| 09月16日 | フェス                 | RAINBOW BEACH POP FESTIVAL                                                                                        | 七ヶ浜国際村                                                                                  |
| 09月16日 | ワンマンライブ         | 神が宿る場所〜Road to 幕張メッセ〜3曲同時発売イベント                                                             | 仙台EbeanS 4階杜のガーデンテラス                                                              |
| 09月20日 | 特典会                 | 神宿×BRODYコラボイベント                                                                                          | 白夜書房BSホール                                                                              |
| 09月22日 | ワンマンライブ         | 神が宿る場所~Road to 幕張メッセ~3曲同時発売イベント 1時間ライブSPバージョン                                       | カレッタ汐留 B2F カレッタプラザ                                                               |
| 09月23日 | 物販                   | 幕張ワンマンライブチケット手売り会                                                                                | TKP新宿モノリスカンファレンスセンターB1B                                                      |
| 09月28日 | ライブ配信             | 神宿5周年記念ワンマンライブ 神が宿る場所〜君が君らしくあればいいのさ～ 開催記念5時間特番                          | ニコニコ生放送                                                                                |
| 09月29日 | ワンマンライブ         | 神宿5周年記念ワンマンライブ 神が宿る場所〜君が君らしくあればいいのさ〜                                            | 幕張メッセ                                                                                    |
| 09月30日 | 後夜祭                 | 東京アイドル劇場presents 神宿5周年記念〜幕張メッセ後夜祭SP〜                                                      | タワーレコード渋谷B1F CUT UP STUDIO                                                           |
| 10月19日 | ワンマンライブ         | インストアイベントin名古屋                                                                                        | タワーレコード名古屋近鉄パッセ店 屋上イベントスペース                                         |
| 10月19日 | 学園祭イベント         | 第61回金城祭 | 金城学院大学体育館特設ステージ                                                                |
| 10月20日 | フェス                 | 庄和ファミリーキャラバン＆秋のグルメフェス                                                                        | 庄和総合公園                                                                                  |
| 10月26日 | 大特典会               | ハロウィン大特典会in西新宿                                                                                        | ベルサール西新宿 Room1                                                                        |
| 10月27日 | ワンマンライブ         | 神が宿る場所〜幕張のその先へ〜                                                                                    | AKIBAカルチャーズ劇場                                                                         |
| 11月04日 | ライブ＆トークゲスト   | 厚労省主催「依存症の理解を深める」                                                                                | JR 仙台駅前ＡＥＲ2 階アトリウム                                                               |
| 11月06日 | ワンマンライブ         | 塩見きら生誕祭 Kira’s 21st birthday live                                                                          | 渋谷WWWX                                                                                      |
| 11月09日 | ワンマンライブ         | インストアイベントin 大阪なんばOCAT                                                                               | 大阪なんばOCAT B1F・ポンテ広場ウィングステージ                                                |
| 11月10日 | 対バンライブ           | SHIGA IDOL COLLECTION 〜2019 Autumn〜                                                                             | 野洲文化ホール大ホール                                                                        |
| 11月15日 | ツアー                 | 神宿全国ツアー2019-2020”GRATEFUL TO YOU”（東京）※舁夫会限定                                                       | 六本木morph                                                                                   |
| 11月16日 | ツアー                 | 神宿全国ツアー2019-2020”GRATEFUL TO YOU”（兵庫）                                                                  | 神戸太陽と虎                                                                                  |
| 11月23日 | ワンマンライブ         | インストアイベントin プレ葉ウォーク浜北                                                                           | 静岡プレ葉ウォーク浜北 1階プレ葉コート                                                        |
| 11月24日 | ツアー                 | 神宿全国ツアー2019-2020”GRATEFUL TO YOU”（愛知）                                                                  | 名古屋ell.SIZE                                                                                |
| 11月30日 | 大特典会               | 神宿大特典会in新宿                                                                                                | ベルサール西新宿ROOM1                                                                         |
| 12月07日 | ワンマンライブ         | 【リリースイベント】ニューアルバム発売記念イベント                                                                | ららぽーと柏の葉 本館2Fセンタープラザ                                                         |
| 12月09日 | クリスマスイベント     | クリスマスツリー飾り付け会 & 1日店長イベント                                                                      | フジテレビショップ『フジさん』                                                                |
| 12月13日 | ツアー                 | 神宿全国ツアー2019-2020”GRATEFUL TO YOU”（神奈川）                                                                | 横浜F.A.D                                                                                     |
| 12月14日 | トークイベント         | 【リリースイベント】ニューアルバム発売記念イベント                                                                | タワーミニ汐留 汐留シオサイト 地下通路特設スペース                                            |
| 12月15日 | ツアー                 | 神宿全国ツアー2019-2020”GRATEFUL TO YOU”（静岡）                                                                  | 浜松FORCE                                                                                     |
| 12月21日 | ワンマンライブ         | 【リリースイベント】ニューアルバム発売記念イベント                                                                | イオンモールKYOTO Sakura館4F Kotoホール                                                       |
| 12月21日 | ツアー                 | 神宿全国ツアー2019-2020”GRATEFUL TO YOU”（京都）                                                                  | 京都MOJO                                                                                      |
| 12月22日 | ツアー                 | 神宿全国ツアー2019-2020”GRATEFUL TO YOU”（宮城）                                                                  | 仙台enn2nd                                                                                    |
| 12月24日 | トークイベント         | 神宿×フジさん ミンナデクリスマス                                                                                  | フジテレビ25F 球体展望室「はちたま」                                                          |
| 12月25日 | クリスマスライブ       | 神宿×フジさん ミンナデクリスマス                                                                                  | フジテレビ7F フジさんのヨコ                                                                   |
| 12月28日 | ツアー                 | 神宿全国ツアー2019-2020”GRATEFUL TO YOU”（熊本）                                                                  | 熊本B9 V2                                                                                     |
| 12月29日 | ワンマンライブ         | 【リリースイベント】ニューアルバム発売記念イベント                                                                | JR博多シティ 3Fスタジオテラス                                                                 |
| 12月29日 | ツアー                 | 神宿全国ツアー2019-2020”GRATEFUL TO YOU”（福岡）                                                                  | 福岡Drum son                                                                                  |

| 2020年   | 2020年                   | 2020年                                                                                           | 2020年                                                                       |
| 公演日   | 分類                     | 公演タイトル                                                                                     | 会場・放送局                                                                 |
| -------- | ------------------------ | ------------------------------------------------------------------------------------------------ | ---------------------------------------------------------------------------- |
| 01月03日 | 対バンライブ             | TOKYO IDOL PROJECT × @JAM ニューイヤープレミアムパーティー2020                                   | お台場・青海周辺エリア                                                       |
| 01月04日 | ツアー                   | 神宿全国ツアー2019-2020”GRATEFUL TO YOU”（長野）                                                 | 松本ALECX                                                                    |
| 01月05日 | ミニライブ＆特典会       | 【リリースイベント】ニューアルバム発売記念イベント                                               | なんばOCAT B1Fポンテ広場ウィングステージ                                     |
| 01月05日 | ツアー                   | 神宿全国ツアー2019-2020”GRATEFUL TO YOU”（大阪）                                                 | ESAKA MUSE                                                                   |
| 01月09日 | フェス                   | 江夏フェス2020冬                                                                                 | 渋谷O-EAST                                                                   |
| 01月11日 | ミニライブ＆特典会       | インストア ミニライブ&特典会                                                                     | イオンモール広島祇園1Fスマイルコート                                         |
| 01月11日 | ツアー                   | 神宿全国ツアー2019-2020”GRATEFUL TO YOU”（広島）                                                 | 広島BackBeat                                                                 |
| 01月13日 | ミニライブ＆特典会       | インストア 神宿ニューアルバム「kamiyado complete best 2018-2019」発売記念イベント                | アリオ上尾 屋外イベントステージ                                              |
| 01月13日 | ツアー                   | 神宿全国ツアー2019-2020”GRATEFUL TO YOU”（埼玉）                                                 | HEAVEN’S ROCK さいたま新都心 VJ-3                                            |
| 01月14日 | トーク＆特典会           | インストア 神宿ニューアルバム「kamiyado complete best 2018-2019」発売記念イベント                | タワーレコード渋谷店5Fイベントスペース                                       |
| 01月16日 | トーク＆特典会           | インストア 神宿ニューアルバム「kamiyado complete best 2018-2019」発売記念イベント                | タワーレコード新宿店7Fイベントスペース                                       |
| 01月17日 | ミニライブ＆特典会       | インストア 神宿ニューアルバム「kamiyado complete best 2018-2019」発売記念イベント                | お台場ヴィーナスフォート 2F教会広場                                          |
| 01月18日 | トーク＆特典会           | インストア 神宿ニューアルバム「kamiyado complete best 2018-2019」発売記念イベント                | タワーレコード金沢フォーラス店 店内イベントスペース                          |
| 01月19日 | ツアー                   | 神宿全国ツアー2019-2020”GRATEFUL TO YOU”（新潟）                                                 | 新潟CLUB RIVERST                                                             |
| 01月25日 | 大特典会                 | 神宿大特典会in西新宿                                                                             | ベルサール西新宿ROOM1                                                        |
| 01月26日 | ミニライブ＆ハイタッチ会 | 依存症の理解を深める啓発イベント in 福岡                                                         | 福岡三越ライオン広場                                                         |
| 01月30日 | ライブ配信               | music monster #34 神宿 (※一ノ瀬みか、塩見きら出演)                                               | FRESH LIVE                                                                   |
| 02月01日 | ツアー                   | 神宿全国ツアー2019-2020”GRATEFUL TO YOU”（北海道）                                               | 札幌SUSUKINO 810                                                             |
| 02月02日 | ミニライブ＆特典会       | インストア 神宿ニューアルバム「kamiyado complete best 2018-2019」発売記念イベント                | ラソラ札幌 Aタウン1F イベントコート                                          |
| 02月08日 | ツアー                   | 神宿全国ツアー2019-2020”GRATEFUL TO YOU”（滋賀）                                                 | 滋賀U☆STONE                                                                  |
| 02月09日 | ツアー                   | 神宿全国ツアー2019-2020”GRATEFUL TO YOU”（岡山）                                                 | 岡山CRAZYMAMA 2nd Room                                                       |
| 02月11日 | 大特典会                 | 神宿大特典会開催in西新宿                                                                         | ベルサール西新宿Room1                                                        |
| 02月16日 | ミニライブ＆特典会       | インストア 神宿ニューアルバム「kamiyado complete best 2018-2019」発売記念イベント                | サンエー那覇メインブレイス 1F 中央コート                                     |
| 02月16日 | ツアー                   | 神宿全国ツアー2019-2020”GRATEFUL TO YOU”（沖縄）                                                 | 桜坂セントラル                                                               |
| 02月28日 | ツアー                   | 神宿全国ツアー2019-2020”GRATEFUL TO YOU”（千葉）                                                 | 千葉ANGA                                                                     |
| 02月29日 | ツアー                   | 神宿全国ツアー2019-2020”GRATEFUL TO YOU”（栃木）                                                 | HEAVEN’S ROCK 宇都宮2/3 VJ-4                                                 |
| 03月01日 | ライブ配信               | 依存症の理解を深めるための普及啓発イベント                                                       | YouTube                                                                      |
| 03月07日 | 大特典会                 | 大特典会in大阪                                                                                   | TKPガーデンシティ心斎橋南船場 バンケット3A                                   |
| 03月14日 | 大特典会                 | 大特典会in名古屋                                                                                 | TKP名駅桜通口カンファレンスセンター ホール3A                                 |
| 03月15日 | ツアー                   | 神宿全国ツアー2019-2020”GRATEFUL TO YOU”番外編 1000円ライブ(※ハイタッチ会中止)                   | 名古屋ELL                                                                    |
| 03月21日 | 大特典会                 | 大特典会in福岡                                                                                   | TKP博多駅筑紫口ビジネスセンター701                                           |
| 03月22日 | ミニライブ他             | kamiyado 5th anniversary complete box完全生産限定盤購入者限定イベント（※中止）                   | タワーレコード渋谷店B1 CUTUP STUDIO                                          |
| 03月29日 | 大特典会                 | 大特典会in仙台（※中止）                                                                          | TKP仙台南町通カンファレンスセンター ホール8A                                 |
| 03月29日 | ライブ配信               | 神宿YouTubeライブリレー                                                                          | YouTube                                                                      |
| 03月30日 | ライブ配信               | 神宿チャリティーライブ"GRATEFUL TO CHIBA"                                                        | 千葉LOOK                                                                     |
| 04月03日 | ライブ配信               | 神宿全国ツアー2019-2020”GRATEFUL TO YOU”番外編 1000円ライブ（※無観客有料ライブ配信に変更)        | 新宿BLAZE                                                                    |
| 04月04日 | 大特典会                 | 神宿大特典会in渋谷（※中止）                                                                      | TKP渋谷カンファレンスセンター ホール3A                                       |
| 04月12日 | 生誕祭                   | 神宿 Mika Ichinose “20th Birthday Live”（※延期）                                                 | 恵比寿ザ・ガーデンホール                                                     |
| 04月12日 | ライブ配信               | 一ノ瀬みか20歳生誕記念YouTubeライブリレー                                                        | YouTube                                                                      |
| 04月18日 | ツアー                   | 神宿全国ツアー2019-2020”GRATEFUL TO YOU”番外編 1000円ライブ（※延期）                             | 梅田CLUB QUATTRO                                                             |
| 04月18日 | 配信                     | 在ルモノシラズリリース記念！神宿ライブストリーミングキャンペーン Day.1                           | YouTube                                                                      |
| 04月19日 | 配信                     | 在ルモノシラズリリース記念！神宿ライブストリーミングキャンペーン Day.2                           | YouTube                                                                      |
| 04月26日 | 大特典会                 | 神宿大特典会in西新宿（※中止）                                                                    | ベルサール西新宿Room 1                                                       |
| 04月29日 | ライブ配信               | 塩見きら加入1周年記念 YouTubeライブリレー                                                        | YouTube                                                                      |
| 05月02日 | ツアー                   | 神宿全国ツアー2019-2020”GRATEFUL TO YOU”ファイナルシリーズ 大阪（※延期）                         | なんばHatch                                                                  |
| 05月05日 | ツアー                   | 神宿全国ツアー2019-2020”GRATEFUL TO YOU”ファイナルシリーズ 神奈川（※延期）                       | KT Zepp Yokohama                                                             |
| 05月08日 | ライブ配信               | 神宿YouTubeライブ                                                                                | YouTube                                                                      |
| 05月24日 | ラジオ放送               | 神宿のトレジャーボトル                                                                           | サイマル放送サイト ほか                                                      |
| 05月25日 | ライブ配信               | 羽島めい生誕記念YouTubeライブリレー                                                              | YouTube                                                                      |
| 05月31日 | ラジオ放送               | 神宿のトレジャーボトル                                                                           | サイマル放送サイト ほか                                                      |
| 06月03日 | ライブ配信               | 羽島みき生誕記念YouTube生配信番組みーにゃんの部屋                                                | YouTube                                                                      |
| 06月09日 | ライブ配信               | 羽島家へおいでよ〜♫                                                                              | YouTube                                                                      |
| 06月24日 | ライブ配信               | ひなぷぅ Happy Birthday!配信                                                                     | Mix Channel                                                                  |
| 06月28日 | テレビ放送               | 5周年記念ワンマンライブ 神が宿る場所～君が君らしくあればいいのさ～アンコール放送                 | CSテレ朝チャンネル                                                           |
| 06月28日 | ライブ配信               | 神宿 Mika Ichinose “20th Birthday Live”（※再振替公演 有料無観客ライブ配信に変更)                 | ZAIKO                                                                        |
| 07月02日 | 動画配信                 | いきなり「冠」ツクル！～一緒に“番組”作ってみませんか？～ 第1公演                                 | PIA LIVE STREAM                                                              |
| 07月03日 | ツアー                   | 神宿全国ツアー2019-2020”GRATEFUL TO YOU”ファイナルシリーズ 神奈川（※振替公演）                   | KT Zepp Yokohama                                                             |
| 07月05日 | ライブ配信               | 神宿 ツアーファイナル合同打上げ 第1部：おうちでスペシャルライブ篇supported by Thumva             | Thumva                                                                       |
| 07月05日 | ライブ配信               | 神宿 ツアーファイナル合同打上げ 第2部：みんなでオンライン宴会篇supported by Thumva               | Thumva                                                                       |
| 07月22日 | ラジオ放送               | りゅうちぇると高見奈央のiDOL on-line !#10 (※羽島めい、羽島みき出演)                              | ShibuyaCross-FM                                                              |
| 07月28日 | ライブ配信               | Brush!! リリース直前！ カウントダウン生配信！！！                                                | YouTube                                                                      |
| 08月01日 | テレビ放送               | Eネ!～神宿の誉めごろし賛歌＆マヂカルラブリーの君に捧げるTV～                                     | テレビ東京                                                                   |
| 08月04日 | ツアー                   | 神宿 JAPAN TOUR 2020（※振替公演）                                                                | なんばHatch                                                                  |
| 08月04日 | ライブ配信               | 神宿 JAPAN TOUR 2020（※振替公演）                                                                | ZAIKO                                                                        |
| 08月05日 | ツアー                   | 神宿 JAPAN TOUR 2020（※舁夫会限定公演）                                                          | 名古屋CLUB QUATTRO                                                           |
| 08月05日 | ラジオ放送               | コメントオンエア（※羽島みき出演）                                                                | e-radio(FM滋賀) キャッチ！                                                   |
| 08月07日 | ラジオ放送               | コメントオンエア（※羽島みき出演）                                                                | e-radio(FM滋賀) MUSIC BREAK                                                  |
| 08月08日 | ツアー                   | 神宿 JAPAN TOUR 2020                                                                             | 札幌ペニーレーン24                                                           |
| 08月08日 | ライブ配信               | 神宿 JAPAN TOUR 2020                                                                             | ZAIKO                                                                        |
| 08月09日 | ツアー                   | 神宿 JAPAN TOUR 2020（※舁夫会限定公演）                                                          | 札幌SPiCE cube garden (会場変更)                                             |
| 08月10日 | フェス                   | 六本木アイドルフェスティバル2020 Vol.3                                                           | EX THEATER ROPPONGI                                                          |
| 08月10日 | ライブ配信               | 六本木アイドルフェスティバル2020 Vol.3                                                           | EX THEATER ONLINE                                                            |
| 08月11日 | ツアー                   | 神宿 JAPAN TOUR 2020                                                                             | 渋谷 duo MUSIC EXCHANGE TSUTAYA O-EAST（※会場変更）                          |
| 08月11日 | ライブ配信               | 神宿 JAPAN TOUR 2020                                                                             | ZAIKO                                                                        |
| 08月13日 | ツアー                   | 神宿 JAPAN TOUR 2020（※延期）                                                                    | 名古屋 BOTTOM LINE                                                           |
| 08月14日 | ライブ配信               | 神宿 JAPAN TOUR 2020（※昼 無観客生配信に変更）                                                   | 梅田CLUB QUATTRO ZAIKO                                                       |
| 08月14日 | ツアー                   | 神宿 JAPAN TOUR 2020（※夜 舁夫会限定公演）                                                       | 梅田CLUB QUATTRO                                                             |
| 08月17日 | ツアー                   | 神宿 JAPAN TOUR 2020（※舁夫会限定公演）                                                          | 渋谷CLUB QUATTRO                                                             |
| 08月20日 | ツアー                   | 神宿 JAPAN TOUR 2020                                                                             | 仙台darwin 仙台Rensa（※会場変更）                                            |
| 08月20日 | ライブ配信               | 神宿 JAPAN TOUR 2020                                                                             | ZAIKO                                                                        |
| 08月21日 | ツアー                   | 神宿 JAPAN TOUR 2020                                                                             | 新潟GOLDEN PIGS RED                                                          |
| 08月26日 | ツアー                   | 神宿 JAPAN TOUR 2020                                                                             | 福岡DRUM LOGOS                                                               |
| 08月26日 | ライブ配信               | 神宿 JAPAN TOUR 2020                                                                             | ZAIKO                                                                        |
| 08月27日 | ツアー                   | 神宿 JAPAN TOUR 2020（※舁夫会限定公演）                                                          | 福岡DRUM SON 福岡DRUM Be-1 (※会場変更)                                       |
| 08月28日 | ツアー                   | 神宿 JAPAN TOUR 2020                                                                             | 広島CLUB QUATTRO                                                             |
| 08月28日 | ライブ配信               | 神宿 JAPAN TOUR 2020                                                                             | ZAIKO                                                                        |
| 08月30日 | ライブ配信               | 神宿JAPANTOUR打ち合わせ企画 YouTubeライブリレー                                                  | YouTube                                                                      |
| 08月31日 | ライブ配信               | 神宿JAPANTOUR打ち合わせ企画 YouTubeライブリレー                                                  | YouTube                                                                      |
| 09月05日 | ホールツアー             | 神宿 HALL TOUR 2020                                                                              | 静岡文化会館大ホール                                                         |
| 09月05日 | ライブ配信               | 神宿 HALL TOUR 2020                                                                              | ZAIKO                                                                        |
| 09月06日 | ホールツアー             | 神宿 HALL TOUR 2020                                                                              | 神戸こくさいホール                                                           |
| 09月06日 | ライブ配信               | 神宿 HALL TOUR 2020                                                                              | ZAIKO                                                                        |
| 09月06日 | ラジオ放送               | うむラジ（※小山ひな出演）                                                                        | TOKYO FM ほかJFN38局ネット                                                   |
| 09月13日 | ホールツアー             | 神宿 HALL TOUR 2020                                                                              | パシフィコ横浜国立大ホール                                                   |
| 09月13日 | ライブ配信               | 神宿 HALL TOUR 2020                                                                              | ZAIKO                                                                        |
| 09月13日 | ラジオ放送               | うむラジ（※小山ひな出演）                                                                        | TOKYO FM ほかJFN38局ネット                                                   |
| 09月19日 | トーク&ライブ            | 神宿ホールツアー打ち上げ企画 “トーク&ライブ” （※昼の部 舁夫会限定公演 ※夜の部 一般公演）         | 恵比寿LIQUIDROOM                                                             |
| 09月19日 | ライブ配信               | 神宿ホールツアー打ち上げ企画 “トーク&ライブ” 夜の部                                              | ZAIKO                                                                        |
| 09月20日 | ライブ配信               | 神宿HALLTOUR打ち上げ企画YouTubeライブ【羽島姉妹】                                                | YouTube                                                                      |
| 09月20日 | ラジオ放送               | うむラジ（※小山ひな出演）                                                                        | TOKYO FM ほかJFN38局ネット                                                   |
| 09月28日 | ライブ配信               | 神宿6周年記念YouTubeライブ                                                                       | YouTube                                                                      |
| 09月29日 | ライブ配信               | THE LIFE OF IDOL リリース記念 YouTubeライブ                                                      | YouTube                                                                      |
| 10月03日 | ワンマンライブ           | Autumn Tour 前哨戦 1000円ライブ                                                                  | duo MUSIC EXCHANGE                                                           |
| 10月10日 | ツアー                   | KAMIYADO Autumn Tour 2020 また君に会える (大阪) （※昼の部 舁夫会限定公演 ※夜の部 一般公演）      | ESAKA MUSE                                                                   |
| 10月11日 | ツアー                   | KAMIYADO Autumn Tour 2020 また君に会える (名古屋)（※昼の部 舁夫会限定公演 ※夜の部 一般公演）     | ダイアモンドホール                                                           |
| 10月17日 | ツアー                   | KAMIYADO Autumn Tour 2020 また君に会える (福岡) （※昼の部 舁夫会限定公演 ※夜の部 一般公演）      | 福岡 DRUM SON                                                                |
| 10月18日 | ツアー                   | KAMIYADO Autumn Tour 2020 また君に会える (福岡) （※昼の部 舁夫会限定公演 ※夜の部 一般公演）      | 福岡 DRUM LOGOS                                                              |
| 10月19日 | ラジオ放送               | 月9Ka!（※羽島めい、羽島みき出演）                                                                | 北海道FM NORTHWAVE                                                           |
| 10月21日 | ライブ＆特典会           | 神宿「THE LIFE OF IDOL」発売記念イベント                                                         | BATUR TOKYO                                                                  |
| 10月22日 | トーク＆特典会           | 神宿「THE LIFE OF IDOL」発売記念イベント（※一ノ瀬みか、小山ひな出演）                            | タワーレコード渋谷店B1F CUTUP STUDIO                                         |
| 10月23日 | トーク＆特典会           | 神宿「THE LIFE OF IDOL」発売記念イベント（※羽島めい、羽島みき出演）                              | ヴィレッジヴァンガード渋谷本店 B2店内イベントスペース                        |
| 10月23日 | テレビ放送               | バズリズム02                                                                                     | 日本テレビ系                                                                 |
| 10月24日 | ツアー                   | KAMIYADO Autumn Tour 2020 また君に会える (名古屋)                                                | BOTTOM LINE                                                                  |
| 10月25日 | ツアー                   | KAMIYADO Autumn Tour 2020 また君に会える (大阪) （※昼の部 舁夫会限定公演 ※夜の部 一般公演）      | ESAKA MUSE                                                                   |
| 10月26日 | トーク&特典会            | 神宿「THE LIFE OF IDOL」発売記念イベント                                                         | ヨドバシカメラ マルチメディア梅田 B2F ヨドバシホール                         |
| 10月31日 | ツアー                   | KAMIYADO Autumn Tour 2020 また君に会える (東京) （※昼の部 舁夫会限定公演 ※夜の部 一般公演）      | 渋谷ストリームホール                                                         |
| 10月31日 | テレビ放送               | N-18 凸（25時45分～）                                                                            | 石川テレビ                                                                   |
| 11月01日 | ツアー                   | KAMIYADO Autumn Tour 2020 また君に会える (東京) （※昼の部 舁夫会限定公演 ※夜の部 一般公演）      | KANDA SQUARE HALL                                                            |
| 11月01日 | ラジオ放送               | musica lab（羽島めい、羽島みき出演）                                                             | 北海道HBCラジオ                                                              |
| 11月01日 | テレビ放送               | 関ジャム 完全燃SHOW（※一ノ瀬みか）                                                               | テレビ朝日                                                                   |
| 11月03日 | トーク&特典会            | 神宿「THE LIFE OF IDOL」発売記念イベント（※1部 羽島めい・羽島みき 2部 一ノ瀬みか・羽島めい出演） | ヴィレッジヴァンガード+PLUS（イオンレイクタウンmori）店 店内イベントスペース |
| 11月04日 | ラジオ放送               | ちょすなび                                                                                       | 北海道HBCラジオ                                                              |
| 11月04日 | テレビ放送               | N-18 凸（再放送25時29分～）                                                                      | 石川テレビ                                                                   |
| 11月06日 | 生誕祭                   | Kira's 22nd Birthday Live ~ここが私の生きる場所~ in 豊洲PIT                                      | 豊洲PIT                                                                      |
| 11月06日 | ライブ配信               | Kira's 22nd Birthday Live ~ここが私の生きる場所~ in 豊洲PIT                                      | ZAIKO                                                                        |
| 11月07日 | トーク&特典会            | 神宿「THE LIFE OF IDOL」発売記念イベント                                                         | ノルベサ3Fイベントスペース（北海道札幌市）                                   |
| 11月08日 | ツアー                   | KAMIYADO Autumn Tour 2020 また君に会える (札幌) （※昼の部 舁夫会限定公演 ※夜の部 一般公演）      | cube garden                                                                  |
| 11月09日 | テレビ放送               | ローモバアイドルチャレンジTV（※羽島めい、羽島みき出演）                                          | 千葉テレビ放送                                                               |
| 11月11日 | ラジオ放送               | GENZ（ジェネジー）                                                                               | 名古屋FM ZIP-FM                                                              |
| 11月13日 | トーク&特典会            | 神宿「THE LIFE OF IDOL」発売記念イベント（※一ノ瀬みか、羽島めい出演）                            | タワーレコード池袋店 5Fイベントスペース                                      |
| 11月14日 | ツアー                   | KAMIYADO Autumn Tour 2020 また君に会える (埼玉) （※昼の部 舁夫会限定公演 ※夜の部 一般公演）      | HEAVEN'S ROCKさいたま新都心VJ-3                                              |
| 11月15日 | ツアー                   | KAMIYADO Autumn Tour 2020 また君に会える (東京) ツアーファイナル                                 | EX THEATER ROPPONGI                                                          |
| 11月15日 | ライブ配信               | KAMIYADO Autumn Tour 2020 また君に会える (東京) ツアーファイナル                                 | ZAIKO                                                                        |
| 11月16日 | ラジオ放送               | Nutty Radio Show THE魂（※羽島めい出演）                                                          | 埼玉 FM NACK5                                                                |
| 11月18日 | ラジオ放送               | Got Emo?（※羽島みき出演）                                                                        | 仙台 Date FM                                                                 |
| 11月23日 | ―                        | 神宿「THE LIFE OF IDOL」発売記念イベント（※中止）                                                | ―                                                                            |
| 11月23日 | テレビ放送               | ローモバアイドルチャレンジTV（※羽島めい、羽島みき出演）                                          | 千葉テレビ放送                                                               |
| 11月26日 | ワンマンライブ           | 神宿Autumn tour感謝祭 第1部-1000円ライブ-                                                        | 1000CLUB                                                                     |
| 11月26日 | ワンマンライブ           | 神宿Autumn tour感謝祭 第2部【kamiyado〜Go to Taiwan Special Live〜supported by zaiko】           | 1000CLUB                                                                     |
| 11月26日 | ライブ配信               | 神宿Autumn tour感謝祭 第2部【kamiyado〜Go to Taiwan Special Live〜supported by zaiko】           | ZAIKO                                                                        |
| 11月27日 | トーク&特典会            | 神宿「THE LIFE OF IDOL」発売記念イベント（東京）                                                 | タワーレコード錦糸町パルコ店 店内イベントスペース                            |
| 11月28日 | トーク&特典会            | 神宿「THE LIFE OF IDOL」発売記念イベント（静岡）                                                 | プレ葉ウォーク浜北 噴水広場                                                  |
| 11月28日 | ワンマンライブ           | Road to ZeppTour1000円ライブ（静岡）                                                             | SOUND SHOWER ark清水                                                         |
| 11月29日 | トーク&特典会            | 神宿「THE LIFE OF IDOL」発売記念イベント（名古屋）                                               | 新星堂アスナル金山 店内イベントスペース                                      |
| 11月29日 | ワンマンライブ           | Road to ZeppTour1000円ライブ（名古屋）                                                           | 今池3STAR                                                                    |
| 12月03日 | グッズ販売               | 『神宿カレンダー2021.4-2022.3』発売記念インストアイベント                                        | SHIBUYA TSUTAYA 8Fイベントスペース                                           |
| 12月05日 | トーク&特典会            | 神宿「THE LIFE OF IDOL」発売記念イベント（※羽島めい、羽島みき、小山ひな出演）                    | タワーレコード ららぽーと立川立飛店                                          |
| 12月06日 | トーク&特典会            | 神宿「THE LIFE OF IDOL」発売記念イベント（※一ノ瀬みか、塩見きら出演）                            | SHIBUYA TSUTAYA                                                              |
| 12月07日 | テレビ放送               | ローモバアイドルチャレンジTV（※羽島めい、羽島みき出演）                                          | 千葉テレビ放送                                                               |
| 12月11日 | トーク&特典会            | 神宿「THE LIFE OF IDOL」発売記念イベント（※一ノ瀬みか、小山ひな出演）                            | TOWERminiダイバーシティ東京プラザ店 店内イベントスペース                     |
| 12月12日 | トーク&特典会            | 神宿「THE LIFE OF IDOL」発売記念イベント（※羽島めい、羽島みき出演）                              | イオンレイクタウンmori 木の広場                                              |
| 12月12日 | 特典会                   | 舁夫会限定ゲリラ特典会                                                                           | TKP神田ビジネスセンター(ホール401)                                           |
| 12月13日 | ワンマンライブ           | KAMIYADO Zepp Tour 前哨戦ライブ（※1部:女性限定、2部:男性限定）                                   | WWW-X                                                                        |
| 12月14日 | テレビ放送               | ローモバアイドルチャレンジTV（※羽島めい、羽島みき出演）                                          | 千葉テレビ放送                                                               |
| 12月18日 | ミニライブ＆特典会       | 神宿「THE LIFE OF IDOL」発売記念イベント(福岡)                                                   | キャナルシティ博多 サンプラザステージ                                        |
| 12月19日 | ツアー                   | KAMIYADO Zepp Tour 2020-2021 Bloom of Life（福岡）                                               | Zepp Fukuoka                                                                 |
| 12月20日 | ツアー                   | KAMIYADO Zepp Tour 2020-2021 Bloom of Life（大阪）                                               | Zepp Osaka Bayside                                                           |
| 12月21日 | トーク&特典会            | 神宿「THE LIFE OF IDOL」発売記念イベント（※羽島めい、羽島みき出演）                              | HMV&BOOKS SHINSAIBASHI                                                       |
| 12月24日 | 特典会                   | 神宿 Xmas & Year End Party 2020 DAY1（大阪）                                                     | TKP大阪梅田駅前ビジネスセンター(ホール3A)                                    |
| 12月25日 | ワンマンライブ           | 神宿 Xmas & Year End Party 2020 DAY2（名古屋）                                                   | 名古屋ボトムライン                                                           |
| 12月26日 | ミニライブ&特典会        | 神宿「THE LIFE OF IDOL」発売記念イベント（埼玉）                                                 | イオンレイクタウンkaze 光の広場                                              |
| 12月26日 | 特典会                   | 神宿 Xmas & Year End Party 2020 DAY3（東京）                                                     | TKP神田ビジネスセンター(4F)                                                  |
| 12月27日 | ワンマンライブ           | 神宿 Xmas & Year End Party 2020 DAY4（1部:舁夫会限定ライブ、2部:年末大感謝祭ライブ）             | 渋谷CLUB QUATTRO                                                             |

| 2021年   | 2021年             | 2021年                                                                       | 2021年                                                                                |
| 公演日   | 分類               | 公演タイトル                                                                 | 会場・放送局                                                                          |
| -------- | ------------------ | ---------------------------------------------------------------------------- | ------------------------------------------------------------------------------------- |
| 01月08日 | ツアー             | KAMIYADO Zepp Tour 2020-2021 Bloom of Life                                   | Zepp Tokyo                                                                            |
| 01月09日 | 大特典会           | 神宿大特典会                                                                 | TKP神田ビジネスセンター(4F)                                                           |
| 01月16日 | 大特典会           | 神宿大特典会                                                                 | TKP名古屋栄カンファレンスセンター(7G)                                                 |
| 01月16日 | トーク＆特典会     | 神宿「THE LIFE OF IDOL」発売記念イベント                                     | 静岡・プレ葉ウォーク浜北プレ葉コート                                                  |
| 01月17日 | ワンマンライブ     | 神宿1000円ライブin名古屋                                                     | 名古屋ボトムライン                                                                    |
| 01月22日 | 大特典会           | 神宿大特典会                                                                 | TKP神田ビジネスセンター(4F)                                                           |
| 01月23日 | ツアー             | KMIYADO KANSAI TOUR 2021                                                     | 京都MUSE                                                                              |
| 01月24日 | ツアー             | KMIYADO KANSAI TOUR 2021                                                     | 奈良EVANS CASTLE HALL                                                                 |
| 01月28日 | ツアー             | KAMIYADO Zepp Tour 2020-2021 Bloom of Life                                   | KT Zepp Yokohama                                                                      |
| 01月30日 | ツアー             | KMIYADO KANSAI TOUR 2021                                                     | 神戸Harbor Studio                                                                     |
| 01月31日 | ツアー             | KMIYADO KANSAI TOUR 2021                                                     | 和歌山 CLUB GATE                                                                      |
| 02月02日 | テレビ放送         | Artist#18File                                                                | TOKYO MX                                                                              |
| 02月06日 | ツアー             | KMIYADO KANSAI TOUR 2021                                                     | 滋賀U☆STONE                                                                           |
| 02月07日 | ツアー             | KMIYADO KANSAI TOUR 2021                                                     | 大阪STUDIO PARTITA                                                                    |
| 02月09日 | テレビ放送         | Artist#18File                                                                | TOKYO MX                                                                              |
| 02月11日 | ツアー             | KAMIYADO Zepp Tour 2020-2021 Bloom of Life                                   | ＠Zepp Sapporo                                                                        |
| 02月13日 | 特典会             | 神宿関西ツアー感謝祭 day.1                                                   | TKP大阪梅田駅前ビジネスセンター ホール3A                                              |
| 02月14日 | ワンマンライブ     | 神宿関西ツアー感謝祭 day.2                                                   | LIVE HOUSE Anima                                                                      |
| 02月16日 | テレビ放送         | Artist#18File                                                                | TOKYO MX                                                                              |
| 02月17日 | ツアー             | KAMIYADO Zepp Tour 2020-2021 Bloom of Life                                   | Zepp Nagoya                                                                           |
| 02月20日 | 特典会             | 神宿特典会                                                                   | TKPガーデンシティ渋谷                                                                 |
| 02月21日 | 特典会             | 神宿特典会                                                                   | TKPガーデンシティ渋谷                                                                 |
| 02月23日 | ツアー             | KAMIYADO Zepp Tour 2020-2021 Bloom of Life                                   | Zepp DiverCity                                                                        |
| 02月23日 | テレビ放送         | Artist#18File                                                                | TOKYO MX                                                                              |
| 02月27日 | ワンマンライブ     | 神宿Zepp Tour感謝祭                                                          | 渋谷WWW X                                                                             |
| 02月28日 | ミニライブ         | 神宿「kamiyado 5th anniversary complete box」購入者対象イベント振替公演      | タワーレコード渋谷店 B1F「CUTUP STUDIO」                                              |
| 03月13日 | 大特典会           | 神宿大特典会ツアー                                                           | チサンホテル神戸 (3F 六甲)                                                            |
| 03月19日 | ワンマンライブ     | 神宿1000円ライブ / KAMIYADO color change                                     | 1000CLUB                                                                              |
| 03月21日 | 大特典会           | 神宿大特典会ツアー                                                           | TKPガーデンシティプレミアム仙台西口(カンファレンスルーム7G)                           |
| 03月23日 | ライブ配信         | ライブナタリー Presents 『おもカワ ～アイドル大喜利タッグトーナメント～』    | ライブナタリー                                                                        |
| 03月25日 | オンライントーク   | ローリングストーン誌とWithLIVEのコラボ企画”ネクストブレイクアイドル”掲載記念 | WithLIVE                                                                              |
| 03月28日 | ワンマンライブ     | KAMIYADO リクエストアワー 2021                                               | 下北沢シャングリラ                                                                    |
| 03月28日 | ワンマンライブ     | KAMIYADO THIS IS THE DREAM TOUR 前哨戦!!                                     | 下北沢シャングリラ                                                                    |
| 04月03日 | ツアー             | KAMIYADO THIS IS THE DREAM TOUR                                              | 名古屋 DIAMOND HALL                                                                   |
| 04月04日 | ツアー             | KAMIYADO THIS IS THE DREAM TOUR                                              | 名古屋 DIAMOND HALL                                                                   |
| 04月09日 | ツアー             | KAMIYADO THIS IS THE DREAM TOUR                                              | 京都FANJ                                                                              |
| 04月10日 | ツアー             | KAMIYADO THIS IS THE DREAM TOUR                                              | EVANS CASTLE HALL                                                                     |
| 04月12日 | ワンマンライブ     | MIKa Ichinose "21st Birthday Live"                                           | 恵比寿ガーデンホール                                                                  |
| 04月17日 | ツアー             | KAMIYADO THIS IS THE DREAM TOUR                                              | livehouse iMAGE                                                                       |
| 04月18日 | ツアー             | KAMIYADO THIS IS THE DREAM TOUR                                              | 広島 SECOND CRUTCH                                                                    |
| 04月24日 | ツアー             | KAMIYADO THIS IS THE DREAM TOUR                                              | HEAVEN'S ROCK 宇都宮 VJ-2                                                             |
| 04月25日 | ツアー             | KAMIYADO THIS IS THE DREAM TOUR                                              | 新横浜 NEW SIDE BEACH!!                                                               |
| 04月29日 | ワンマンライブ     | 神が宿る場所～ここが私の生きる場所～ KAMIYADO 2ND ANNIVERSARY LIVE           | LINE CUBE SHIBUYA                                                                     |
| 05月01日 | ツアー             | KAMIYADO THIS IS THE DREAM TOUR                                              | なんばhatch                                                                           |
| 05月02日 | ツアー             | KAMIYADO THIS IS THE DREAM TOUR                                              | なんばhatch                                                                           |
| 05月04日 | ツアー             | KAMIYADO THIS IS THE DREAM TOUR                                              | 熊本B.9 V1                                                                            |
| 05月05日 | ツアー             | KAMIYADO THIS IS THE DREAM TOUR                                              | 福岡DRUM LOGOS                                                                        |
| 05月07日 | ツーマンライブ     | 神が宿る場所～神宿×かみやど 2マンライブ～                                    | Zepp Tokyo                                                                            |
| 05月09日 | ツアー             | KAMIYADO THIS IS THE DREAM TOUR                                              | SOUND SHOWER ark                                                                      |
| 05月15日 | ツアー             | KAMIYADO THIS IS THE DREAM TOUR                                              | cube garden                                                                           |
| 05月22日 | ツアー             | KAMIYADO THIS IS THE DREAM TOUR                                              | 高崎clubFLEEZ                                                                         |
| 05月30日 | ツアー             | KAMIYADO THIS IS THE DREAM TOUR                                              | 松山サロンキティ                                                                      |
| 06月03日 | ワンマンライブ     | MIKI HASHIMA "25th Birthday Live"                                            | duo MUSIC EXCHANGE                                                                    |
| 06月05日 | ツアー             | KAMIYADO THIS IS THE DREAM TOUR                                              | HEAVEN'S ROCK さいたま新都心VJ-3                                                      |
| 06月06日 | ツアー             | KAMIYADO THIS IS THE DREAM TOUR                                              | 水戸LIGHT HOUSE                                                                       |
| 06月12日 | ツアー             | KAMIYADO THIS IS THE DREAM TOUR                                              | 高松MONSTER                                                                           |
| 06月13日 | ツアー             | KAMIYADO THIS IS THE DREAM TOUR                                              | 柏PALOOZA                                                                             |
| 06月18日 | 特典会             | 神宿特典会                                                                   | TKP新宿西口カンファレンスセンター                                                     |
| 06月19日 | ツアー             | KAMIYADO THIS IS THE DREAM TOUR                                              | club SONIC iwaki                                                                      |
| 06月20日 | ツアー             | KAMIYADO THIS IS THE DREAM TOUR                                              | 仙台darwin                                                                            |
| 06月24日 | ワンマンライブ     | ♡ひなちゃんのお誕生日会♡                                                     | TSUTAYA O-EAST                                                                        |
| 06月25日 | 特典会             | 神宿特典会                                                                   | 新宿モノリスカンファレンスセンター                                                    |
| 06月26日 | ツアー             | KAMIYADO THIS IS THE DREAM TOUR                                              | 柳都SHOW CASE!!                                                                       |
| 06月27日 | ツアー             | KAMIYADO THIS IS THE DREAM TOUR                                              | 長野 LIVE HOUSE J                                                                     |
| 07月04日 | ツアー             | KAMIYADO THIS IS THE DREAM TOUR                                              | 桜坂セントラル                                                                        |
| 07月17日 | 特典会             | 神宿 Summer Trip 2021:YOU ARE KAMIYADO                                       | チサンホテル神戸 六甲(3F)                                                             |
| 07月18日 | 特典会             | 神宿 Summer Trip 2021:YOU ARE KAMIYADO                                       | TKPガーデンシティ京都「橘」                                                           |
| 07月23日 | 特典会             | 神宿 Summer Trip 2021:YOU ARE KAMIYADO                                       | TKPガーデンシティ渋谷 ホールB                                                         |
| 07月24日 | 特典会             | 神宿 Summer Trip 2021:YOU ARE KAMIYADO                                       | TKP横浜駅西口カンファレンスセンター ホールA                                           |
| 07月25日 | 特典会             | 神宿 Summer Trip 2021:YOU ARE KAMIYADO                                       | CSA貸会議室 5-D (5F)                                                                  |
| 08月01日 | 特典会             | 神宿 Summer Trip 2021:YOU ARE KAMIYADO                                       | TKPガーデンシティPREMIUM名古屋新幹線口 バンケットルーム4A                             |
| 08月02日 | ツアー             | KAMIYADO THIS IS THE DREAM TOUR 追加公演                                     | 梅田クラブクアトロ                                                                    |
| 08月02日 | 特典会             | 神宿 Summer Trip 2021:YOU ARE KAMIYADO                                       | 梅田クラブクアトロ                                                                    |
| 08月07日 | 特典会             | 神宿 THIS IS THE DREAM TOUR アフターパーティー                               | THE BEACH(神奈川)                                                                     |
| 08月08日 | 特典会             | 神宿 Summer Trip 2021:YOU ARE KAMIYADO                                       | TKP東京駅日本橋カンファレンスセンター ホール4B                                        |
| 08月10日 | ライブ＆特典会     | 神宿 Summer Trip 2021:YOU ARE KAMIYADO                                       | 名古屋 DIAMOND HALL                                                                   |
| 08月13日 | ライブ＆特典会     | 神宿 Summer Trip 2021:YOU ARE KAMIYADO                                       | Zepp Tokyo                                                                            |
| 08月14日 | 特典会             | 神宿 Summer Trip 2021:YOU ARE KAMIYADO                                       | TKP札幌駅カンファレンスセンター ホール2B                                              |
| 08月15日 | 特典会             | 神宿 Summer Trip 2021:YOU ARE KAMIYADO                                       | TKP仙台西口ビジネスセンター(3F) カンファレンスルーム3A                                |
| 08月21日 | 特典会             | 神宿 Summer Trip 2021:YOU ARE KAMIYADO                                       | TKP広島本通駅前カンファレンスセンター ホール3D                                        |
| 08月22日 | ライブ＆特典会     | 神宿 Summer Trip 2021:YOU ARE KAMIYADO                                       | 福岡DRUM LOGOS                                                                        |
| 08月24日 | ミニライブ＆特典会 | 神宿 アルバム『THE LIFE OF GIRLS』リリース記念イベント                       | タワーレコード渋谷店B1F CUTUP STUDIO                                                  |
| 08月25日 | ミニライブ＆特典会 | 神宿 アルバム『THE LIFE OF GIRLS』リリース記念イベント                       | MAG's PARK                                                                            |
| 08月26日 | ミニライブ＆特典会 | 神宿 アルバム『THE LIFE OF GIRLS』リリース記念イベント                       | BATUR TOKYO                                                                           |
| 08月27日 | トーク＆特典会     | 神宿 アルバム『THE LIFE OF GIRLS』リリース記念イベント                       | パセラリゾーツ新宿本店 6階グレースバリ                                                |
| 08月28日 | フェス             | iDOL on-line SUPER SUMMER FESTIVAL 2021 ～Ryuchell side～                    | Zepp Haneda                                                                           |
| 08月28日 | 物販＆特典会       | BUBKA BRODYイベント                                                          | 高田馬場BSホール                                                                      |
| 08月30日 | トーク＆特典会     | 神宿 アルバム『THE LIFE OF GIRLS』リリース記念イベント                       | ヨドバシカメラ マルチメディア梅田 B2F ヨドバシホール                                  |
| 08月31日 | ライブ＆特典会     | 神宿 Summer Trip 2021:YOU ARE KAMIYADO                                       | BIGCAT                                                                                |
| 09月04日 | ミニライブ&特典会  | 神宿 アルバム『THE LIFE OF GIRLS』リリース記念イベント                       | 三井アウトレットパーク多摩南大沢 ファクトリーアウトレッツB街区 フェスティバルステージ |
| 09月05日 | トーク&特典会      | 神宿 7th Anniversary Live:WE ARE KAMIYADO ぴあアリーナMM公演記念イベント     | タワーレコード錦糸町パルコ店 店内イベントスペース                                     |
| 09月12日 | トーク&特典会      | 神宿 7th Anniversary Live:WE ARE KAMIYADO ぴあアリーナMM公演記念イベント     | デックス東京ビーチ３Fシーサイドデッキ                                                 |
| 09月17日 | 物販＆特典会       | 神宿 7th Anniversary Live:WE ARE KAMIYADO ぴあアリーナMM公演記念イベント     | TKP新宿カンファレンスセンター                                                         |
| 09月20日 | ミニライブ&特典会  | 神宿 7th Anniversary Live:WE ARE KAMIYADO ぴあアリーナMM公演記念イベント     | ららぽーと立川立飛 2Fイベント広場                                                     |
| 09月22日 | ミニライブ&特典会  | 神宿 7th Anniversary Live:WE ARE KAMIYADO ぴあアリーナMM公演記念イベント     | MAG’s PARK                                                                            |
| 09月23日 | ミニライブ&特典会  | 神宿 7th Anniversary Live:WE ARE KAMIYADO ぴあアリーナMM公演記念イベント     | 町田ターミナルプラザ市民広場                                                          |
| 09月26日 | ワンマンライブ     | 神宿 7th Anniversary Live：WE ARE KAMIYADO                                   | ぴあアリーナMM                                                                        |

| 2022年   | 2022年               | 2022年                                                                                           | 2022年                                                                   |
| 公演日   | 分類                 | 公演タイトル                                                                                     | 会場                                                                     |
| -------- | -------------------- | ------------------------------------------------------------------------------------------------ | ------------------------------------------------------------------------ |
| 01月08日 | 特典会               | 神宿 2022 HAPPY NEW YEAR@東京                                                                    | TIME SHARING 五反田                                                      |
| 01月09日 | 特典会               | 神宿 2022 HAPPY NEW YEAR@名古屋                                                                  | アルベホール名古屋                                                       |
| 01月09日 | トーク&特典会        | 2022HAPPY NEW YEAR トーク＆特典会                                                                | ヴィレッジヴァンガード名古屋パルコ店 店内イベントスペース                |
| 01月10日 | 特典会               | 神宿 2022 HAPPY NEW YEAR@大阪                                                                    | エブリグランデ新大阪                                                     |
| 01月10日 | トーク＆特典会       | 2022HAPPY NEW YEAR トーク＆特典会                                                                | タワーレコード難波店 6F店内イベントスペース                              |
| 01月14日 | オンラインイベント   | 神宿オンライン特典会                                                                             | YouTube公式チャンネル                                                    |
| 01月15日 | 特別イベント         | クラウドファンディング特典DVD試写会                                                              |                                                                          |
| 01月15日 | 特典会               | 神宿 2022 HAPPY NEW YEAR@東京                                                                    | 池袋hoteyes                                                              |
| 01月16日 | トーク＆特典会       | 神宿 2022HAPPY NEW YEAR トーク＆特典会                                                           | ヴィレッジヴァンガード渋谷本店 店内イベントスペース                      |
| 01月16日 | 特典会               | 神宿 2022 HAPPY NEW YEAR@東京                                                                    | TIME SHARING 新宿5A                                                      |
| 01月22日 | 特典会               | 神宿 2022 HAPPY NEW YEAR@東京                                                                    | SPACEMARKETシェアスペース                                                |
| 01月23日 | 特典会               | 神宿 2022 HAPPY NEW YEAR@横浜                                                                    | haishop cafe                                                             |
| 01月27日 | ミニライブ＆特典会   | 神宿 RESTART LIVE in 池袋・サンシャインシティ 噴水広場                                           | 池袋サンシャインシティ 噴水広場                                          |
| 01月29日 | ミニライブ＆特典会   | 神宿 2022HAPPY NEW YEAR ミニライブ＆特典会                                                       | ダイバーシティ東京 プラザ フェスティバル広場                             |
| 01月30日 | 特典会               | 神宿 2022 HAPPY NEW YEAR@東京                                                                    | flatto日本橋                                                             |
| 01月30日 | ミニライブ＆特典会   | 神宿 2022HAPPY NEW YEAR ミニライブ＆特典会                                                       | デックス東京ビーチ３Fシーサイドデッキ                                    |
| 02月05日 | 特典会               | 立春！お楽しみ特典会@代々木                                                                      | TIME SHARING ビズ代々木                                                  |
| 02月06日 | 特典会               | 立春！お楽しみ特典会@渋谷                                                                        | TIME SHARING 渋谷ワールド宇田川ビル                                      |
| 02月11日 | 大特典会             | 神宿 バレンタイン大特典会@新宿                                                                   | スタジオスペース新宿御苑                                                 |
| 02月12日 | 大特典会             | 神宿 バレンタイン大特典会@ 大阪                                                                  | 新大阪丸ビル新館5F 509                                                   |
| 02月13日 | 大特典会             | 神宿 バレンタイン大特典会@ 名古屋                                                                | LDK覚王山                                                                |
| 02月14日 | ワンマンライブ       | 神宿 1,000円ライブ&VALENTINE LIVE2022                                                            | 1000CLUB                                                                 |
| 02月19日 | フェス               | よかもんフェス2022もうすぐ春ですね2DAYS                                                          | DRUM LOGOS                                                               |
| 02月20日 | フェス               | よかもんフェス2022もうすぐ春ですね2DAYS                                                          | DRUM LOGOS                                                               |
| 02月20日 | 特典会               | 神宿 特典会@ 福岡                                                                                | みんなの貸会議室天神西通り北店601号                                      |
| 02月21日 | ライブ&特典会        | 神宿ミニライブ in キャナルシティ博多                                                             | キャナルシティ博多 サンプラザステージ                                    |
| 02月23日 | 大特典会             | 神宿大特典会@ 仙台                                                                               | 駅前のぞみビル5F                                                         |
| 02月26日 | ミニライブ＆特典会   | 神宿ミニライブ in アリオ橋本                                                                     | アリオ橋本1F屋外イベント広場                                             |
| 02月28日 | ワンマンライブ       | 神宿 神が宿る場所 男子限定ライブ&女子限定ライブ                                                  | 表参道グラウンド                                                         |
| 03月04日 | ツアー               | 神宿 FANMEETING TOUR 2022〜春の神宿花祭り〜@千葉                                                 | 柏PALOOZA                                                                |
| 03月05日 | 大特典会             | 神宿春の大特典会@東京                                                                            | TIME SHARING 五反田Ⅰ プラザスクエアビル                                  |
| 03月12日 | ツアー               | 神宿 FANMEETING TOUR 2022〜春の神宿花祭り〜@広島                                                 | 広島CLUB QUATTRO                                                         |
| 03月13日 | 特典会               | 神宿春の大特典会＠神戸                                                                           | 貸会議室 レンタルスペースジェム3階 大会議室A-1                           |
| 03月14日 | ライブ&特典会        | 神宿 WHITEDAY LIVE 2022                                                                          | J-SQUARE SHINAGAWA                                                       |
| 03月16日 | ツアー               | 神宿 FANMEETING TOUR 2022〜春の神宿花祭り〜@神奈川                                               | 新横浜NEW SIDE BEACH!!                                                   |
| 03月18日 | ツアー               | 神宿 FANMEETING TOUR 2022〜春の神宿花祭り〜@埼玉                                                 | HEAVEN'S ROCKさいたま新都心VJ-3                                          |
| 03月19日 | ミニライブ＆特典会   | 神宿ミニライブ                                                                                   | イオンレイクタウンmori 木の広場                                          |
| 03月19日 | 特典会               | 神宿春の大特典会＠東京                                                                           | NATULUCK神保町 8階中会議室                                               |
| 03月20日 | 特典会               | 神宿春の大特典会＠東京                                                                           | SHIBAURA space                                                           |
| 03月24日 | ツアー               | 神宿 FANMEETING TOUR 2022〜春の神宿花祭り〜@大阪                                                 | 梅田CLUB QUATTRO                                                         |
| 03月25日 | ツアー               | 神宿 FANMEETING TOUR 2022〜春の神宿花祭り〜@愛知                                                 | 名古屋CLUB QUATTRO                                                       |
| 03月26日 | 対バンライブ         | TOPFLIGHTー春の歌謡祭ー                                                                          | 浅草公会堂                                                               |
| 03月27日 | 特典会               | 塩見きら1st写真集予約イベント＠渋谷                                                              | レンタルスペース JISOU                                                   |
| 03月30日 | ツーマンライブ       | 神宿×KissBee 2MAN LIVE presented by Daiki Sound Co., Ltd                                         | 下北沢シャングリラ                                                       |
| 04月01日 | ライブ&特典会        | 神宿エイプリルフールライブ2022 〜嘘かホントか？！〜                                              | GRIT at 渋谷                                                             |
| 04月03日 | 対バンライブ         | SpringFes〜出会いの季節〜Day2                                                                    | 横浜ランドマークホール                                                   |
| 04月05日 | ツアー               | 神宿 FANMEETING TOUR 2022〜春の神宿花祭り〜@東京                                                 | 渋谷CLUB QUATTRO                                                         |
| 04月09日 | ライブ&特典会        | 神宿ファンミーティングツアー後夜祭ライブ in 静岡                                                 | SOUND SHOWER ark                                                         |
| 04月10日 | ライブ&特典会        | 神宿 ファンミーティングツアー後夜祭ライブ in 大阪                                                | STAR BOX                                                                 |
| 04月15日 | 特典会・物販ほか     | 塩見きら1st写真集イベント＠大阪                                                                  | studio room22                                                            |
| 04月16日 | 特典会               | 神宿FANMEETING TOUR 2022 大感謝特典会in大阪                                                      | BPガーデンシティ南船場5F 501                                             |
| 04月17日 | 対バンライブ         | アイドルアラモード Vol.7                                                                         | J:COMホール八王子                                                        |
| 04月22日 | 特典会・物販ほか     | 塩見きら1st写真集発売記念イベントFINAL in愛媛                                                    | Vala KIELO 1F                                                            |
| 04月23日 | ミニライブ&特典会    | 神宿「#前に進む唄」発売記念！ 予約販売リリースイベント                                           | エアポートウォーク名古屋 3Fイベントステージ                              |
| 04月24日 | 対バンライブ         | IDOL SQUARE                                                                                      | 大手町三井ホール                                                         |
| 04月29日 | ワンマンライブ       | 塩見きら 神が宿って3周年〜塩見、アイドル3歳迎えるよ！〜＠道玄坂協会                              | 道玄坂協会                                                               |
| 05月01日 | ミニライブ&特典会    | ＃前に進む唄 リリースイベント＠水戸オーパ                                                        | タワーレコード 水戸オーパ店 イベントスペース                             |
| 05月02日 | ワンマンライブ       | 「＃前に進む唄」お披露目ライブ                                                                   | 1000CLUB                                                                 |
| 05月03日 | ミニライブ&特典会    | ＃前に進む唄 リリースイベント＠町田ターミナルプラザ                                              | 町田ターミナルプラザ市民広場                                             |
| 05月04日 | ミニライブ&特典会    | ＃前に進む唄 リリースイベント＠大宮ステラタウン                                                  | 大宮ステラタウン１階メローペ広場ステージ                                 |
| 05月06日 | ミニライブ&特典会    | ＃前に進む唄 リリースイベント＠アリオ八尾                                                        | アリオ八尾 光町スクエア                                                  |
| 05月07日 | ミニライブ&特典会    | ＃前に進む唄 リリースイベント＠マルチメディア梅田                                                | ヨドバシカメラ マルチメディア梅田 B2F ヨドバシホール                     |
| 05月08日 | ミニライブ&特典会    | ＃前に進む唄 リリースイベント＠タワーレコード アリオ橋本店                                       | アリオ橋本1F屋外イベント広場                                             |
| 05月10日 | 対バンライブ         | コトネの日@中野サンプラザホール                                                                  | 中野サンプラザホール                                                     |
| 05月10日 | オンラインサイン会   | 塩見きら写真集オンラインイベント#夜な夜なたこ焼きパーティー！                                    | YouTube公式チャンネル                                                    |
| 05月14日 | ミニライブ&特典会    | ＃前に進む唄 リリースイベント＠タワーレコード新宿店                                              | タワーレコード新宿店9F イベントスペース                                  |
| 05月15日 | ミニライブ&特典会    | ＃前に進む唄 リリースイベント＠ヴィレッジヴァンガード渋谷本店                                    | ヴィレッジヴァンガード渋谷本店B2F イベントスペース                       |
| 05月15日 | 対バンライブ         | スパドキフェスティバルVol.56 PREMIUM Presented by WOWOWプラス                                    | LINE CUBE SHIBUYA                                                        |
| 05月17日 | ミニライブ&特典会    | ＃前に進む唄 リリースイベント＠タワーレコード渋谷店                                              | タワーレコード渋谷店9F イベントスペース                                  |
| 05月18日 | ミニライブ&特典会    | ＃前に進む唄 リリースイベント＠池袋・サンシャインシティ                                          | 池袋・サンシャインシティ 噴水広場                                        |
| 05月20日 | ミニライブ&特典会    | ＃前に進む唄 リリースイベント＠タワーレコード渋谷店                                              | タワーレコード渋谷店9F イベントスペース                                  |
| 05月21日 | ミニライブ&特典会    | ＃前に進む唄 リリースイベント＠ダイバーシティ東京                                                | ダイバーシティ東京 プラザ フェスティバル広場                             |
| 05月21日 | ミニライブ＆特典会   | ＃前に進む唄 リリースイベント＠マリーグラン赤坂                                                  | マリーグラン赤坂                                                         |
| 05月25日 | ワンマンライブ       | 羽島めい Birthday Live 2022 〜みんな24あわせを〜                                                 | 下北沢シャングリラ                                                       |
| 05月28日 | 大特典会             | オリコン大感謝！神宿大特典会@五反田                                                              | TIME SHARING 五反田Ⅱ FPGリンクスビル                                     |
| 05月29日 | ミニライブ＆特典会   | ＃前に進む唄 リリースイベント＠ららぽーと新三郷                                                  | ららぽーと新三郷 1F スカイガーデンステージ                               |
| 05月31日 | 対バン               | JAPAN IDOL SUPER LIVE2022 @豊洲PIT公演 春の大祭典編                                              | 豊洲PIT                                                                  |
| 06月03日 | ワンマンライブ       | 羽島みき Birthday Live 2022 〜26歳のみきにトキミキ☆チュウ〜                                      | 柏PALOOZA                                                                |
| 06月04日 | 大特典会             | オリコン大感謝！神宿大特典会@渋谷                                                                | TIME SHARING 渋谷ワールド宇田川ビル 9F                                   |
| 06月05日 | ミニライブ＆特典会   | ＃前に進む唄 リリースイベント＠大宮                                                              | ステラタウン大宮１階メローぺ広場ステージ                                 |
| 06月10日 | テレビ出演           | バズリズム02                                                                                     | 日本テレビ系                                                             |
| 06月11日 | ミニライブ＆特典会   | ＃前に進む唄 リリースイベント＠ヨドバシカメラ梅田                                                | ヨドバシカメラマルチメディア梅田 2Fリンクス側イベントスペース            |
| 06月11日 | 大特典会             | オリコン大感謝！神宿大特典会 in大阪                                                              | NATULUCK梅田店 A                                                         |
| 06月12日 | ミニライブ＆特典会   | ＃前に進む唄 リリースイベント＠もりのみやキューズモール                                          | もりのみやキューズモールBASE 1F BASEパーク                               |
| 06月12日 | 大特典会             | オリコン大感謝！神宿大特典会 in大阪                                                              | 大阪会議室 松下IMPビル会議室 C会議室                                     |
| 06月15日 | 特別イベント         | #前に進む生電話                                                                                  |                                                                          |
| 06月18日 | ミニライブ＆特典会   | ＃前に進む唄 リリースイベント＠大宮アルシェ                                                      | 大宮アルシェ 1Fイベントスペース                                          |
| 06月18日 | 大特典会             | オリコン大感謝！神宿大特典会 in新宿                                                              | リファレンス西新宿大京ビル貸し会議室                                     |
| 06月18日 | 特別イベント         | #前に進む生電話                                                                                  |                                                                          |
| 06月19日 | 対バンライブ         | アイドルアラモード vol.8                                                                         | J:COMホール八王子                                                        |
| 06月19日 | ミニライブ＆特典会   | ＃前に進む唄 リリースイベント＠タワーレコード八王子店                                            | タワーレコード八王子店 5Fイベントスペース 「ケイハチ王子の部屋」         |
| 06月24日 | ワンマンライブ       | 小山ひな Birthday Live 2022 〜せかいでいちばんかわいい日〜                                       | 東京キネマ倶楽部                                                         |
| 06月24日 | ミニライブ＆特典会   | ＃前に進む唄 リリースイベント＠KAMEIDO CLOCK                                                     | KAMEIDO CLOCK屋外カメクロステージ                                        |
| 06月28日 | トーク＆サイン会     | 塩見きら1stソロアルバム『トーキョー・コンティニュー』発売記念@下北沢                             | ヴィレッジヴァンガード下北沢店 店内スペース                              |
| 06月29日 | ミニライブ＆サイン会 | 塩見きら1stソロアルバム『トーキョー・コンティニュー』発売記念@渋谷                               | HMV＆BOOKS SHIBUYA 6F イベントスペース                                   |
| 06月30日 | ミニライブ＆特典会   | ＃前に進む唄 リリースイベント＠CUTUP STUDIO                                                      | タワーレコード渋谷店B1F CUTUP STUDIO                                     |
| 07月02日 | ミニライブ＆特典会   | ＃前に進む唄 リリースイベント＠ららぽーと豊洲                                                    | ららぽーと豊洲 シーサイドデッキメインステージ                            |
| 07月03日 | ミニライブ＆サイン会 | 塩見きら1stソロアルバム『トーキョー・コンティニュー』発売記念@越谷レイクタウン                   | ヴィレッジヴァンガード＋PLUS(イオンレイクタウンmori)店内イベントスペース |
| 07月03日 | 大特典会             | 神宿大特典会 in 東京                                                                             | TIME SHARING 六本木 第6DMJビル                                           |
| 07月05日 | トーク＆サイン会     | 塩見きら1stソロアルバム『トーキョー・コンティニュー』発売記念@高円寺                             | ヴィレッジヴァンガード高円寺店 店内スペース                              |
| 07月08日 | ワンマンライブ       | 塩見きらソロライブ「トーキョー・コンティニュー」in 東京                                          | GRIT at Shibuya                                                          |
| 07月09日 | ワンマンライブ       | 塩見きらソロライブ「トーキョー・コンティニュー」in 大阪                                          | STAR BOX                                                                 |
| 07月09日 | ミニライブ＆サイン会 | 塩見きら1stソロアルバム『トーキョー・コンティニュー』発売記念@梅田                               | 大阪・ヨドバシカメラマルチメディア梅田 2Fリンクス側イベントスペース      |
| 07月10日 | 対バンライブ         | 手羽先セッション Vol.9                                                                           | 名古屋ダイアモンドホール                                                 |
| 07月10日 | 対バンライブ         | アイドルアラモード Vol.9 ～名古屋出張SP～                                                        | 名古屋ダイアモンドホール                                                 |
| 07月12日 | 対バンライブ         | JAPAN IDOL SUPER LIVE 2022 @豊洲PIT公演 夏の大祭典編                                             | 豊洲PIT                                                                  |
| 07月16日 | 対バンライブ         | SPARK 2022 in 山中湖                                                                             | 山中湖交流プラザきらら                                                   |
| 07月17日 | ファンミーティング   | #前に進むボーリング大会                                                                          |                                                                          |
| 07月17日 | ファンミーティング   | #前に進むBBQ会                                                                                   |                                                                          |
| 07月18日 | ワンマンライブ       | 塩見きらソロライブ "トーキョー・コンティニュー ボス・ステージ"                                   | 月見ル君想フ                                                             |
| 07月22日 | ワンマンライブ       | 神宿 JAPAN TOUR-Over the Rainbow-前哨戦@千葉                                                     | 柏PALOOZA                                                                |
| 07月23日 | ファンミーティング   | #前に進むボーリング大会                                                                          |                                                                          |
| 07月23日 | ファンミーティング   | #前に進むBBQ会                                                                                   |                                                                          |
| 07月24日 | ワンマンライブ       | 神宿 JAPAN TOUR-Over the Rainbow-前哨戦@大阪                                                     | 心斎橋ANIMA                                                              |
| 07月29日 | ワンマンライブ       | 神宿 JAPAN TOUR-Over the Rainbow-前哨戦 1000円ライブ                                             | GOTANDA G3                                                               |
| 07月30日 | ファンミーティング   | #前に進む神宿との原宿巡り                                                                        |                                                                          |
| 07月30日 | フェス               | 六本木アイドルフェスティバル2022                                                                 | 六本木ヒルズアリーナ                                                     |
| 07月31日 | ファンミーティング   | #前に進む旅                                                                                      |                                                                          |
| 08月06日 | ツアー               | 神宿 JAPAN TOUR-Over the Rainbow-@福島                                                           | 郡山HIP SHOT JAPAN                                                       |
| 08月07日 | ツアー               | 神宿 JAPAN TOUR-Over the Rainbow-@岩手 延期                                                      | 盛岡CLUB CHANGE WAVE                                                     |
| 08月09日 | ミニライブ＆サイン会 | 塩見きら1stソロアルバム『トーキョー・コンティニュー』発売記念@カメイドクロック                   | カメイドクロック カメクロコート                                          |
| 08月11日 | ツアー               | 神宿 JAPAN TOUR-Over the Rainbow-@埼玉 延期                                                      | 西川口Hearts                                                             |
| 08月13日 | ミニライブ＆特典会   | 塩見きら1stソロアルバム『トーキョー・コンティニュー』発売記念 合同リリースイベント@錦糸町        | タワーレコード錦糸町パルコ店                                             |
| 08月14日 | ツアー               | 神宿 JAPAN TOUR-Over the Rainbow-@栃木 延期                                                      | HEAVEN'S ROCK宇都宮VJ-4                                                  |
| 08月17日 | ミニライブ＆サイン   | 塩見きら1stソロアルバム『トーキョー・コンティニュー』発売記念@横浜                               | ヴィレッジヴァンガード横浜ビブレ店 店内イベントスペース                  |
| 08月20日 | ツアー               | 神宿 JAPAN TOUR-Over the Rainbow-@長野                                                           | 長野CLUB JUNK BOX                                                        |
| 08月21日 | ツアー               | 神宿 JAPAN TOUR-Over the Rainbow-@石川                                                           | 金沢AZ                                                                   |
| 08月26日 | ツアー               | 神宿 JAPAN TOUR-Over the Rainbow-@京都                                                           | KYOTO MUSE                                                               |
| 08月27日 | ツアー               | 神宿 JAPAN TOUR-Over the Rainbow-@岐阜                                                           | 岐阜ROOTS                                                                |
| 08月28日 | 大特典会             | 神宿 夏の大特典会 浴衣編！                                                                       | TIME SHARING 五反田Ⅰプラザスクエアビル                                   |
| 08月29日 | ミニライブ＆サイン会 | 塩見きら1stソロアルバム『トーキョー・コンティニュー』発売記念会@カメイドクロック                 | カメイドクロック カメクロコート                                          |
| 09月01日 | ミニライブ＆サイン会 | 塩見きら1stソロアルバム『トーキョー・コンティニュー』発売記念@ヴィレッジヴァンガード渋谷本店     | ヴィレッジヴァンガード渋谷本店 B2店内イベントスペース                    |
| 09月03日 | ツアー               | 神宿 JAPAN TOUR-Over the Rainbow-@滋賀                                                           | 滋賀U★STONE                                                              |
| 09月04日 | ツアー               | 神宿 JAPAN TOUR-Over the Rainbow-@兵庫                                                           | 神戸VARIT                                                                |
| 09月07日 | ミニライブ＆サイン会 | 塩見きら1stソロアルバム『トーキョー・コンティニュー』発売記念@タワーレコード池袋店               | タワーレコード池袋店                                                     |
| 09月09日 | ツアー               | 神宿 JAPAN TOUR-Over the Rainbow-@神奈川                                                         | 横浜BAYSIS                                                               |
| 09月10日 | 特典会・物販ほか     | 小山ひな1st写真集「こぶたのせかいのおひめさま」発売記念イベント                                  | チカラスタジオ                                                           |
| 09月10日 | ワンマンライブ       | 塩見きらソロライブ ”KIRA SHIOMI ROAD TO 24                                                       | unravel TOKYO                                                            |
| 09月11日 | ツアー               | 神宿 JAPAN TOUR-Over the Rainbow-@東京                                                           | 町田CLASSIX                                                              |
| 09月17日 | ツアー               | 神宿 JAPAN TOUR-Over the Rainbow-@名古屋                                                         | 今池 CLUB 3STAR                                                          |
| 09月18日 | ツアー               | 神宿 JAPAN TOUR-Over the Rainbow-@三重                                                           | 四日市CLUBROOTS                                                          |
| 09月19日 | ツアー               | 神宿 JAPAN TOUR-Over the Rainbow-@大阪 延期                                                      | 梅田バナナホール                                                         |
| 09月21日 | ツーマンライブ       | ネオンレインPresents「ハクチュウムvol.1」                                                        | 下北沢シャングリラ                                                       |
| 09月23日 | ツアー               | 神宿 JAPAN TOUR-Over the Rainbow-@長崎                                                           | DRUM Be-7                                                                |
| 09月24日 | ツアー               | 神宿 JAPAN TOUR-Over the Rainbow-」@熊本                                                         | B.9 V2                                                                   |
| 09月25日 | 特典会・物販ほか     | 小山ひな1st写真集「こぶたのせかいのおひめさま」発売記念イベント                                  | TIME SHARING Biz 渋谷宮益坂3A                                            |
| 09月27日 | ツアー               | 【振替公演】神宿 JAPAN TOUR-Over the Rainbow-@埼玉                                               | 西川口Hearts                                                             |
| 09月28日 | ライブ配信           | 神宿8周年記念YouTube配信                                                                         | YouTube公式チャンネル                                                    |
| 10月02日 | 特典会・物販ほか     | 小山ひな1st写真集「こぶたのせかいのおひめさま」発売記念イベント                                  | OMOTESANDO GALLERY FELES                                                 |
| 10月03日 | ミニライブ＆サイン会 | 塩見きら1stソロアルバム『トーキョー・コンティニュー』発売記念@タワーレコード渋谷店               | タワーレコード渋谷店9F イベントスペース                                  |
| 10月07日 | ツアー               | 神宿 JAPAN TOUR-Over the Rainbow-@北海道                                                         | PLANT HALL                                                               |
| 10月08日 | 大特典会             | 神宿 大特典会 in 北海道                                                                          | TKP札幌駅カンファレンスセンター 2A                                       |
| 10月09日 | ツアー               | 【振替公演】神宿 JAPAN TOUR-Over the Rainbow-@栃木                                               | HEAVEN'S ROCK宇都宮VJ-4                                                  |
| 10月10日 | ツアー               | 神宿 JAPAN TOUR-Over the Rainbow-@仙台                                                           | 仙台darwin                                                               |
| 10月12日 | トーク＆サイン会     | 塩見きら1stソロアルバム『トーキョー・コンティニュー』発売記念＠ヴィレッジヴァンガード下北沢店    | ヴィレッジヴァンガード下北沢店 店内スペース                              |
| 10月15日 | ツアー               | 神宿 JAPAN TOUR-Over the Rainbow-@福岡                                                           | DRUM SON                                                                 |
| 10月16日 | ツアー               | 神宿 JAPAN TOUR-Over the Rainbow-@広島                                                           | SECOND CRUTCH                                                            |
| 10月22日 | ツアー               | 神宿 JAPAN TOUR-Over the Rainbow-@沖縄                                                           | 桜坂セントラル                                                           |
| 10月23日 | 大特典会             | 神宿 大特典会 in 沖縄                                                                            | Bistro YOSHIHIKO                                                         |
| 10月26日 | ミニライブ＆サイン会 | 塩見きら1stソロアルバム『トーキョー・コンティニュー』発売記念@タワーレコードアリオ川口店         | アリオ川口1F センターコート                                              |
| 10月29日 | 大特典会             | 神宿 JAPAN TOUR 感謝祭&HAPPY HALLOWEEN SP大特典会 Day1                                           | TIME SHARING 五反田Ⅰ プラザスクエアビル                                  |
| 10月30日 | 大特典会             | 神宿 JAPAN TOUR 感謝祭&HAPPY HALLOWEEN SP大特典会 Day2                                           | TIME SHARING 渋谷ワールド宇多川ビル7B                                    |
| 11月01日 | ミニライブ＆特典会   | 塩見きら1stソロアルバム『トーキョー・コンティニュー』発売記念会@HMV&BOOKS SHIBUYA                | HMV＆BOOKS SHIBUYA 6F イベントスペース                                   |
| 11月03日 | 対バンライブ         | EVOLUTION POP! DX                                                                                | Spotify O-EAST                                                           |
| 11月05日 | 対バンライブ         | サーフィンミュージック＆ビーチファン 江の島 DAY1                                                 | 江の島かもめ駐車場 特設野外ステージ                                      |
| 11月06日 | ワンマンライブ       | 塩見きら生誕祭2022～相手は僕にしておきなよ～／塩見きら ROAD TO 24 FINAL live at 恵比寿LIQUIDROOM | 恵比寿LIQUIDROOM                                                         |
| 11月21日 | フェス               | IDOL STAGE FES vol.4                                                                             | なかのZERO                                                               |
| 11月23日 | ツアー               | 【振替公演】神宿 JAPAN TOUR-Over the Rainbow-@岩手                                               | the five morioka                                                         |
| 11月26日 | ゲスト出演           | 羽島めい×Rakugaki イベント                                                                       | 渋谷MODI 1F POPUP SPACE                                                  |
| 11月26日 | ミニライブ&特典会    | 神宿 Live Album「Over the Rainbow」発売記念 ミニライブ&特典会                                    | ステラタウン大宮１階メローぺ広場ステージ                                 |
| 11月27日 | 大特典会             | 神宿 秋の大特典会 in 東京                                                                        | TIME SHARING 五反田Ⅰ プラザスクエアビル                                  |
| 12月02日 | オンラインイベント   | 神宿 Live Album「Over the Rainbow」発売記念 オンライン特典会                                     | Instagram                                                                |
| 12月03日 | 大特典会             | 神宿 冬の大特典会 in 東京                                                                        | タイムシェアリング五反田 Ⅰ                                               |
| 12月03日 | ミニライブ&特典会    | 神宿 Live Album「Over the Rainbow」発売記念 ミニライブ&特典会                                    | タワーレコード新宿店 9F店内イベントスペース                              |
| 12月04日 | 特典会・物販ほか     | 小山ひな1st写真集「こぶたのせかいのおひめさま」発売記念イベント                                  | Mace南青山                                                               |
| 12月09日 | オンラインイベント   | 神宿 Live Album「Over the Rainbow」発売記念 オンライン特典会                                     | Instagram                                                                |
| 12月10日 | ミニライブ&特典会    | 神宿 Live Album「Over the Rainbow」発売記念 ミニライブ&特典会                                    | 横浜ビブレ niigo広場 屋外イベントスペース                                |
| 12月11日 | 大特典会             | 神宿 JAPAN TOUR 感謝祭大特典会 in 大阪                                                           | RENTAL SPACE min-pack                                                    |
| 12月11日 | ミニライブ&特典会    | 神宿 Live Album「Over the Rainbow」発売記念 オンライン特典会                                     | 心斎橋BIG STEP 大階段イベントスペース                                    |
| 12月12日 | ツアー               | 【振替公演】神宿 JAPAN TOUR-Over the Rainbow-@大阪                                               | 梅田バナナホール                                                         |
| 12月14日 | 特典会・物販ほか     | 小山ひな個展イベント「かわいくいなきゃ、イミがないっ」                                           | ミルギャラリー神宮前                                                     |
| 12月15日 | 特典会・物販ほか     | 小山ひな個展イベント「かわいくいなきゃ、イミがないっ」                                           | ミルギャラリー神宮前                                                     |
| 12月16日 | 特典会・物販ほか     | 小山ひな個展イベント「かわいくいなきゃ、イミがないっ」                                           | ミルギャラリー神宮前                                                     |
| 12月16日 | オンラインイベント   | 神宿 Live Album「Over the Rainbow」発売記念 オンライン特典会                                     | Instagram                                                                |
| 12月17日 | 特典会・物販ほか     | 小山ひな個展イベント「かわいくいなきゃ、イミがないっ」                                           | ミルギャラリー神宮前                                                     |
| 12月18日 | 特典会・物販ほか     | 小山ひな個展イベント「かわいくいなきゃ、イミがないっ」                                           | ミルギャラリー神宮前                                                     |
| 12月20日 | ミニライブ&特典会    | 神宿 Live Album「Over the Rainbow」発売記念 ミニライブ&特典会＠池袋                              | タワーレコード池袋店 店内イベントスペース                                |
| 12月21日 | ミニライブ&特典会    | 神宿 Live Album「Over the Rainbow」発売記念イベント＠渋谷                                        | MAG’s PARK                                                               |
| 12月23日 | ワンマンライブ       | 神宿 Xmas Live 2022                                                                              | 横浜みなとみらいブロンテ                                                 |
| 12月24日 | 大特典会             | 神宿 クリスマス大特典会 in 東京 DAY.1                                                            | TIMESHARING渋谷 ワールド宇多川ビル                                       |
| 12月25日 | ミニライブ&特典会    | 神宿 Live Album「Over the Rainbow」発売記念イベント ミニライブ&特典会                            | エンタバアキバ イベントスペース                                          |
| 12月25日 | 大特典会             | 神宿 クリスマス大特典会 in 東京 DAY.2                                                            | TIMESHARING渋谷 ワールド宇多川ビル                                       |
| 12月27日 | ミニライブ&特典会    | 神宿 Live Album「Over the Rainbow」発売記念イベント ミニライブ&特典会                            | 大阪・ヨドバシカメラマルチメディア梅田 2Fリンクス側イベントスペース      |
| 12月27日 | 大特典会             | 神宿 2022ラスト大特典会 in 大阪                                                                  | アルファオフィス247                                                      |
| 12月28日 | 大特典会             | 神宿 2022ラスト大特典会 in 東京                                                                  | TIME SHARING 渋谷ワールド宇多川ビル9F                                    |

| 2023年   | 2023年             | 2023年 | 2023年                                                   |
| 公演日   | 分類               | 公演タイトル | 会場                                                     |
| -------- | ------------------ | --- | -------------------------------------------------------- |
| 01月07日 | フェス             | 六本木アイドルフェスティバル番外編 ニューイヤーだよ！ 六本木アイドルフェスティバル                                                            | EXシアター六本木                                         |
| 01月07日 | ワンマンライブ     | 神宿 New Year Live 2023 | 原宿RUIDO                                                |
| 01月08日 | 特典会・物販ほか   | 羽島めい 1st Photo book「Butterfly」発売記念イベント in 東京                                                                                  | Mace 南青山                                              |
| 01月08日 | オンラインイベント | 神宿 Live Album「Over the Rainbow」発売記念 オンライン特典会                                                                                  | Instagram                                                |
| 01月09日 | 大特典会           | 神宿 Happy New Year 2023 大特典会 in 東京 | TIME SHARING 渋谷ワールド宇多川ビル9F                    |
| 01月13日 | オンラインイベント | 羽島めい 1st Photo book「Butterfly」発売記念オンラインイベント                                                                                | YouTube公式チャンネル                                    |
| 01月14日 | ミニライブ&特典会  | 神宿 Live Album Over the Rainbow 発売記念イベント                                                                                             | アリオ橋本1F 屋外イベント広場                            |
| 01月14日 | 大特典会           | 神宿 Happy New Year 2023 大特典会 in 東京 | TIME SHARING 赤坂見附 タク・赤坂ビルB1階                 |
| 01月15日 | ミニライブ&特典会  | 神宿 Live Album Over the Rainbow 発売記念イベント                                                                                             | 仙台 泉中央駅前広場 おへそひろば                         |
| 01月15日 | 大特典会           | 神宿 Happy New Year 2023 大特典会 in 仙台 | スタジオルーモコレクション                               |
| 01月21日 | 大特典会           | 神宿 Happy New Year 2023 大特典会 in 名古屋                                                                                                   | 名古屋会議室 名古屋駅前店 第2会議室                      |
| 01月21日 | 特典会・物販ほか   | 羽島めい 1st Photo book「Butterfly」発売記念イベント in 名古屋                                                                                | 名古屋会議室 名古屋駅前店 第2会議室                      |
| 01月22日 | ミニライブ&特典会  | 神宿 Live Album Over the Rainbow 発売記念イベント                                                                                             | ららぽーと名古屋みなとアクルス 1階屋外イベントスペース   |
| 01月22日 | 大特典会           | 神宿 Happy New Year 2023 大特典会 in 名古屋                                                                                                   | TSUNAGARU SPACE                                          |
| 01月26日 | オンラインイベント | 神宿 Live Album「Over the Rainbow」発売記念 オンライン特典会                                                                                  | Instagram                                                |
| 01月28日 | 大特典会           | 神宿 Happy New Year 2023 大特典会 in 大阪 | アルファオフィス247                                      |
| 01月28日 | 特典会・物販ほか   | 羽島めい 1st Photo book「Butterfly」発売記念イベント in 大阪                                                                                  | アルファオフィス247                                      |
| 01月29日 | ミニライブ&特典会  | 神宿 Live Album Over the Rainbow 発売記念イベント                                                                                             | 阪急西宮ガーデンズ本館4Fスカイガーデン 木の葉のステージ  |
| 01月29日 | 大特典会           | 神宿 Happy New Year 2023 大特典会 in 大阪 | NSE貸会議室 梅田店A室                                    |
| 02月02日 | オンラインイベント | 羽島めい 1st Photo book「Butterfly」発売記念オンラインイベント                                                                                | YouTube公式チャンネル                                    |
| 02月04日 | 特典会・物販ほか   | 羽島めい 1st Photo book「Butterfly」発売記念イベント in 東京                                                                                  | TH会場2階Aルーム                                         |
| 02月04日 | ワンマンライブ     | 塩見きらワンマンライブ「バイバイトーキョー 〜朝がきて、君と手をつないでた〜」大阪公演                                                         | アメリカ村DROP                                           |
| 02月05日 | ワンマンライブ     | 塩見きらワンマンライブ「バイバイトーキョー 〜朝がきて、君と手をつないでた〜」東京公演                                                         | 東京 eggman                                              |
| 02月10日 | オンラインイベント | 神宿 Live Album「Over the Rainbow」発売記念 オンライン特典会                                                                                  | Instagram                                                |
| 02月11日 | ワンマンライブ     | 神宿バレンタインライブ2023 | 柏ALIVE                                                  |
| 02月12日 | 対バンライブ       | アイドルアラモード vol.13 | ZeppHaneda                                               |
| 02月12日 | ミニライブ＆特典会 | 神宿 Live Album「Over the Rainbow」発売記念イベント                                                                                           | KAMEIDO CLOCK屋外カメクロステージ                        |
| 02月14日 | 大特典会           | 神宿バレンタイン大特典会 | Hotel Wing International Premium 渋谷2F                  |
| 02月18日 | 大特典会           | 神宿 バレンタイン大特典会 in 大阪 | 自習室うめだの貸し会議室3ビル                            |
| 02月19日 | ミニライブ＆特典会 | 神宿 Live Album「Over the Rainbow」発売記念イベント                                                                                           | TOWERminiセブンパーク天美店 1F AMAMI STADIUM             |
| 02月19日 | ワンマンライブ     | 神宿バレンタインライブ2023 in 大阪 | PLUSWIN HALL BILLEBOA                                    |
| 02月21日 | オンラインイベント | 神宿 Live Album「Over the Rainbow」発売記念 オンライン特典会                                                                                  | Instagram                                                |
| 02月22日 | 特典会・物販ほか   | 羽島みきソロイベント「一緒にひとやすみーにゃんしよ？」                                                                                        | リノスペ新宿                                             |
| 02月23日 | ワンマンライブ     | 台湾遠征直前！神宿 1000円ライブ | LIVE labo YOYOGI                                         |
| 02月25日 | フェス             | TALE FESTIVAL 2023 in Taiwan | Jack’s Studio (台湾)                                     |
| 02月26日 | フェス             | TALE FESTIVAL 2023 in Taiwan | Jack’s Studio (台湾)                                     |
| 03月02日 | オンラインイベント | 神宿 Live Album「Over the Rainbow」発売記念 オンライン特典会                                                                                  | Instagram                                                |
| 03月04日 | 大特典会           | 神宿 ひなまつり大特典会 | ふれあい貸し会議室 新宿No63                              |
| 03月05日 | ワンマンライブ     | 神宿 全国ツアー"8colors" 前哨戦ライブ | WALL&WALL 表参道                                         |
| 03月08日 | オンライン特典会   | 神宿 New Album「Rainbow(8colors)」発売記念 オンライン特典会                                                                                   | Instagram                                                |
| 03月11日 | ツアー             | 全国ツアー「8colors」愛知公演 | 名古屋SPADE BOX                                          |
| 03月12日 | ツアー             | 全国ツアー「8colors」福岡公演 | DRUM SON                                                 |
| 03月14日 | 大特典会           | 神宿 ホワイトデー大特典会 | TIMESHARING渋谷 ワールド宇多川ビル                       |
| 03月16日 | ツーマンライブ     | 神と神 | SPACE ODD                                                |
| 03月18日 | ツアー             | 全国ツアー「8colors」大阪公演 | 大阪STUDIO PARTITA                                       |
| 03月19日 | ツアー             | 全国ツアー「8colors」奈良公演 | 奈良エヴァンスキャッスルホール                           |
| 03月21日 | ツアー             | 全国ツアー「8colors」北海道公演 | 札幌PLANT                                                |
| 03月22日 | オンライン特典会   | 神宿 New Album「Rainbow(8colors)」発売記念 オンライン特典会                                                                                   | Instagram                                                |
| 03月24日 | ツアー             | 全国ツアー「8colors」東京公演 | Shibuya WWW X                                            |
| 03月25日 | ツアー             | 全国ツアー「8colors」静岡公演 | 浜松窓枠                                                 |
| 03月26日 | ファンミーティング | 神宿ファンミーティング -神宿いちご祭り- | 掛川 赤ずきんちゃんのおもしろ農園                        |
| 03月29日 | ツアー             | 全国ツアー「8colors」宮城公演 | 仙台enn 2nd                                              |
| 03月31日 | 大特典会           | 神宿大特典会 in 渋谷 | ふれあい貸し会議室渋谷No.77                              |
| 04月02日 | ツアー             | 全国ツアー「8colors」ファイナル 原宿公演 | WITH HARAJUKU HALL                                       |
| 05月23日 | ファンミーティング | 羽島みきファンミーティング (1部)みーにゃんとボウリング大会!in大阪                                                                             |                                                          |
| 05月23日 | ファンミーティング | 羽島みきファンミーティング (2部)ソロイベだからあれ着れちゃう!?みんなとチェキチェキ会in大阪                                                    | 心斎橋本町レンタルスペース会議室                         |
| 05月27日 | フェス             | 【小山ひな出演】手羽先セッションFESTIVAL～Supported by アイドルアラモード                                                                     | Lives Nagoya＆金城ふ頭野外特設ステージ・みそかつステージ |
| 05月27日 | 生誕祭             | 羽島めいバースデーイベント Day1 スナックはしめい＆スマブラ大会                                                                                | シアターギルド                                           |
| 05月28日 | フェス             | 【小山ひな出演】手羽先セッションFESTIVAL～Supported by アイドルアラモード                                                                     | Lives Nagoya＆金城ふ頭野外特設ステージ・手羽先ステージ   |
| 05月28日 | 生誕祭             | 羽島めいバースデーイベント Day2 羽島姉妹ボウリング大会                                                                                        | 渋谷東口会館 シブヤボウリング                            |
| 05月28日 | 特典会             | 羽島めいバースデーイベント Day2 特典会 | シアターギルド                                           |
| 06月03日 | 生誕祭             | 羽島みきバースデーイベント 誕生日は私の地元で過ごそっ☆はじめてのバスツアーin木更津                                                            |                                                          |
| 06月04日 | 生誕祭             | 羽島みきバースデー特典会 | シエルベール渋谷新泉                                     |
| 06月10日 | 対バンライブ       | 【はしましまい。出演】IDOL CONTENT EXPO ＠ イオンモール幕張新都心 supported by ダイキサウンド～ついに帰ってきた！！伝説の幕張大無銭祭！！！～ | イオンモール幕張新都心                                   |
| 06月23日 | 生誕祭             | 小山ひなBirthday Party 2023 | or MIYASHITA PARK                                        |
| 06月25日 | ワンマンライブ     | はしましまい。1st. LIVE 「ようこそ！はしま～。さん！」                                                                                        | 池尻大橋#chord_                                          |
| 07月29日 |                    | 【小山ひな出演】-Hina Summer Camp- 夏休みスペシャルチェキセッション！                                                                         | ミルギャラリー神宮前                                     |
| 07月29日 | ワンマンライブ     | 【塩見きら出演】V.S!!(ゔぁーさす??) | GARRET udagawa                                           |
| 08月13日 | 対バンライブ       | 【塩見きら出演】321夏祭り2023 | 豊洲PIT                                                  |
| 08月19日 | フェス             | 【羽島みき出演】PARC ON | 福岡パルコ                                               |
| 08月19日 | ファンミーティング | 【羽島みき出演】BIG ECHOで歌って飲もう!みーにゃんのカラオケ大会♪in 福岡                                                                       |                                                          |
| 08月20日 | ファンミーティング | 【羽島みき出演】みーにゃんと福岡の美味しいものを食べようの会♪                                                                                 |                                                          |
| 08月27日 | チェキ会           | 【羽島みき＆小山ひな出演】ハムエッグ夏祭りチェキ                                                                                              | ミルセカンド                                             |
| 09月16日 | 特典会             | みーにゃんの特典会in東京 | F.Space                                                  |
| 09月30日 |                    | 小山ひな 3rdシングル「おためし彼女」リリースパーティー                                                                                        | MIYASHITA PRAK                                           |
| 10月01日 | ゲスト出演         | 【羽島みき出演】コウ ヨシザキのサウンド・キュービック スーパーライブ2023秋                                                                    | 原宿クロコダイル                                         |
| 10月05日 | 物販               | 【小山ひな出演】おためし彼女CD即売会 | MIL2ND                                                   |
| 10月07日 | ファンミーティング | 羽島みきファンミーティングin東京 みーにゃんのカラオケ大会♪                                                                                    |                                                          |
| 10月08日 | 特典会             | 羽島みきファンミーティングin東京 みーにゃんの特典会                                                                                           | HOLZ原宿                                                 |
| 10月21日 |                    | ひなちゃんと一緒にごはんを食べまショー | Entertainment Dining BERONICA                            |
| 10月28日 | ワンマンライブ     | みーにゃんのハロウィンライブ！ | BUZZ Live 赤坂                                           |
| 10月31日 |                    | ひなちゃんとハロウィンパーティー！ | or MIYASHITA PARK                                        |
| 11月03日 | ファンミーティング | 羽島みきファンミーティングin沖縄 前夜祭 |                                                          |
| 11月04日 | ファンミーティング | 羽島みきファンミーティングin沖縄 |                                                          |
| 11月05日 | ファンミーティング | 羽島みきファンミーティングin沖縄 |                                                          |
| 11月17日 |                    | ひなちゃんとパジャマパーティー | MIL2ND                                                   |
| 11月23日 | ライブ＆特典会     | 【羽島みき出演】Pop Cream vol.1 | 下北沢MOSAiC                                             |
| 11月25日 | ツーマンライブ     | あつまれ！ひなちゃんの森 | MIYASHITA PARK                                           |
| 12月23日 | トーク＆特典会     | みーにゃんのクリスマストークショー！ | HOLZ原宿-E                                               |
| 12月24日 | ライブ＆特典会     | みーにゃんのクリスマスライブ！ | BUZZ Live赤坂                                            |
| 12月25日 |                    | ひなちゃんとクリスマスパーティー！ | MIL GALLERY JINGUMAE                                     |
| 12月28日 | カラオケ＆特典会   | みーにゃんと忘年会2023！ | BUZZ Live赤坂                                            |

## 出演

### インターネット配信
- 神宿ってなんでSHOW（2014年12月5日 - 2018年6月29日、SHOWROOM）隔週金曜日19時配信。
- DJ Tomoaki's Radio Show!(ニコニコ生放送、下北FM)
  - 2015年4月16日 - ※ニコニコ動画にて視聴可能。(2021年3月時点)
  - 2015年6月18日 - ※ニコニコ動画にて視聴可能。(2021年3月時点)
  - 2016年2月11日 - 一ノ瀬みかゲスト出演、羽島めいアシスタント出演。
- dropのかようびのふたつむすび（SHOWROOM）
  - 2015年9月29日 - 一ノ瀬みか出演。
  - 2015年10月27日 - 羽島めい、羽島みき出演。
- 安田大サーカス・クロちゃんのIDOL ST@TION（目黒FM）
  - 2015年10月1日 - 羽島めい出演。
  - 2016年1月21日 - 羽島めい出演。
  - 2017年11月10日 - 一ノ瀬みか、羽島めい出演。
- @JAM応援宣言!@JAM THE WORLD（SHOWROOM）
  - 2015年10月5日 - 羽島めい、関口なほ出演。
  - 2016年4月11日
  - 2016年8月22日
  - 2017年3月27日
  - 2017年7月24日 - 小山ひな出演。
  - 2017年8月7日 - 一ノ瀬みか出演。
  - 2017年12月4日 - 一ノ瀬みか、羽島めい、関口なほ、小山ひな出演。
  - 2018年4月23日 - 羽島めい、羽島みき、関口なほ、小山ひな出演。
- AppBankゲーム祭り Vol.0（2015年11月13日、ニコニコ生放送） - 一ノ瀬みか、羽島めい、小山ひな出演。
- SHOWROOMクリスマス特番〜アイドルはサンタクロース!〜（2015年12月25日、SHOWROOM）
- TOKYO IDOL 会議中（ニコニコ生放送）
  - 2015年12月28日 - 羽島みき、小山ひな出演。
  - 2016年10月28日
- サッカーキング ハーフ・タイム（2016年3月23日、ニコニコ生放送） - 羽島めい出演。※チャンネル登録並びに視聴不可。
- 横澤夏子のイイ女しか出れないTV（2016年8月13日、AMESTAGE）
- VDC Live 神宿ターヘルアナトミア（2016年8月20日、YouTube Live/ニコニコ生放送）※視聴不可。
- 神宿2周年記念特番（2016年9月21日、AMESTAGE）
- ニコラジ（2016年6月29日・12月6日、ニコニコ生放送）
- 原宿発!神宿です。（2016年10月14日 - 2017年2月16日、AbemaTV FRESH!）
- 神宿・羽島めいの「めいをすきにな〜れっ」（2016年10月11日 - 、AMESTAGE） - 羽島めい出演。不定期配信。
- 美女ランチ（2016年10月24日・10月25日・10月26日・10月27日・10月28日、AbemaTV） - 一ノ瀬みか出演。
- 生のアイドルが好き（2016年10月25日・2017年6月26日、ニコニコ生放送）
- FOD みんなとオマエラの歌（2016年11月25日 - 、フジテレビオンデマンド） - 一ノ瀬みか出演。不定期配信。
- アニメぴあちゃんねる（2016年12月1日、FRESH!） - 一ノ瀬みか、羽島めい、羽島みき出演。
- 会員制アイドル専門美容院-salon de Talk-（2016年12月20日、生テレ） - 小山ひな出演。
- アメステトーク（2017年1月24日、FRESH!） - 小山ひな出演。
- クレイのポジティブTV（2017年1月29日、FRESH!）
- 神宿メンバー生出演 初全国ツアー開催記念〜ライブ映像実況特番〜（2017年3月1日、ニコニコ生放送）
- AbemaTV×お願い!ランキング（2017年3月7日・3月14日・3月21日、AbemaTV） - 羽島めい、小山ひな出演。
- 音ボケSTATION（2017年3月23日、渋谷クロスFM） - 一ノ瀬みか、羽島めい、小山ひな出演。
- 神宿みかちんのミカクラ実況（2017年5月4日 - 、FRESH!）隔週木曜日20時配信。 - 一ノ瀬みか出演。
- ゴシップジェネレーション（2017年7月3日、AbemaTV） - 羽島みき出演。
- TOKYO IDOL FESTIVAL 2017楽屋裏生中継 DAY2（2017年8月5日、ニコニコ生放送）
- 「@JAM EXPO 2017」直前特番（2017年8月8日、ニコニコ生放送） - 一ノ瀬みか出演。
- 矢口真里の火曜The NIGHT（2017年11月21日、AbemaTV） - 羽島めい、小山ひな出演。
- 藤咲彩音の「#ピンキーハウス!」（2018年2月13日、AbemaTV FRESH!） - 小山ひな出演。
- アニ愛でるRadio（2018年2月28日、Himalaya）- 一ノ瀬みか不定期出演。
- 神宿TV（2018年7月2日 - 、YouTube Live）月〜金曜日20時配信。(神宿ってなんでSHOW後継配信)
  - 月曜日：羽島めい、火曜日：関口なほ、水曜日：一ノ瀬みか、木曜日：羽島みき、金曜日：小山ひな
- 六本木アイドルフェスティバル開幕直前!予習復習SP!!（2018年7月18日、ひかりTVチャンネル+） - 羽島めい、関口なほ出演。
- アニ愛でるラジオ（2018年10月30日、KawaiianTV） - 一ノ瀬みか不定期出演。
- LINE LIVE 超！アニメディア学園 声優部 - 羽島みき出演。
- 星希成奏と御伽原江良のSSO #08（2021年1月22日、ニコニコ生放送） - 塩見きら、小山ひなゲスト出演。
- Kaepa Cup ぷよぷよeスポーツ（2021年3月27日、OPENREC） - 羽島めい、塩見きらゲスト出演。
- TV LIFE web
  - 2021年8月27日 - 一ノ瀬みか
  - 2021年9月03日 - 羽島みき
  - 2021年9月10日 - 小山ひな
  - 2021年9月17日 - 塩見きら
  - 2021年9月24日 - 羽島めい

### 映画
主演
- 神宿スワン（2016年10月） - 主演[44]
  - ミニシアター・エイド（Mini-Theater AID）基金未来チケットコース(5000円)申し込みにてストリーミング再生可能だったが目標金額を達成し、2020年5月15日終了。
  - シネマノヴェチェント(2022年7月20日～22日)
  - 高円寺シアターバッカス(2023年10月25日、26日)
- 君がいて完成するパズル（2017年10月） - 主演。[45]
  - メンバー個別のMカードで視聴可能だったがコンテンツ配信終了。

出演
- マイ・フレンドシップ・キルト（2015年8月） - 一ノ瀬みか出演。[46]
- MAX THE MOVIE - "マックスむらい"こと、村井智建主演映画。

### テレビ
レギュラー
- AKIBAカルチャーズ劇場生放送 （2015年7月1日 - （隔週水曜日）アイドル専門チャンネルPigoo） - 「FUTURE GENERATION TRIO LIVE」!!シーズン2の模様を生中継。
- 神が宿る場所〜夏が勝負だ!超神宿旋風（2015年7月18日 - 2015年10月19日、アイドル専門チャンネルPigoo） - 神宿の冠番組。
- ローモバアイドルチャレンジTV（2020年11月9日～12月14日、千葉テレビ放送）- 羽島めい、羽島みき出演。
  - 2020年11月09日 - 第1回
  - 2020年11月23日 - 第3回
  - 2020年12月07日 - 第5回
  - 2020年12月14日 - 第6回(終)

準レギュラー
- 月刊 アニ愛でるTV!（2017年6月6日 - 2019年5月、Kawaiian TV） - 一ノ瀬みか不定期出演。

ゲスト出演ほか
- アイドリーーーム!!（2015年4月26日、Kawaiian TV） - 羽島めい、羽島みき出演。
- みいさんぽ（2015年12月18日、Kawaiian TV） - 一ノ瀬みか出演。
- アイドル NEW YEAR サミット2016（2016年1月1日、フジテレビ） - 羽島みき、小山ひな出演。
- アイドルお宝くじ（2016年1月29日・8月12日・9月2日・10月7日・12月23日・2017年4月21日・8月18日・9月1日、テレビ朝日）
- TOKYO IDOL TV（2016年3月10日、フジテレビ）
- ゴッドタン（2016年3月26日、テレビ東京） - 一ノ瀬みか出演。
- FULL CHORUS（2016年5月31日・6月7日・2018年5月8日、BSスカパー!）
- 「Kawa10カクモク」♯8 「神宿の神が宿る90分」（2016年7月21日、Kawaiian TV）
- TOKYO IDOL FESTIVAL TV 2016（2016年8月6日、フジテレビ）
- NEO決戦バラエティ キングちゃん（2016年8月22日、テレビ東京） - 一ノ瀬みか出演。
- 魁!ミュージック（2016年12月6日、フジテレビ）
- 指原議長とアイドル国会（2016年12月22日、フジテレビ） - 一ノ瀬みか、羽島めい、小山ひな出演。
- 音ボケPOPS（2016年12月24日・2018年5月12日、TOKYO MX）
- 次ナルTV-G（2017年1月20日、フジテレビ）
- DREAM FACTORY（2017年2月17日、フジテレビONE）
- 「二次元同好会」#6（2017年2月23日、Kawaiian TV） - 一ノ瀬みか出演。
- お願い!ランキング（2017年3月7日・3月14日・3月21日、テレビ朝日） - 羽島めい、小山ひな出演。
- 神宿 ZeppDiverCity ワンマンライブ 『神が宿る場所〜私たちの無限の可能性を信じてみよう〜』（2017年3月11日、テレ朝チャンネル1）
- 貴族探偵（2017年5月8日、フジテレビ）
- ウソのような本当の瞬間!30秒後に絶対見られるTVスペシャル（2017年6月20日、テレビ東京） - 一ノ瀬みか、羽島めい出演。
- 東京アイドル戦線（2017年7月27日・10月5日・11月16日・2018年3月15日、テレビ東京）
- RSKイブニング5時（2017年8月3日、山陽放送） - 一ノ瀬みか、羽島めい出演。
- この指と〜まれ!（2017年8月11日、フジテレビ）
- HOT WAVE（2017年11月5日、テレビ埼玉）
- ただいま、ゲーム実況中!!アイドルSP（2017年12月22日、テレ朝チャンネル1） - 一ノ瀬みか、羽島めい出演。
- 音エモン（2018年1月27日・2月3日、関西テレビ）
- アイドルお宝くじ 特別編 バレンタインだよ!愛の名曲カヴァーし NIGHT（2018年2月11日、テレ朝チャンネル1）
- 関内デビル（2018年3月6日、テレビ神奈川） - 小山ひな出演。
- バズリズム02（2018年5月4日、日本テレビ系）- 同番組内「お試し音楽リポーターが行く」コーナーに神宿出演。
- 超!アイドル戦線〜Men'sSide&Girl'sSide〜（2018年6月7日、TOKYO MX）
- 実話怪談倶楽部（2018年8月21日、フジテレビONE） - 一ノ瀬みか出演。
- GIVER 復讐の贈与者（2018年9月14日・9月21日・9月28日、テレビ東京） - 一ノ瀬みか出演。
- 美少女クエスト（2018年11月1日、フジテレビ） - 一ノ瀬みか出演。
- 神宿ワンマンライブ in 豊洲PIT～新メンバー選考に密着ドキュメント～（2019年7月6日、テレ朝チャンネル1)
- 神宿5周年記念ワンマンライブ神が宿る場所～君が君らしくあればいいのさ～（2019年11月30日、テレ朝チャンネル1)
  - 上記再放送（2020年6月28日）
- プレミアの巣窟（2019年12月16日、フジテレビ） - 神宿出演
- バズリズム02（2020年1月31日、日本テレビ系） - 同番組内「あの人ランキング」にて「ボクハプラチナ」MVオンエア。
- バズリズム02（2020年7月24日、日本テレビ系） - 同番組内「クイズ！ミュージックビデオ王」にて「Erasor」MVオンエア。
- Eネ!～神宿の誉めごろし賛歌＆マヂカルラブリーの君に捧げるTV～（2020年8月1日、テレビ東京） - 神宿出演
- バズリズム02（2020年10月23日、日本テレビ系）- 「明日、また君に会える」スタジオ歌唱。
- N-18 凸（2020年10月31日25時45分～、石川テレビ）
  - 上記再放送（2020年11月4日25時29分～）
- 関ジャム 完全燃SHOW（2020年11月1日、テレビ朝日） - 一ノ瀬みか。
- Artist#18File（2021年2月2日 21:54～22:00《再放送2月4日 25:00～25:05》、TOKYO MX） - 一ノ瀬みか、塩見きら、小山ひな出演。
  - （2月09日 21:54～22:00《再放送2月11日 25:00～25:05》） - 小山ひな出演。
  - （2月16日 21:54～22:00《再放送2月18日 25:00～25:05》） - 塩見きら出演。
  - （2月23日 21:54～22:00《再放送2月25日 25:00～25:05》） - 一ノ瀬みか出演。
- おもカワ～アイドル大喜利タッグトーナメント～（2021年3月30日、BSスカパー！） - 羽島めい、小山ひなゲスト出演。
- 六本木アイドルフェスティバル完全版（2021年9月18日、CSテレ朝チャンネル1）
- バズリズム02（2021年9月24日、日本テレビ系）- 神宿出演。「Caramel Sweet」スタジオ歌唱。
- バズリズム02（2022年5月13日、日本テレビ系）- あの人ランキングでMV「#前に進む唄」が4週連続オンエア。
  - (5月20日、5月27日、6月3日) - MVオンエア
- バズリズム02（2022年6月10日、日本テレビ系）- 「#前に進む唄」スタジオ歌唱。
- 全力アピールアダムシアター（2022年10月10日～13日、TBS）
  - 2022年10月10日 - 羽島めい
  - 2022年10月11日 - 羽島みき
  - 2022年10月12日 - 塩見きら
  - 2022年10月13日 - 小山ひな

### CM
- 月刊コミックゼノン（2015年10月 - ）- 一ノ瀬みか出演
- 引越し侍『よやきゅん』篇（2016年1月 - ）- 一ノ瀬みか出演
- 亀田製菓 亀田の柿の種『いつでもカリッと!』篇（2016年1月 - ）- 一ノ瀬みか出演
- ジャパネットたかた『春の家電祭り』篇（2016年2月 - ）- 一ノ瀬みか出演
- カラオケ ビッグエコー「パーティーコース」応援ソングCM 第1弾（HAPPY PARTY NIGHT）
- カラオケ ビッグエコー「パーティーコース」応援ソングCM 第2弾（CONVERSATION FANCY）
- テレビ朝日「激辛グルメ祭り2019」開幕CM「行くぞ!激辛〜ワイワイと〜」篇（2019年7月 - ）
- 1対1の特典会アプリ『チェキチャ!』私以外みんなチェキチャ編（2019年9月28日 - ）
- カラオケビッグエコー「パーティーコース」応援ソングCM 第3弾（ほめろ!）
- タカラトミー“メタバース 黒ひげ危機一発“ - 塩見きら出演

### MV
- キズナアイ「Again」(2020年) - 神宿出演
- tk2tk（タカツカ）「アイスクリーム」(2020年) - 塩見きら出演
- 猫又おかゆ x DECO*27「あっかんべ」(2022年) - 小山ひな出演

### うみぽす関連
2016年 - 一ノ瀬みか出演
- 募集告知
  - 〜10回言ってみて編〜
  - 〜10回言ってみて編・2〜
  - 〜自撮りPRしてみた編〜
  - 〜君が足りない編〜
- うみぽす♡大好き
  - 振り付けバージョン

2017年 - 神宿出演
- 「海だ〜！」うみぽす2017オープニング
- うみぽす説明ビデオ 海の宣伝ポスターをつくろう
  - 基本編、こども編
- ビーチボールリレー
  - みか、なほ、みき、ひな、めい、神宿
- うみぽす♡大好き
  - MV 振り付けバージョン
- 動くポスター部門 神宿ビーサンダンス
- 動くポスター部門 海は広いな 沖縄
- 神宿が海のポスター作りPR | 海と日本PROJECT in みやざき - 羽島みき、小山ひな

2018年 - 神宿出演
- TOPムービー2018
- オープニングムービー
- うみぽすグランプリ告知 日本財団 海と日本PROJECT in 大阪府
- うみぽすグランプリ | 海と日本PROJECT in やまなし - 羽島めい、関口なほ
- うみぽすグランプリ2018ワークショップ 日本財団 海と日本PROJECT in 岡山 - 一ノ瀬みか、羽島めい
- 動くポスター（動画）部門 ＜エリア賞 ＞ 岡山　作者：羽島めい - 声:一ノ瀬みか

2020年 - 関口なほ出演
- ポストカードを作ろう

### その他出演
- Lilygirl 第一期 ショートムービー「ハルヒとミカ」(2016年) - 一ノ瀬みか出演
- Showcase Live KISORA Beautiful World #01 Origin（2021年7月31日 - 8月6日） - 塩見きらがボーカルを務めるクリエイターユニットKISORAのライブイベント。

### ラジオ
- 神が宿る場所〜下北エフエム編〜（2015年6月18日、下北FM）
- Doing（2017年7月1日、YBSラジオ）
- 魅力!女子力（2017年11月16日、四国放送/西日本放送/熊本放送/山口放送） - 一ノ瀬みか、羽島めい出演。
- NEW NEWS（2017年11月23日、TBCラジオ）
- music×serendipity（2018年2月13日、LOVE FM） - 一ノ瀬みか、羽島めい出演。
- Morning Brush（2018年4月20日、エフエム仙台） - 一ノ瀬みか、羽島めい出演。
- MUSIC SHOWER Plus+（2018年4月27日、RBCiラジオ） - 一ノ瀬みか、羽島めい、羽島みき出演。
- オリジンアワー（2018年4月27日、エフエム那覇） - 一ノ瀬みか、羽島めい、羽島みき出演。
- 俺たちの穴!（2018年5月8日、FM FUJI） - 一ノ瀬みか、羽島めい出演。
- キラメキ ミュージック スター「キラスタ」（2018年5月22日、NACK5） - 羽島めい、関口なほ出演。
- PAO〜N（2018年8月20日、KBCラジオ）
- はっけんラジオ（2018年8月20日、NHK福岡）
- music×serendipity（2018年8月20日、LOVE FM）
- 神宿の神宿RADIO（2018年9月2日、FM佐賀）
- 神宿のトレジャーボトル（2019年11月10日、サイマル放送） - 羽島めい、羽島みき出演。
- オトナビゲーション（2019年12月27日、RKBラジオ）- 羽島みき、羽島めい出演。
- BUTCH COUNTDOWN RADIO（2019年12月27日、FM福岡） - 羽島みき、羽島めい出演。
- 夕方じゃんじゃん（2019年12月27日、KBCラジオ）- 羽島みき、羽島めい出演。
- music × serendipity（2019年12月27日、LOVE FM） - 羽島みき、羽島めい出演。
- Music Bit（2020年1月6日、e-radio） - 羽島みき、羽島めい出演。
- キャッチ!（2020年1月6日、e-radio） - 羽島みき、羽島めい出演。
- 庄司悟のカウントダウン魂（2020年1月10日、広島FM） - 羽島みき、羽島めい出演。
- 9ジラジ（2020年1月16日、広島FM） - 羽島めい、羽島みき出演。
  - （2020年5月7日） - 羽島めい、羽島みき電話出演。
- 神宿のトレジャーボトル（2020年5月24日、サイマル放送） - 羽島めい、羽島みき、塩見きら、小山ひな出演。
  - （2020年6月3日） - 一ノ瀬みか、羽島めい、羽島みき、小山ひな出演。
- 9ジラジ（2020年6月10日、広島FM） - 羽島めい、羽島みき電話出演。
- りゅうちぇると高見奈央のiDOL on-line !#10（2020年7月22日、ShibuyaCross-FM） - 羽島めい、羽島みき出演。
- キャッチ!（2020年8月5日、e-radio） - 羽島みき出演。
- MUSIC BREAK（2020年8月7日、e-radio） - 羽島みき出演。
- うむラジ（2020年9月6日、TOKYO FM ほかJFN38局ネット） - 小山ひな出演。
  - （2020年9月13日） - 小山ひな出演。
  - （2020年9月20日） - 小山ひな出演。
- 月9Ka!（2020年10月19日、北海道FM　NORTHWAVE） - 羽島めい、羽島みき出演。
- Update Evening!（2020年10月22日、FM福井） - 羽島めい、羽島みきコメント出演。
- It’s me（2020年10月24日・25日、北海道 AIR-G’） - 羽島めい、羽島みきコメント出演。
- J-HITS FLOOR（2020年10月26日、北海道FM　NORTHWAVE） - 羽島めい、羽島みきコメント出演。
- SOUND SPLASH（2020年10月27日、FM新潟） - 羽島めい、羽島みきコメント出演。
- musica lab（2020年11月1日、北海道HBCラジオ） - 羽島めい、羽島みき出演。
- ロジャー大葉のラジオな気分（2020年11月3日、TBC東北放送） - 羽島めい出演。
- ちょすなび（2020年11月4日、北海道HBCラジオ） - 神宿出演。
- GENZ（ジェネジー） (2020年11月11日、名古屋FM ZIP-FM)
- RADIO GROOVE（2020年11月12日、北海道FM　NORTHWAVE） - 羽島めい、羽島みきコメント出演。
- Nutty Radio Show THE魂（2020年11月16日、埼玉 FM NACK5） - 羽島めい出演。
- Got Emo?（2020年11月18日、仙台 Date FM） - 羽島みき出演。
- りゅうちぇると高見奈央のiDOL on-line !#32（2021年6月23日、ShibuyaCross-FM） - 羽島めい、羽島みき出演。
- ラジオのアナ(2021年10月19日、FM NACK5) - 羽島みきコメント出演
- Loco Spirits!(2022年6月3日、FMヨコハマ) - 羽島めい、小山ひな出演。
- 羽島みきと、ひとやすみーにゃん。（2022年11月7日～2023年6月30日、かずさエフエム(My Twilight Time内)毎週月曜18:35頃～10分間）≪2023年1月6日以後、毎週金曜20:00～20:30放送≫)
  - 公式YouTubeチャンネルにて「羽島みきと、ひとやすみーにゃん。(仮)」全3回の配信を経ての放送。
- MAX&たかし トレンドヴァンパイヤー（2023年1月25日、ShibuyaCross-FM） - 羽島めい、羽島みき出演
- TO KO TO N かずさ（2023年2月17日、かずさFM83.4） - 羽島みき出演

### モデル
- 日本ツインテール協会公式サイト「日本ツインテール化計画　放課後ツインテール」(2015年) - 羽島めい
- ミスiD2016お披露目in日本橋公会堂　縷縷夢兎ショーモデル(2016年) - 一ノ瀬みか出演
- ファッション誌smart「日本ツインテール化計画!」(2016年) - 一ノ瀬みか掲載
- TOKYO IDOL NET「IDOL GRAPHICS」初回モデル(2016年) - 小山ひな掲載
- ウェディング──がモチーフの写真モデルを羽島みき（神宿）が担当(2016年) - 羽島みき掲載
- トキメキグラフィティ(2016年) - 一ノ瀬みか掲載
- TOKYO IDOL NET 撮影:高柳明音(2016年) - 関口なほ掲載
- 小説「コンテクスト・オブ・ザ・デッド」表紙モデル(著:羽田圭介、2016年) - 一ノ瀬みか掲載
- クリアストーン「アイドルクロゼット(2017年) - 一ノ瀬みか掲載
- DC鷹の爪 x ACDC RAGコラボ(2017年) - 一ノ瀬みか、小山ひな掲載
- パワーパフ ガールズ×ACDC RAGコラボ第2弾(2018年) - 羽島めい、関口なほ掲載
- BODYLINE(2018年) - 羽島めい掲載
- MIKIO SAKABE×∀iDOL StyleBook第二弾(2018年) - 一ノ瀬みか、小山ひな掲載
- 週刊アスキーNo.1197(2018年9月25日) - 一ノ瀬みか表紙モデル。
- ICON「シンセサイザーと音楽制作ツールの話題を取り上げるWebメディア」(2018年12月～2021年10月) - 一ノ瀬みか
- iCON DOLL LOUNGE 2018-2019 Winterスペシャルゲストモデル(2019年) - 羽島めい、小山ひな出演
- パニカム｢WELCOME FRIENDS COLLECTION｣(2019年) - 羽島めい、羽島みき掲載
- KANGOL REWARD×神宿オリジナルコラボ(2019年) - 一ノ瀬みか、羽島めい、羽島みき掲載
- IDOL FILE Vol.20 Elegance PHOTO EXHIBITION(2021年1月13日～28日、渋谷ロフト） - 一ノ瀬みか写真展示
  - 同イベント（2021年2月6日 - 14日、名古屋ロフト）
  - 同イベント（2021年3月2日 - 14日、梅田ロフト）
- 「IDOL FILE Vol.21 Morning Routine」発売記念イベント(2021年4月9日～24日、梅田ロフト) - 羽島めい写真展示
  - 同イベント(2021年5月12日 - 6月6日、渋谷ロフト)
- KAMIYADO photo exhibition "for a moment"(2021年8月24日～29日、GALLERY LE DECO) - 神宿写真展
- ACDC RAG "Sweet♡Magical Unicorn"(2023年) - 小山ひな
- OY WRINKLE ODOLLY LONG SLEEVE(2023年) - 小山ひな
- Manon Tokyo(2023年) - 小山ひな

### 企業コラボ・イメージキャラクター・ゲスト出演等
- うみぽすアンバサダー(2016年) - 一ノ瀬みか
- 株式会社ネットリソースマネジメント「オフィスカルテ」(2016年8月～) - 羽島みき
- タワーレコード新宿店「NO MUSIC, NO IDOL?」キャンペーンキャラクター第140弾（2016年）[47]
- うみぽすアンバサダー(2017年 - 2020年) - 神宿
- NTTドコモいちおしパック(2018年)
- Koyama Hina×CROWNCROWN(2018年8月5日 - 19日、株式会社グイオ)
- HINA KOYAMA×LIVERTINE AGE(2018年11月1日 - 12月7日)
- タフラブアンバサダー - (2019年1月22日就任)
- MIKA ICHINOSE×LIVERTINE AGE(2019年5月10日)
- うみぽすメインビジュアル(2019年) - 関口なほ
- MEI HASHIMA×LIVERTINE AGE(2019年7月23日 - 8月20日)
- 東京タピオカランド公式アンバサダー(2019年8月13日 - 9月16日)
- MIKI HASHIMA×LIVERTINE AGE(2019年9月19日 - 10月21日)
- チェキチャ!アンバサダー(2019年～)
- adidas Originals「FORUM LOW」 ABC-MART限定モデルデジタルプロモーション(2021年3月18日)
- Rakugaki XCollaboration POP UP SHOPin 渋谷MODI(2022年11月26日) - 羽島めいゲスト出演
- 株式会社Poruletタレントオーディション - 羽島みき
- 愛媛アイドルオーディション「ドリプラ(DOLIPLA)」ゲスト審査員 - 塩見きら
- キャリア教育講師(愛媛県松山市) - 塩見きら
- 神宿･羽島みきアンバサダー「次世代アイドルグループ」メンバーオーディション - 羽島みき(アンバサダー、審査員)
- Rakugaki 7th ANNIVERSARY EVENT"777"(2023年7月8日) - 羽島めい　羽島みきゲスト出演

### ゲーム
- Android向けアプリ「アイパラ！ IDOL PARADISE」 (実施期間2015年2月27日 - 3月15日)
- 新感覚LINE恋愛シミュレーションゲーム「ユメミル AI:DOL"女子高生Mika編"」(2017年) - 一ノ瀬みか(一定条件を満たすまで顔や目元が隠されている。)
- アイコイノート（2020年4月27日、GMOプレイミュージック）[48]
- スターガールズグランプリ「選抜! Star Girls Ranking vol.3 神宿コラボ限定ガチャ」（開催期間2021年7月16 - 7月26日）
- iOS/Android用アプリ「Run For Money ～逃走ごっこ～」 - 登場キャラクター、ジュリ役の声優を羽島みきが担当。

## 書籍・雑誌など

### 書籍
- キミ色ツインテール 2（2015年4月24日、宝島社） - 羽島めい、羽島みき掲載
- ショートカット推進委員会写真集 『0410(ショート)』（2015年9月1日、ガイドワークス） - 小山ひな掲載
- 私だけがいない世界。ミスiD公式フォトブック(2016年7月1日、メタブレーン) - 一ノ瀬みか掲載
- 少女は海に憧れる 羽島めい×KYUN_KUN×飯田えりか（トーフ版ミニ写真集）（2016年9月15日、グレイプス）撮影：飯田エリカ[49]
- 塩見きら1st写真集「好き」（2022年4月3日） - 全4種
- 小山ひな1st写真集「こぶたのせかいのおひめさま」（2022年9月10日）[50]
- 羽島めい1st写真集「Butterfly」（2023年1月8日） - 全3種

### 雑誌・その他
- TRASH-UP!!vol.21 　【アイドルが選ぶ「2014私のベスト5」】（2015年1月31日、株式会社トラッシュアップ） - 羽島みき掲載
- TopYell 7月号　「リアル系アイドルのリアルな日常」（2015年6月8日、竹書房） - 羽島めい掲載
- UPDATE girls vol.001　「アイドル部活」（2015年7月31日、ぴあ） - 羽島めい、羽島みき掲載。関口なほ、小山ひなイラスト掲載
- ENTAME(エンタメ) 2015年11月号（2015年4月30日、徳間書店） - 一ノ瀬みか掲載
- MARQUEE Vol.109（2015年6月10日、マーキーインコーポレイティド） - 神宿掲載
- CHEERZ BOOK vol.5（2015年11月10日、メタブレーン） - 羽島めい掲載
- PF（ポーカーフェイス）Vol.2（2015年12月19日、アスペクト） - 一ノ瀬みか、羽島めい、羽島みき掲載
- CHEERZ BOOK vol.6（2015年12月28日、メタブレーン） - 小山ひな掲載
- MARQUEE Vol.113（2016年2月10日、マーキーインコーポレイティド） - 神宿掲載
- VDC Magazine 001　神宿インタビュー掲載（2016年3月3日、VDC）
- CHEERZ BOOK Vol.7（2016年3月28日、メタブレーン） - 羽島めい、小山ひな掲載
- 週刊文春 2016年4月7日号（2016年3月31日、文藝春秋） - 一ノ瀬みか掲載
- EYESCREAM 2016年5月号 "kamiyado"Small Logo Tee掲載（2016年4月1日、スペースシャワーネットワーク）
- ch FILES 関東版（2016年4月20日） - 羽島めいインタビュー掲載
- フォトテクニックデジタル2016年5月号（2016年4月20日、玄光社） - 羽島めい掲載
- smart 2016年06月号（2016年4月25日、宝島社） - 一ノ瀬みか掲載
- IMADOKI!! Vol.2（2016年5月25日、音楽専科社） - 神宿掲載
- MARQUEE Vol.115（2016年6月10日、マーキーインコーポレイティド） - 神宿掲載
- Zipper SUMMER号（2016年6月23日、祥伝社） - 一ノ瀬みか出演
- 月刊バスケットボール 2016年09 月号（2016年7月25日、日本文化出版） - 一ノ瀬みか掲載
- 月刊バスケットボール 2016年11月号（2016年9月24日、日本文化出版） - 一ノ瀬みか、羽島めい掲載
- VDC Magazine 002　神宿インタビュー掲載（2016年10月26日、VDC）
- LOVE berry vol.5　背表紙に「カムチャッカ・アドベンチャー」の広告掲載（2016年12月20日、徳間書店）
- IDOL AND READ 010　一ノ瀬みか ロングインタビュー＆撮り下ろし写真（2017年3月29日、シンコーミュージック・エンタテイメント）
- FRUiTS/idpmagazine MOOK『MIKIO SAKABE×∀iDOLstyle book』（2017年4月15日、ストリート編集室） - 一ノ瀬みか、小山ひな掲載
- MARQUEE Vol.121（2017年6月10日、マーキーインコーポレイティド） - 神宿掲載
- 週刊プレイボーイNo.33（2017年7月31日、集英社） - 週プレ×TIFの特集記事に一ノ瀬みか掲載
- MARQUEE Vol.122「歌うのは昔から好きでした」～ひなぷぅ初パーソナル・インタビュー～（2017年8月10日、マーキーインコーポレイティド） - 小山ひな掲載
- 原宿POPUNITED vol.14　神宿3周年記念レポートが掲載（2017年10月31日配布開始、フリーペーパー）
- VDC Magazine 007　神宿2インタビュー＆グラビア特集（2017年12月22日無料配布開始、VDC）
- FRUiTS/idpmagazine MOOK『MIKIO SAKABE×∀iDOLstyle book2』（2018年7月2日、ストリート編集室） - 一ノ瀬みか、小山ひな掲載（3周年ライブにて一ノ瀬みか、小山ひな限定表紙版を販売）
- DI:GA 2018年12月号　コラム「原宿発 神宿の「神宿でござる」Vol.1　掲載（株式会社ディスクガレージ）
- BOMB!2019年  3月号　「CONVERSATION FANCY」のリリース情報掲載（2019年2月9日、学研プラス）
- BRODY2019年10月号　「ニュー・アーティスト・ボイス」（2019年8月23日、白夜書房） - 神宿掲載
- BUBKA2020年04月号　神宿連載「神と宿が宿る場所」vol.1 羽島めい×羽島みき in 原宿   （2020年2月29日、白夜書房）[51]
- BUBKA2020年05月号　神宿連載「神と宿が宿る場所」vol.2 小山ひな×塩見きら in 神宮前（2020年3月31日、白夜書房）[52]
- BUBKA2020年06月号　神宿連載「神と宿が宿る場所」vol.3 一ノ瀬みか×羽島めい in 新宿三丁目（2020年4月30日、白夜書房）[53]
- BUBKA2020年7月・8月合併号　神宿連載「神と宿が宿る場所」vol.4 一ノ瀬みか×塩見きら in 神楽坂（2020年6月30日、白夜書房）[54]
- BUBKA2020年09月号　神宿連載「神と宿が宿る場所」vol.5 小山ひな×羽島みき in 神保町（2020年7月31日、白夜書房）[55]
- IDOL AND READ 023　塩見きら パーソナルインタビュー＆撮り下ろし写真（2020年7月31日、シンコーミュージック・エンタテイメント）
- BRODY2020年10月号　【レボリューション・グラビア　塩見きら(神宿)「Sparkle」】(2020年8月21日、白夜書房） - 塩見きら掲載。神宿裏表紙掲載
- BUBKA2020年10月号　神宿 “結成6周年記念”スペシャル「We will make everyone happy！」（2020年8月31日、白夜書房） - 神宿掲載。（セブンネットショッピング限定で神宿表紙版を販売。）
- BUBKA2020年11月号　神宿連載「神と宿が宿る場所」vol.6 羽島めい in 神谷町（2020年9月30日、白夜書房）
- IDOL AND READ 024　小山ひな ロングインタビュー＆撮り下ろし写真（2020年10月7日、シンコーミュージック・エンタテイメント）
- VDC Magazine 017　神宿インタビュー掲載（2020年10月23日、VDC）
- BRODY2020年12月号【レボリューション・グラビア　羽島めい(神宿)「明暗」＆インタビュー】(2020年10月23日、白夜書房）
- BUBKA2020年12月号　神宿連載「神と宿が宿る場所」vol.7　塩見きら in 神泉、塩見きら連載コラム「ここが私の生きる場所」第1回（2020年10月31日、白夜書房）
- BUBKA2021年01月号　神宿連載「神と宿が宿る場所」vol.8　一ノ瀬みか in 西新宿、塩見きら連載コラム「ここが私の生きる場所」第2回（2020年11月30日、白夜書房）
- IDOL AND READ 025　羽島めい ロングインタビュー＆グラビア（2020年12月9日、シンコーミュージック・エンタテイメント）
- BRODY2021年02月号　【レボリューション・グラビア　羽島みき(神宿)「黄昏」＆インタビュー】(2020年12月23日、白夜書房）
- BUBKA2021年02月号　神宿連載「神と宿が宿る場所」vol.9　羽島みき in 神南、塩見きら連載コラム「ここが私の生きる場所」第3回（2020年12月28日、白夜書房）
- IDOL FILE Vol.20 ELEGANCE（2021年1月15日、シンコーミュージック・エンタテイメント） - 一ノ瀬みか掲載
- BUBKA2021年03月号　神宿連載「神と宿が宿る場所」vol.10 小山ひな in 神田、塩見きら連載コラム「ここが私の生きる場所」第4回（2021年1月29日、白夜書房）
- IDOL AND READ 026　羽島みき パーソナルインタビュー＆撮り下ろし写真（2021年2月22日、シンコーミュージック・エンタテイメント）
- BRODY2021年04月号　【レボリューション・グラビア　小山ひな(神宿)「Spring Fever」＆インタビュー】(2021年2月22日、白夜書房）
- BUBKA2021年04月号　神宿連載 vol.11 小山ひな「神は食に宿る」、塩見きら連載コラム「ここが私の生きる場所」第5回（2021年2月27日、白夜書房）
- BUBKA2021年05月号　神宿連載 vol.12 羽島めい「神はスポーツに宿る」、塩見きら連載コラム「ここが私の生きる場所」第6回（2021年3月31日、白夜書房）
- Top Yell NEO 2021 SPRING（2021年3月31日、竹書房）
- Rolling Stone Japanvol.14 2021年5月号（2021年3月25日、ネコ・パブリッシング） - 神宿掲載。
- IDOL FILE Vol.21 Morning Routine（2021年4月9日、シンコーミュージック） - 羽島めい掲載
- 月刊ローチケ／月刊HMV&BOOKS（2021年4月15日号） - 小山ひな掲載
- BRODY2021年06月号　【レボリューション・グラビア　一ノ瀬みか(神宿)「Shape of you」＆インタビュー】(2021年4月23日、白夜書房）
- NYLON JAPAN2021年　6月号（2021年4月28日、カエルム） - 神宿初掲載
- BUBKA2021年06月号　神宿連載 vol.13 一ノ瀬みか「神はメイクに宿る」、塩見きら連載コラム「ここが私の生きる場所」第7回（2021年4月30日、白夜書房）
- BUBKA2021年07月号　神宿連載 vol.14 羽島みき「神は原宿に宿る」（2021年5月31日、白夜書房）
- IDOL FILE Vol.22 Wedding Dress（2021年6月25日、シンコーミュージック・エンタテイメント） - 一ノ瀬みか掲載
- IDOL AND READ 027（2021年6月30日、シンコーミュージック・エンタテイメント） - 一ノ瀬みか掲載
- bounce453号　EXTRA FEATURE（2021年8月25日、タワーレコードフリーマガジン） - 神宿
- IDOL FILE Vol.29 Morning Routine（2023年3月10日、シンコーミュージック・エンタテイメント） - 羽島みき掲載

## 神宿用語
- 舁夫(かきふ) - 神宿を応援するファンのこと。
  - 例えば青色担当 羽島めいを推す舁夫なら「青舁夫」のように「舁夫」の前にメンバーの担当色を付けて呼ばれている。
- 舁夫会 (かきふかい) - 神宿サポーターズクラブの名称。(2015年5月1日発足、2020年7月31日終了。)
  - 「チケット先行」、「限定イベント」、「長期継続特典」が得られWEB不定期刊「舁夫通信」では神宿の活動についてのお知らせを受け取ることができる。会費は月額998円(税込)
- 舁夫会 (かきふかい) - 神宿オフィシャルファンクラブの名称。(2020年7月4日～)
  - 神宿オフィシャルサイトのリニューアルと同時に上記の"サポーターズクラブ"から"オフィシャルファンクラブ"にリニューアル。
会員特典は「イベントチケット等の優先予約」、「ファンクラブ会員限定コンテンツの配信」、「ファンクラブ限定イベント」会費は月額税込550円(※2020年7月時点の特典、料金内容。)
- チーム神宿
  - 表に立つ神宿メンバーをサポートする運営スタッフのこと。また、#かみやど（ひらがなかみやど）のプロデュースを行っていた。元メンバーの関口なほはこのチーム神宿に在籍している。

## 塩見きら神宿以外での活動

### KISORAとして
神宿の多くの楽曲を手掛けるKITA.(上北健)が楽曲制作およびプロデューサー、映像作家のハシモトミカが参加するクリエイターユニットKISORAのボーカル担当として活動。
コンセプトは「＃美しさを希(こいねが)う」

#### シングル
| # | 曲名               | 発売日        | 販売形態     | 備考                         |
| - | ------------------ | ------------- | ------------ | ---------------------------- |
| 1 | 花は純、君に幸あれ | 2021年5月31日 | デジタル配信 | 「幸」の読みは「しあわせ」。 |

### ソロ活動
有名アーティスト達の楽曲カバーの精力的な投稿や単独生誕ライブを成功させた塩見が2022年5月にソロアルバムのリリースを発表。。

#### 配信シングル
| # | タイトル             | 発売日        | 販売形態     | 備考                                                              |
| - | -------------------- | ------------- | ------------ | ----------------------------------------------------------------- |
| 1 | ラムのラブソング     | 2022年11月2日 | デジタル配信 | カバーソング                                                      |
| 2 | バレンタイン・キッス | 2023年2月8日  | デジタル配信 | カバーソング                                                      |
| 3 | VSME                 | 2023年4月29日 | デジタル配信 | 【作詞:KITA. 塩見きら 作曲:KITA. イラスト:午前3時】オリジナル楽曲 |
| 4 | コドモ・オトナ制度   | 2023年4月29日 | デジタル配信 | 【作詞:KITA. 塩見きら 作曲:KITA. イラスト:午前3時】オリジナル楽曲 |

### イベント
| 2022年                   | 2022年                                                                                          | 2022年                   |
| ワンマンライブ・定期公演 | ワンマンライブ・定期公演                                                                        | ワンマンライブ・定期公演 |
| 公演日                   | 公演タイトル                                                                                    | 会場                     |
| ------------------------ | ----------------------------------------------------------------------------------------------- | ------------------------ |
| 7月8日                   | 塩見きらソロライブ「トーキョー・コンティニュー」in 東京                                         | GRIT at Shibuya          |
| 7月9日                   | 塩見きらソロライブ「トーキョー・コンティニュー」in 大阪                                         | STAR BOX                 |
| 9月10日                  | 塩見きらソロライブ ”KIRA SHIOMI ROAD TO 24" live in Roppongi                                    | 六本木morph-tokyo        |
| 11月6日                  | 塩見きら生誕祭2022〜相手は僕にしておきなよ〜 塩見きら ROAD TO 24 FINAL live at 恵比寿LIQUIDROOM | 恵比寿LIQUIDROOM         |

## かみやど（ひらがなかみやど）
かみやど（ひらがなかみやど）は、神宿（かみやど）の新メンバーオーディションファイナリストによって2019年に結成された6人組アイドルグループ。
神宿の新メンバーとしては選ばれなかった6人が神宿の研修生としてチーム神宿プロデュースの元、新グループとして再スタート。
神宿とは違い担当カラーは無し。当面はカバー曲を中心に活動するとして2019年6月29日、渋谷O-WESTで開催されたワンマンライブでデビュー。
2021年6月29日、事前告知通り結成2周年記念ライブを最後に活動終了（＝解散）。
解散後は萩田と藤田が追加メンバーを募集して新グループ「iSPY」（アイスパイ）を結成。後にタレント業を引退していた辻が期限付きで同グループに加入。
桜木が、先に脱退した石綿がメンバー兼マネージャーを務める「BABY-CRAYON〜1361〜」に参加。

### 活動終了時メンバー
| 名前     | 生年月日（年齢）       | 出身地   | 血液型 | 身長   | 備考 |
| -------- | ---------------------- | -------- | ------ | ------ | --- |
| 萩田ここ | 2001年2月13日（24歳）  | 静岡県   | O型    | 156 cm | オーストラリアで16年過ごした帰国子女。日本語より英語が得意なバイリンガル。多種類のダンス経験者。 神宿新メンバーオーディション最終選考では「はじまりの合図」と「Life is やっぱ Beautiful!」を披露。かみやど活動終了後は藤田みゆとアイドルグループiSPYを結成。現芸名・萩田こころ |
| 辻ゆか   | 2000年10月7日（24歳）  | 北海道   | O型    | 161 cm | 元アイドル経験者。パフォーマンスを重視したアイドルに強い憧れを持っている。 神宿新メンバーオーディション最終選考では「はじまりの合図」と「原宿戦隊!神宿レンジャー」を披露。現芸名・辻ゆうか                                                                                     |
| 桜木こと | 2001年4月6日（24歳）   | 静岡県   |        | 156 cm | 元アイドル経験者。偏頭痛を利用して天気予報を見ずに天気を当てる特技がある。 神宿新メンバーオーディション最終選考では「はじまりの合図」と「Summer Dream」を披露。 |
| 藤田みゆ | 1997年12月20日（27歳） | 岩手県   | O型    | 160 cm | かみやどリーダーで最年長。工場勤務経験者。特技はエンジンの組み立て。 神宿新メンバーオーディション最終選考では「はじまりの合図」と「あの娘にばれるような・・・」を披露。かみやど活動終了後は萩田こことアイドルグループiSPYを結成。現芸名・三葉みゆ。                            |
| 高田もも | 2002年8月14日（22歳）  | 神奈川県 | AB型   | 163 cm | メンバー最年少で書道有段者。SNSでは"かしこ"入れた投稿が特徴。 神宿新メンバーオーディション最終選考では「はじまりの合図」と「ビ・ビ・ビ♡」を披露。うみぽすグランプリ2021Blue Actionクルー。                                                                                     |

### 活動中脱退メンバー
| 名前     | 生年月日（年齢）      | 出身地 | 血液型 | 身長   | 備考 |
| -------- | --------------------- | ------ | ------ | ------ | --- |
| 石綿なこ | 1998年1月13日（27歳） | 東京都 | AB型   | 157 cm | 本名・石綿日向子。タレント活動や複数のアイドルオーディション参加経験者。ピアノが得意な絶対音感の持ち主。2020年3月東京音楽大学卒業。 神宿新メンバーオーディション最終選考では「はじまりの合図」と「星空帰り道」を披露。2021年3月28日のワンマンライブを以ってグループ活動を終了。 のち、新グループ「BABY-CRAYON〜1361〜」を桜木と共に立ち上げる。 |

### かみやど略歴
2019年
- 05月21日、神宿公式ホームページ及びTwitterにてグループ結成を発表。
- 06月29日、渋谷O-WESTにてデビューライブを開催。同日、公式サイトオープン。
- 07月14日、定期公演スタート。
- 08月01日、初MV「冷凍みかん」公開。
- 12月02日、ワンマンライブにてグループ初のオリジナル曲「もういちど」を披露。同曲のMカード販売開始。
- 12月06日、初レギュラーラジオ番組「ひらがならじお」が渋谷クロスFMでスタート。毎月第1金曜日の18:00〜18:50の月一放送。

2020年
- 02月11日、定期公演にてオリジナル曲「スーパーヒーロー」を初披露。
- 03月15日、3rdワンマンライブにてオリジナル曲「color」を初披露。
- 04月29日、3ヶ月連続MVリリース企画スタート。
- 05月08日、7週連続サブスク楽曲配信企画スタート。
- 06月19日、ニューシングル「透明なRainbow」デジタルリリース。
- 08月12日、1stアルバム「HRGN」発売、配信開始。MV「透明なRainbow」、「I believe…」公開。
- 09月01日、石綿なこ充電期間のためグループ活動休止を公式サイトが発表。

2021年
- 01月01日、ニューシングル「キセキの唄」デジタルリリース。
- 01月13日、石綿なこ生誕ライブにてグループ活動復帰。
- 03月28日、ワンマンライブ「ひらがなのひ vol.11【西永福JAM】」を以ってメンバーの石綿なこがグループ活動終了。
- 05月28日、ニューシングル「嘘のない世界」デジタルリリース。
- 06月19日、ニューシングル「親愛なる君へ」デジタルリリース。
- 06月29日、2周年ライブ「かみやど 2nd ANNIVERSARY LIVE ～HRGN FINAL～」を以ってかみやどのグループ活動終了。

### かみやど作品

#### オリジナル曲
| #  | タイトル                         | 発売日(配信日)              | 規格                 | 備考 |
| -- | -------------------------------- | --------------------------- | -------------------- | --- |
| 1  | もういちど                       | 2019年12月2日 2020年5月15日 | Mカード デジタル配信 | 【作詞:亀山晴哉 作曲:michitomo(GOLDTAIL) 編曲:ENIXES(GOLDTAIL)】 カードデザインはメンバー全員版と各メンバー版の計7種類。  |
| 2  | スーパーヒーロー                 | 2020年3月15日 2020年5月22日 | Mカード デジタル配信 | 【作詞・作曲・編曲:Yu(vague)】 2020年2月11日定期公演にて初披露。Mカードは音源が少しずつ異なるメンバー別バージョン6種類。  |
| 3  | color                            | 2020年5月21日 2020年5月29日 | Mカード デジタル配信 | 【作詞・作曲・編曲:Yu】 2020年3月15日3rdワンマンライブにて初披露。カードデザインはメンバー全員版と各メンバー版の計7種類。 |
| 4  | 透明なRainbow                    | 2020年6月19日               | デジタル配信         | 【作詞・作曲・編曲:Yu】 7週連続サブスク楽曲配信企画の最後に発表・配信された楽曲。                                         |
| 5  | キセキの唄                       | 2021年1月01日               | デジタル配信         | 【作詞:宮嶋淳子、作曲・編曲:Yu】 同日発売のMカード「HRGN FINAL」にも収録されている。                                      |
| 6  | キミのために鳴らすファンファーレ | 2021年2月28日               | デジタル配信         | 【作詞:宮嶋淳子、作曲・編曲:Yu】 Mカード「HRGN FINAL」にも収録されている。                                                |
| 7  | ニジノムコウヘ                   | 2021年3月15日               | デジタル配信         | 【作詞・作曲:山田智和】 Mカード「HRGN FINAL」にも収録されている。                                                         |
| 8  | WONDERLAND                       | 2021年4月18日               | デジタル配信         | 【作詞：Mizuho Nagaoka 作曲:ZERO9、Leocchi、モイアラタ】 Mカード「HRGN FINAL」にも収録されている。                        |
| 9  | 嘘のない世界                     | 2021年5月28日               | デジタル配信         | 【作詞・作曲:Yu】 5人体制初のオリジナルシングル。                                                                         |
| 10 | 親愛なる君へ                     | 2021年6月19日               | デジタル配信         | 【作詞：高田もも 作曲:Yu 】 かみやどラストシングル。メンバーの高田ももが作詞に初参加。                                    |

#### カバー曲
| # | タイトル       | 原曲アーティスト | 発売日(配信日)              | 規格                 | 備考 |
| - | -------------- | ---------------- | --------------------------- | -------------------- | --- |
| 1 | はじまりの合図 | 神宿             | 2019年6月29日 2020年5月08日 | Mカード デジタル配信 | 【作詞・作曲:玉屋2060%】 カードデザインはメンバー全員版と各メンバー版の計7種類。                                              |
| 2 | 冷凍みかん     | GTP              | 2019年8月03日 2020年5月08日 | Mカード デジタル配信 | 【作詞・作曲:大倉沙斗子(GTP)】 カードデザインはメンバー全員版と各メンバー版の計7種類。                                        |
| 3 | ココロのちず   | BOYSTYLE         | 2020年6月05日               | デジタル配信         | 【作詞:MIZUE 作曲:渡辺和紀】 原曲はフジテレビ系アニメ『ONE PIECE』第5期オープニングテーマソング。                             |
| 4 | GO!!!          | FLOW             | 2020年6月12日               | デジタル配信         | 【作詞:KOHSHI 作曲:TAKE 編曲:FLOW & Seiji Kameda】 原曲はテレビ東京系アニメ『NARUTO -ナルト-』第4期オープニングテーマソング。 |

#### Mカード
専用サイトからカードに記載のコードを入力することで楽曲や映像コンテンツなどがダウンロード可能
ダウンロード期間はいずれも初回アクセスから半年間。またコンテンツ配信期間も設けられており、いずれかが経過するとダウンロード出来なくなる。
| タイトル                    | 規格品番 | コンテンツ内容詳細                                                                   | 備考 | コンテンツ有効期限 |
| --------------------------- | --- | ------------------------------------------------------------------------------------ | --- | ------------------ |
| はじまりの合図 かみやどver. | HRGN-1(かみやどVer.) HRGN-2(石綿なこVer.) HRGN-3(萩田ここVer.) HRGN-4(辻ゆかVer.) HRGN-5(桜木ことVer.) HRGN-6(藤田みゆVer.) HRGN-7(高田ももVer.)        | はじまりの合図 かみやど ver.(wave・mp3) はじまりの合図 かみやど ver. inst(wave・mp3) | 収録曲はどのカードも内容は同じだがカードデザインがそれぞれ異なる。 | 2021年6月29日      |
| 冷凍みかん                  | HRGN-8(かみやどVer.) HRGN-9(石綿なこVer.) HRGN-10(萩田ここVer.) HRGN-11(辻ゆかVer.) HRGN-12(桜木ことVer.) HRGN-13(藤田みゆVer.) HRGN-14(高田ももVer.)   | 冷凍みかん(wave・mp3) 冷凍みかんinst(wave・mp3)                                      | 収録曲はどのカードも内容は同じだがカードデザインがそれぞれ異なる。 | 2021年8月3日       |
| もういちど                  | HRGN-15(かみやどVer.) HRGN-16(石綿なこVer.) HRGN-17(萩田ここVer.) HRGN-18(辻ゆかVer.) HRGN-19(桜木ことVer.) HRGN-20(藤田みゆVer.) HRGN-21(高田ももVer.) | もういちど(wave・mp3) もういちどinst(wave・mp3)                                      | 収録曲はどのカードも内容は同じだがカードデザインがそれぞれ異なる。 | 2021年12月2日      |
| スーパーヒーロー            | HRGN-23(石綿なこVer.) HRGN-24(萩田ここVer.) HRGN-25(辻ゆかVer.) HRGN-26(桜木ことVer.) HRGN-27(藤田みゆVer.) HRGN-28(高田ももVer.)                       | スーパーヒーロー(wave・mp3) スーパーヒーローinst(wave・mp3)                          | 各メンバーのカードによって音源が少しずつ異なる。 他の作品のMカードと異なりメンバー全員がデザインされたカードは発売されておらず そのカード用と思われる企画品番(HRGN-22)は欠番扱いとなっている。 | 2022年3月15日      |
| color                       | HRGN-29(かみやどVer.) HRGN-30(石綿なこVer.) HRGN-31(萩田ここVer.) HRGN-32(辻ゆかVer.) HRGN-33(桜木ことVer.) HRGN-34(藤田みゆVer.) HRGN-35(高田ももVer.) | color(wave・mp3) color inst(wave・mp3)                                               | 収録曲はどのカードも内容は同じだがカードデザインがそれぞれ異なる。 | 2022年5月23日      |
| HRGN FINAL                  | HRGN-37(かみやどVer.) HRGN-38(石綿なこVer.) HRGN-39(萩田ここVer.) HRGN-40(辻ゆかVer.) HRGN-41(桜木ことVer.) HRGN-42(藤田みゆVer.) HRGN-43(高田ももVer.) | ※アルバム「HRGN FINAL」収録内容を参照。                                              | カードデザインは全6種類。 2021年1月1日から6月まで全6曲の音源追加型ミニアルバムとして毎月新曲が追加される。 2020年12月25日時点では全6曲+αを収録予定であった。                                   | 2023年1月1日       |

### かみやどイベント・出演
公式ウェブサイトSCHEDULE参照

### 出演（かみやど）

#### ゲーム
- アイコイノート（2020年4月27日、GMOプレイミュージック）[48]